# سد المد لنهر التيمز

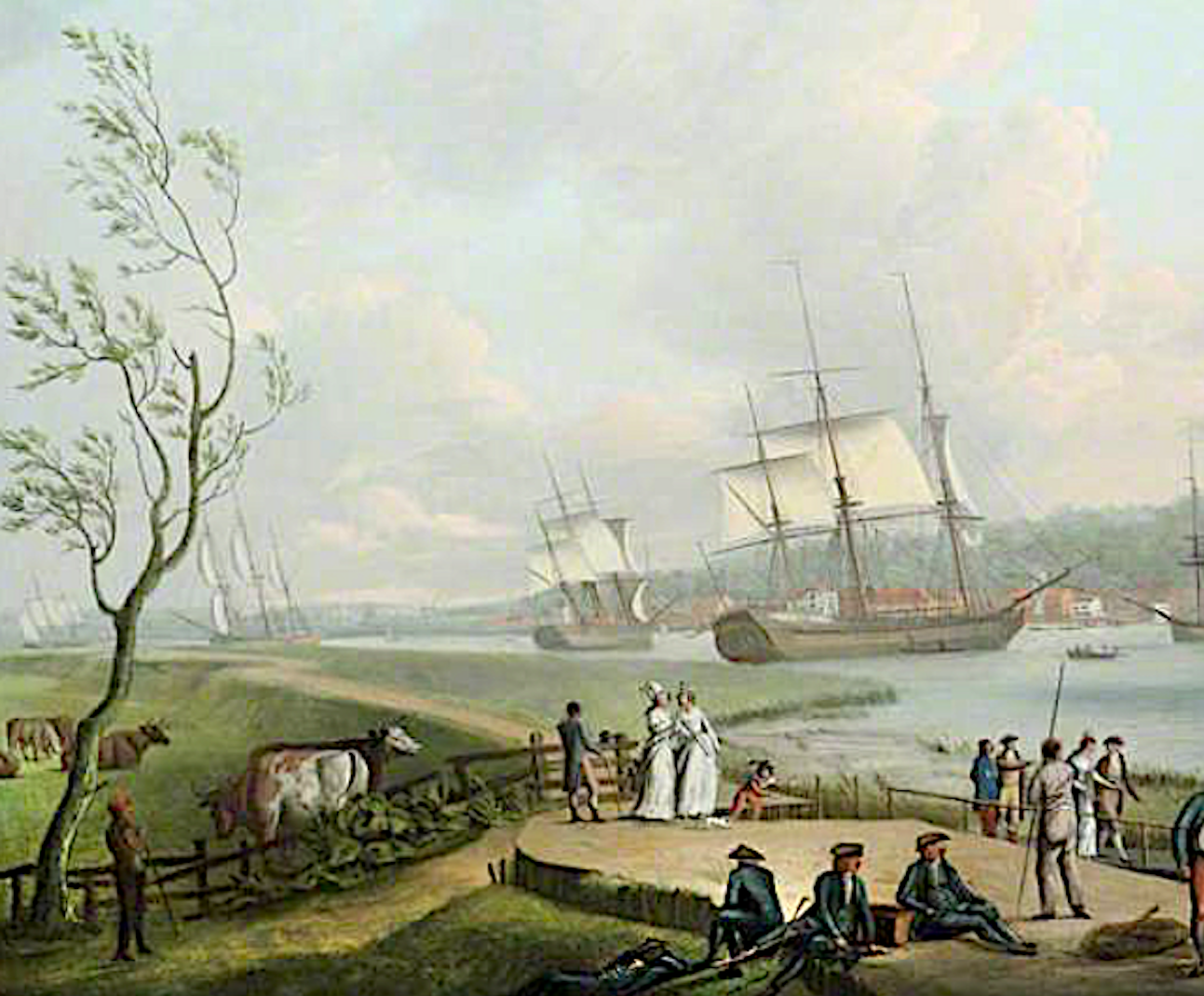
ماشية ترعى تحت المياه المرتفعة، جزيرة الكلاب، 1792 (روبرت دود، التفاصيل: المتحف البحري الوطني)

إن بناء سد لنهر التيمز لدرء المد (بالإنجليزية: Embanking of the tidal Thames)‏ (أو ما يُسمى بالضفاف الاصطناعية) هو العملية التاريخية التي جرى من خلالها تحويل الجزء السفلي من نهر التيمز، والذي كان في وقت من الأوقات مجرى مائيًا واسعًا وضحلًا يتعرج عبر أراضي المستنقعات المليئة بالملاريا، إلى قناة عميقة وضيقة تتدفق بين جدران اصطناعية صلبة (ضفاف)، ويجري تقييدها بهذه الجدران عند ارتفاع المد. وتشكل أعمال الهندسة المدنية الفيكتورية في وسط لندن، والتي يطلق عليها عادة اسم "الجسر the Embankment"، جزءاً صغيراً فقط من العملية.
كانت البدايات صغيرة في لندينيوم الرومانية، ثم متابعتها بشكل أكثر قوة في العصور الوسطى. وقد تحقق ذلك في الغالب من خلال المزارعين الذين استصلحوا أراضي المستنقعات وقاموا ببناء سدود واقية أو، في لندن، قام سكان الواجهة بالتحرك إلى مجرى النهر للحصول على المزيد من الممتلكات الواقعة على ضفة النهر. اليوم، تصطف أكثر من 200 ميل من الجدران على ضفاف النهر من تيدينجتون إلى مصبه في بحر الشمال؛ وهي تدافع عن سهل المد والجزر حيث يعمل ويعيش 1.25 مليون شخص.
نظرًا لأن نهر التيمز يتمتع بسعة مد وجزر ‏ كبيرة، لم يستطع المفكرون المعاصرون الأوائل تصديق أن السكان المحليين كانوا قادرين على بناء سدود ضخمة بجانبه؛ ومن ثم نُسبت الأعمال إلى "الرومان". التفسير الحالي هو أن المد والجزر كان صغيراً في البداية، ولم يتطلب سوى سدود متواضعة؛ ومع غزو البحر تدريجياً لوادي التيمز، تم رفع السدود لتتناسب مع المد والجزر على مراحل سهلة.
وقد قيل أن استصلاح الأراضي في نهر التايمز ساهم في اضمحلال النظام الإقطاعي. وقيل إن العواقب السياسية الأخرى كانت بندين في الميثاق الأعظم (ماجنا كارتا)، وأحد الأسباب المعلنة للحرب الأهلية الإنجليزية. لقد أدى تعميق نهر التيمز إلى جعله صالحًا للملاحة بواسطة سفن أكبر يمكنها السفر إلى الداخل: وكانت النتيجة غير المتوقعة نمو أكبر ميناء في العالم. يتألف جزء كبير من لندن الحالية من أراضي مستنقعية تم استردادها، وتقع أجزاء كبيرة منها تحت علامة المياه العالية. بعض شوارع لندن كانت في الأصل عبارة عن مسارات تمتد على طول الجدار، ولكنها اليوم لا تظهر حتى في مرمى النهر.

## نهر التيمز قبل بناء الأسوار مقابل النهر اليوم

### في العصر الروماني
كان نهر التيمز الطبيعي بالقرب من لندن الرومانية عبارة عن نهر يتدفق عبر الأراضي المستنقعية، وكان في وقت ما مليئًا بالبعوض المسبب للملاريا.
ربما جرى اختيار الموقع الأصلي لمدينة لندن لأنها كانت أول مكان تنحدر إليه مساحة واسعة من الأراضي الجافة - الحصى بشكل أساسي - على طول النهر؛ وقد بُنيت مدينة لندن الحديثة (أي "الميل المربع") على تلك الحصى. في الأسفل، كان النهر يتدفق إلى البحر عبر المستنقعات الواسعة، ولامس الأرض الصلبة في بضع نقاط فقط. (ظل الأمر كذلك حتى في العصر الفيكتوري، على الرغم من أن النهر كان مقيدًا في ذلك الوقت عند المد العالي بواسطة ضفاف ترابية.) وفقًا لما ذكره جيمس أ. جالواي:
وبالتالي، فإن جزءًا كبيرًا من لندن الحضرية اليوم مبني على أراضي مستصلحة من المستنقعات.

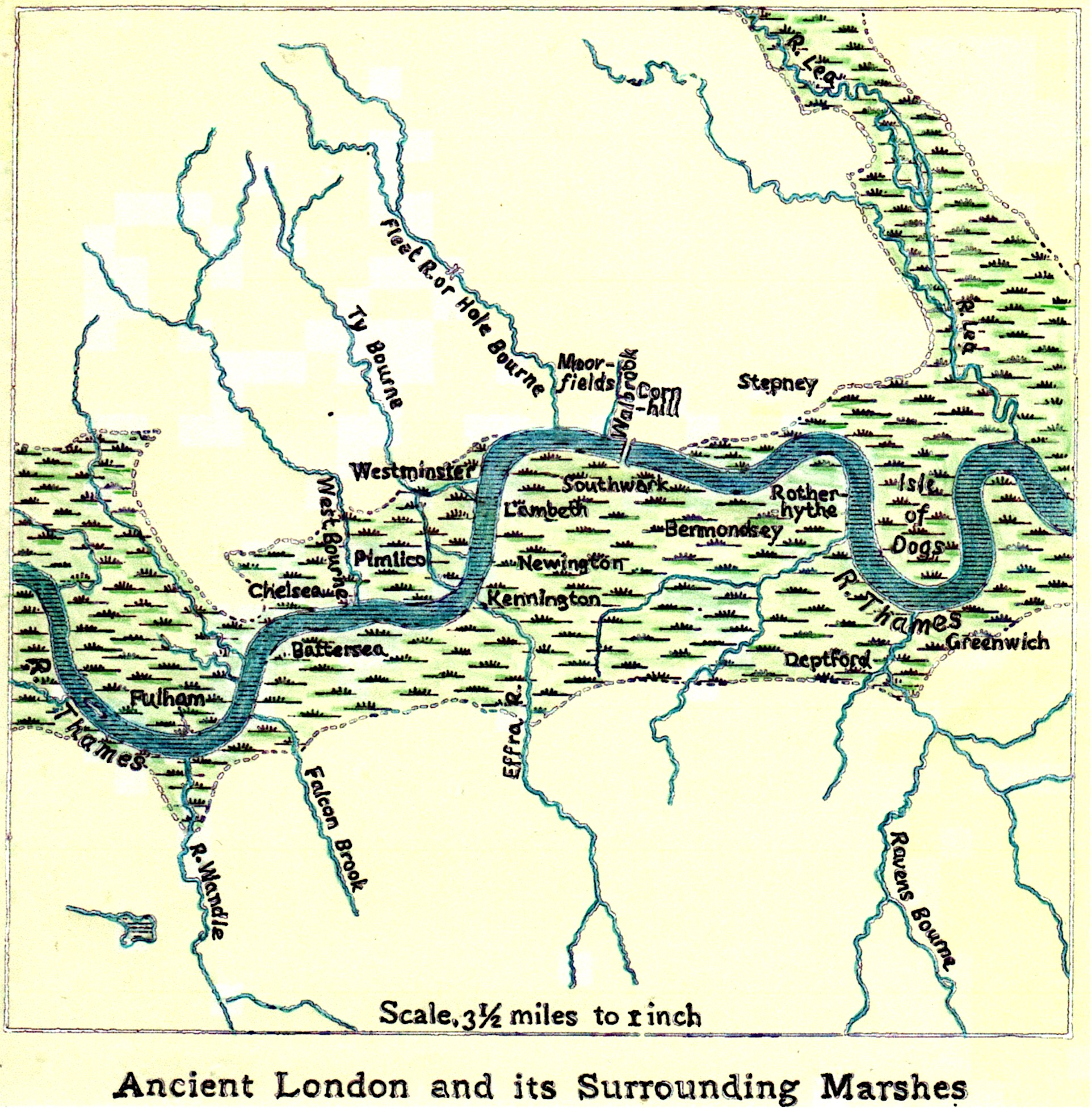
مركز مجرى النهر وأسماء الأماكن الحديثة
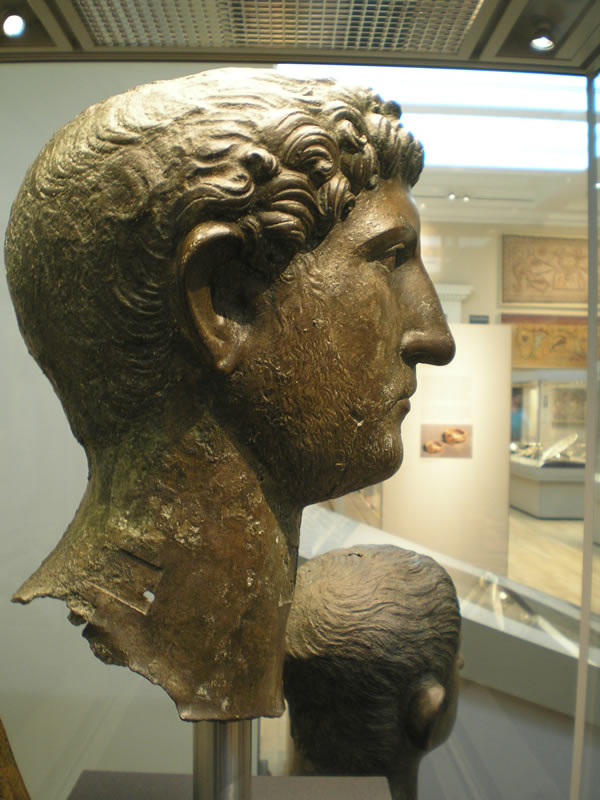
العثور على تمثال برونزي روماني في نهر التيمز
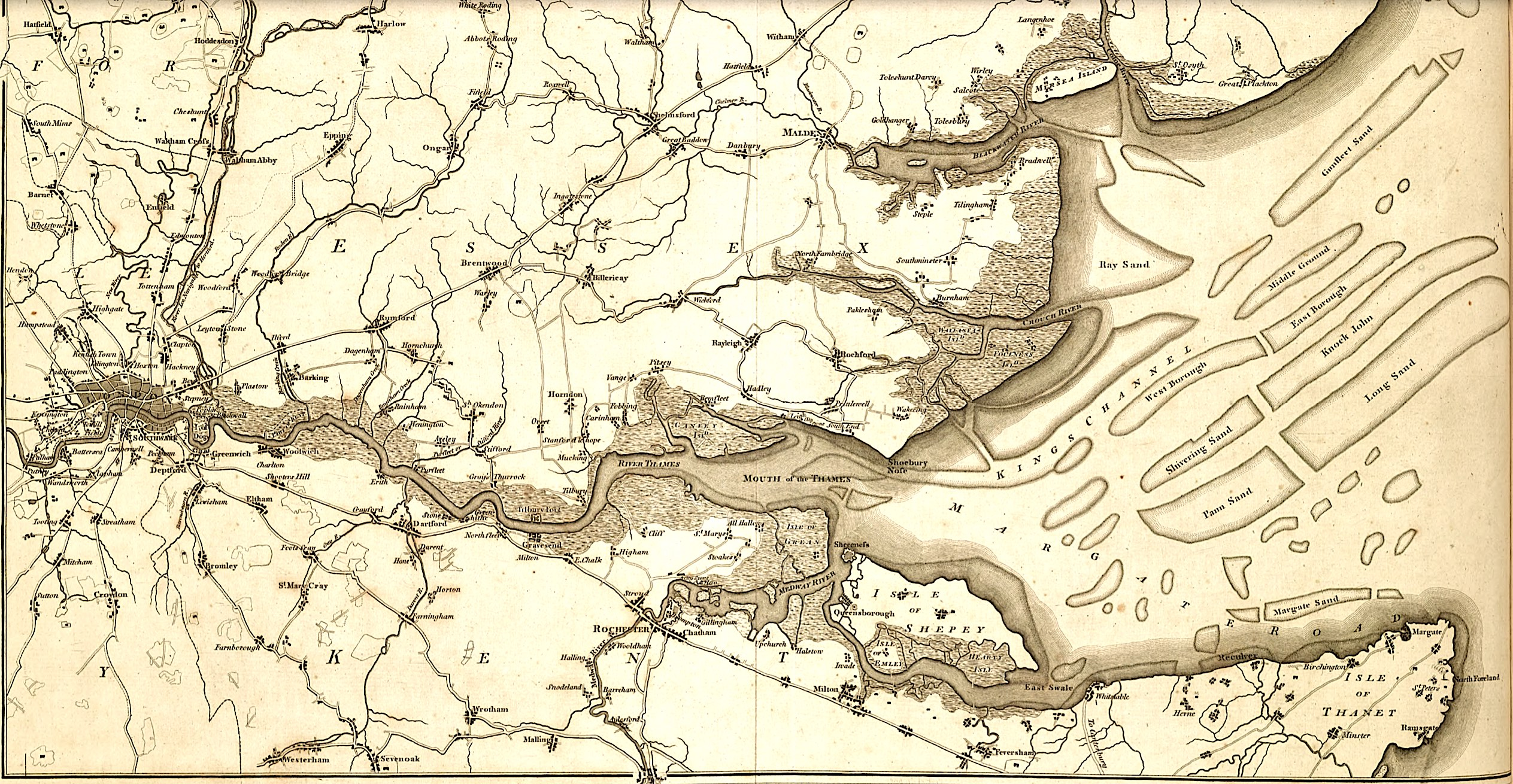
مستنقعات نهر التايمز، من لندن إلى بحر الشمال، كما هو موضح هنا في خريطة تعود إلى أواخر القرن الثامن عشر

هيلدا أورمسبي ‏ - واحدة من أوائل من كتبوا كتابًا جغرافيًا حديثًا عن لندن - تصورت المشهد:

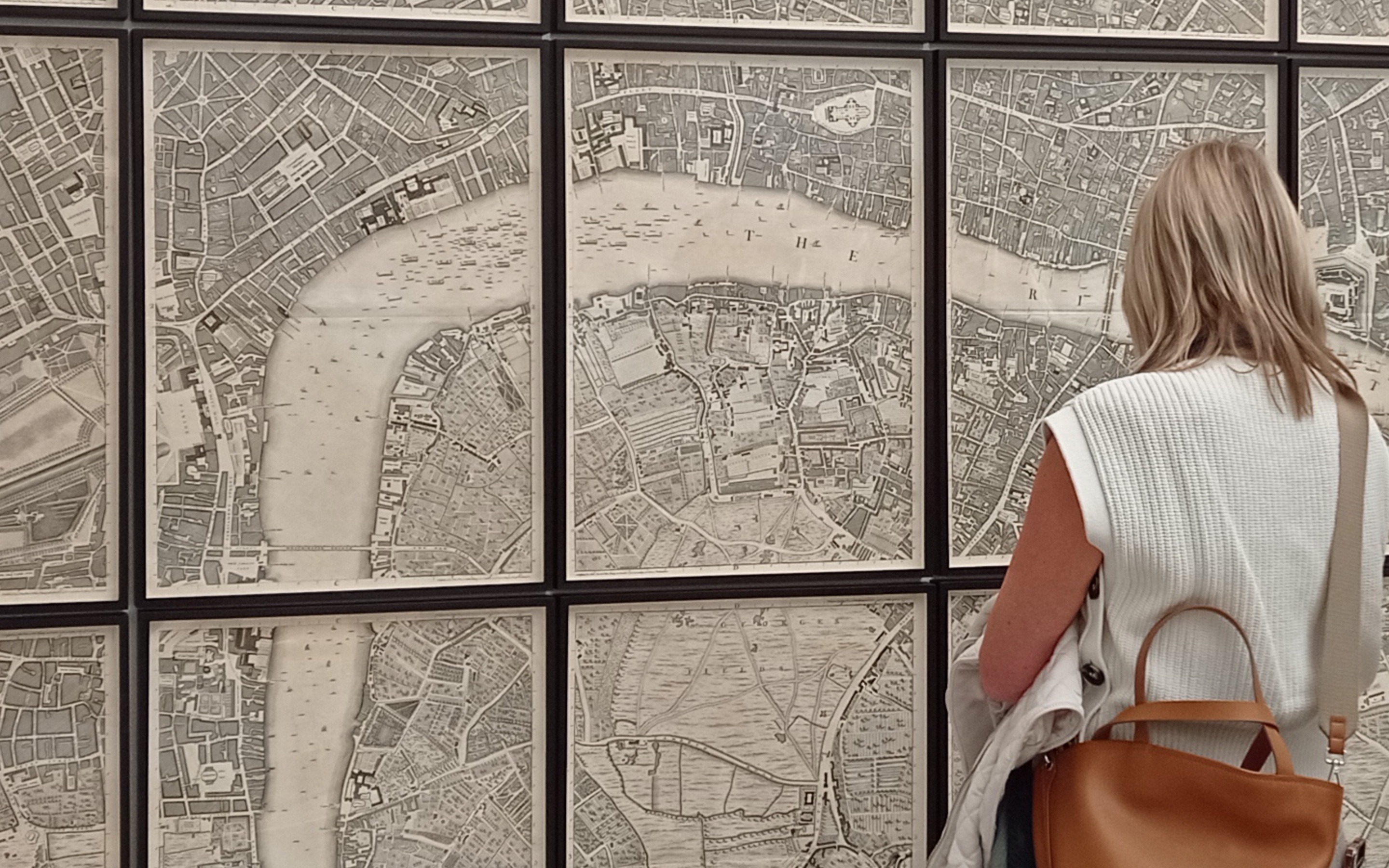
خريطة عام 1746 : حتى وقت قريب نسبيًا، كان نهر التيمز أوسع بشكل واضح. لاحظوا ضفافه غير المنتظمة؛ فلا أحد يتحكم فيها فعليا.

حتى أنه كان من المحتمل أن يكون ضحلًا بما يكفي لعبوره.
ربما كانت بعض هذه الجداول صالحة للملاحة. فمن بين السفن الرومانية الثلاث التي عُثر عليها في لندن، عُثر على واحدة منها في موقع مستشفى جاي.
كان لدى مؤرخي العصر الفيكتوري نظرية مفادها أن نهر التيمز في العصر الروماني لم يكن له أي ضفاف عمليًا، بل كان يمتد بدلاً من ذلك ليبدو كما لو كان بحيرة واسعة عند المد العالي. لقد استخدموا هذه النظرية لدعم أصل كلمة "لندن" وأنها تأتي من كلمة ليندن Llyndin (التي تعني "قلعة البحيرة"). لكن هذا الافتراض غير مؤكد الآن. علاوة على ذلك، كان الجزء المركزي من نهر التيمز في نفس الوضع الذي هو عليه اليوم. "وعلى الرغم من أن مجرى نهر التيمز غير منتظم للغاية، فمن الواضح أنه حافظ على خط تدفقه الحالي كما هو، ضمن حدود ضيقة، منذ أن أصبح مصبًا للنهر لأول مرة".
تشير الأبحاث الأحدث إلى أن المد والجزر في لندن لم يكن كبيرًا، وفي وقت من الأوقات لم يكن موجودًا. (أنظر أدناه، رأس المد المتقدم ).
خلال الاحتلال الروماني، بُني أول جسر على نهر التيمز، حيث بُني رصيف ميناء في منطقة جسر لندن (انظر مدينة لندن، أدناه).

### الآن

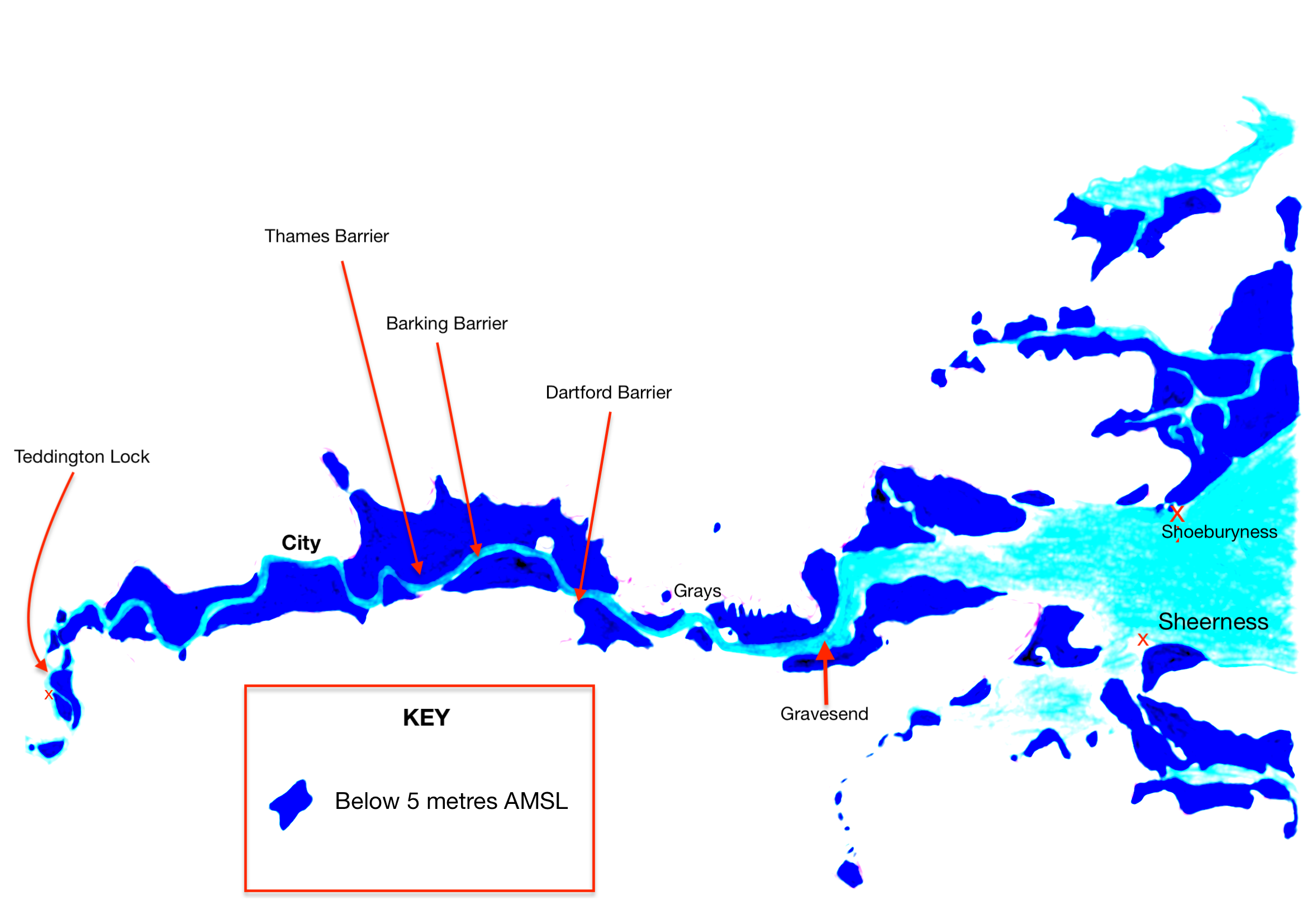
المناطق المنخفضة (باللون الأزرق الداكن) التي تحميها ضفاف النهر، حيث يعيش أو يعمل 1.25 مليون شخص. (لافيري ودونوفان، 2005.)

إن نهر التيمز اليوم هو قناة تقريبًا - في وسط لندن، يبلغ عرضه حوالي 250 مترًا - ويتدفق بين ضفاف اصطناعية صلبة، حيث تعمل هذه الضفاف الاصطناعية على تقييده جانبيًا بواسطة عند ارتفاع المد. على سبيل المثال، ذكر المهندس الفيكتوري جيمس ووكر أنه إذا تمت إزالة الضفاف الاصطناعية:
يبدو أن العمليات المستمرة لبناء الضفاف ورفع مستواها قد أدت إلى زيادة سعة المد والجزر ‏ بشكل كبير، والتي تبلغ الآن عند جسر لندن 6.6 متر (حوالي 22 قدمًا)، كما أدى الانقباض والتآكل إلى تعميق النهر. حذرت سارة لافيري وبيل دونوفان من وكالة البيئة:
هذه هي مجرد الضفاف التي تقع ضمن نطاق هذا التقرير، لأنها لا تتوقف عند شيرنيس Sheerness وشوبيرينيس Shoeburyness.
يوجد عند مصب نهر التيمز سهل فيضي محمي تبلغ مساحته 35 ألف هكتار (حوالي 135 ميلاً مربعاً) ويوجد 500 ألف عقار مُعرض لخطر الفيضانات. "تتضمن المباني الأخرى داخل هذه السهول الفيضية 400 مدرسة، و16 مستشفى، وثماني محطات طاقة، وعشرات المناطق الصناعية، ومطار المدينة، و30 محطة سكة حديد رئيسية و38 محطة مترو أنفاق ومحطة سكة حديد دوكلاندز الخفيفة، إضافة إلى معظم الجزء المركزي من شبكة مترو الأنفاق في لندن".
في لندن يتدفق نهر التيمز عبر سهل رسوبي، وهو تكوين جيولوجي يبلغ عرضه ميلين إلى ثلاثة أميال. هذه السهول، وهي السهول الفييضية الطبيعية للنهر، تقع على ارتفاع أقل من 25 قدم (7.6 متر) فوق مستوى سطح البحر - وأحيانًا أقل من 5 أقدام.
وتؤثر الضفاف أيضًا على منسوب المياه في لندن:
ومن ثم، فقد لوحظ أن مستويات المياه الجوفية في الآبار الجوفية في حديقة باترسي ‏ تتقلب مع المد والجزر؛ ولكن على الجانب الآخر من النهر في تشيلسي، لا تتقلب على الإطلاق تقريبا. يتعين ضخ ما يقرب من 7000 طن من المياه من خط سيركل ‏ يوميًا للحفاظ على تصريف المسار بين محطتي ويست كنسينجتون وتمبل.

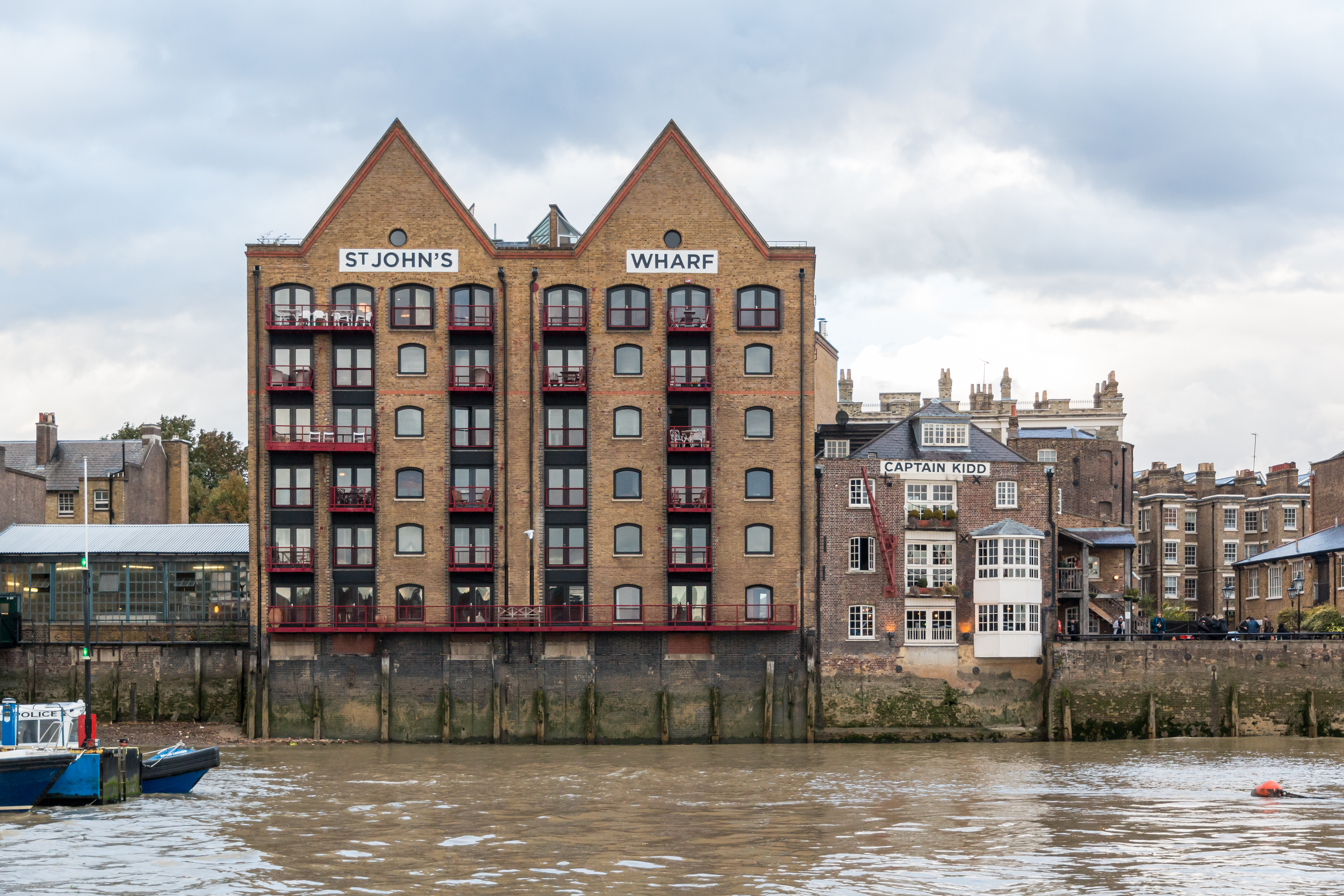
Wapping: وابينغ: مستودعات - الآن شقق وحانات - مبنية على الضفاف
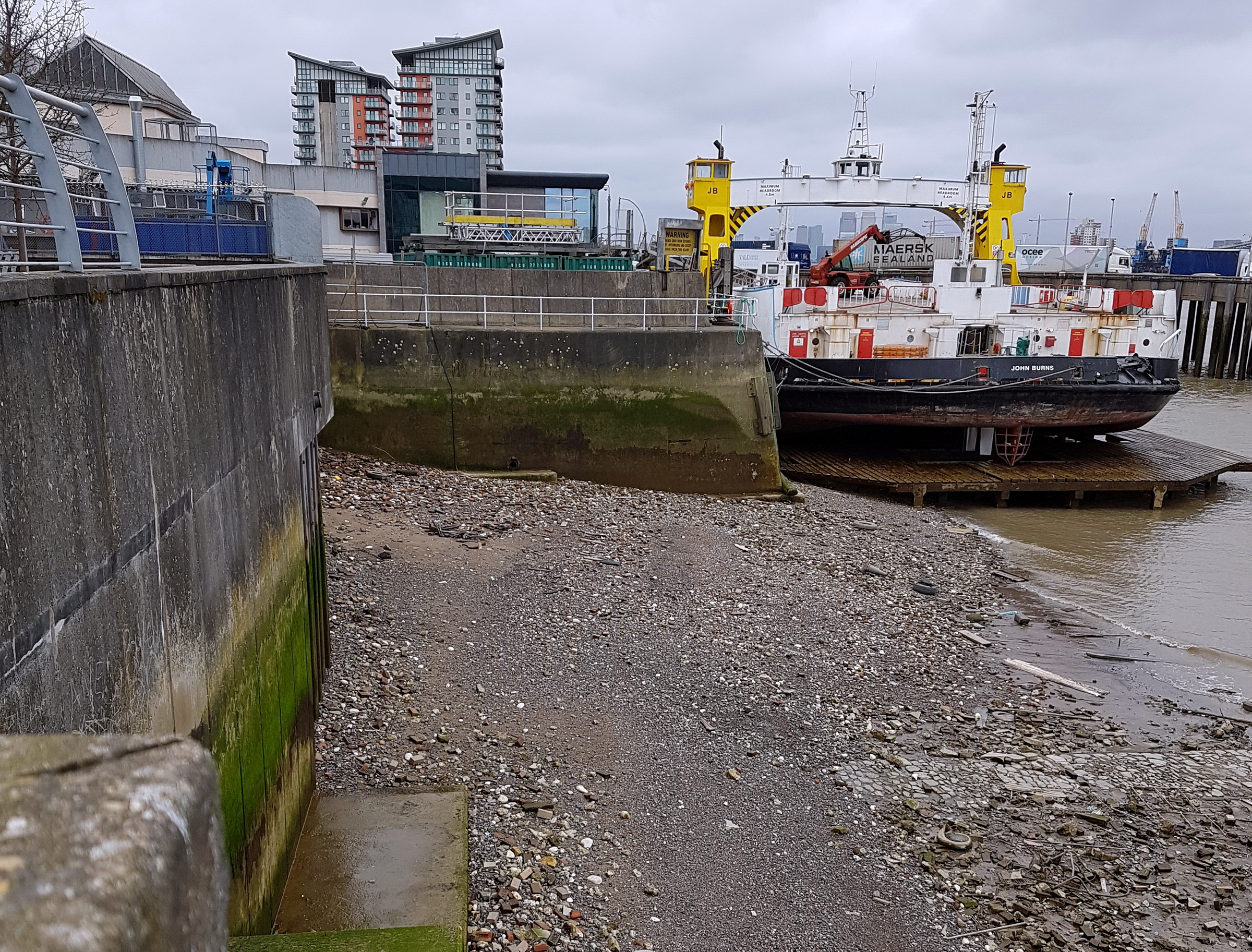
Woolwich: وولويتش: إعادة بناء الجدار (الضفة) والسلالم
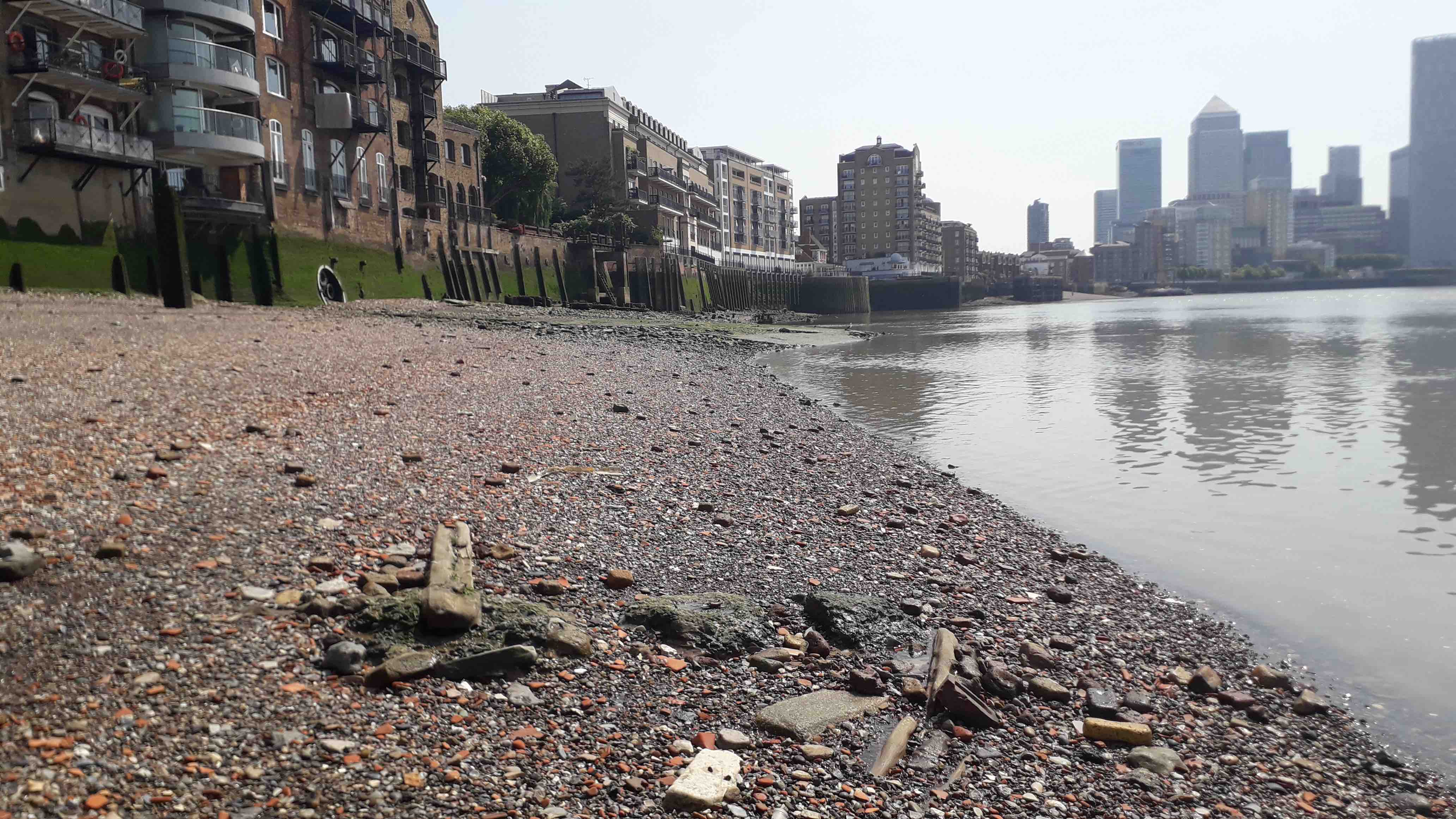
Limehouse: لايمهاوس: مساكن مبنية على الجدار (الضفة)
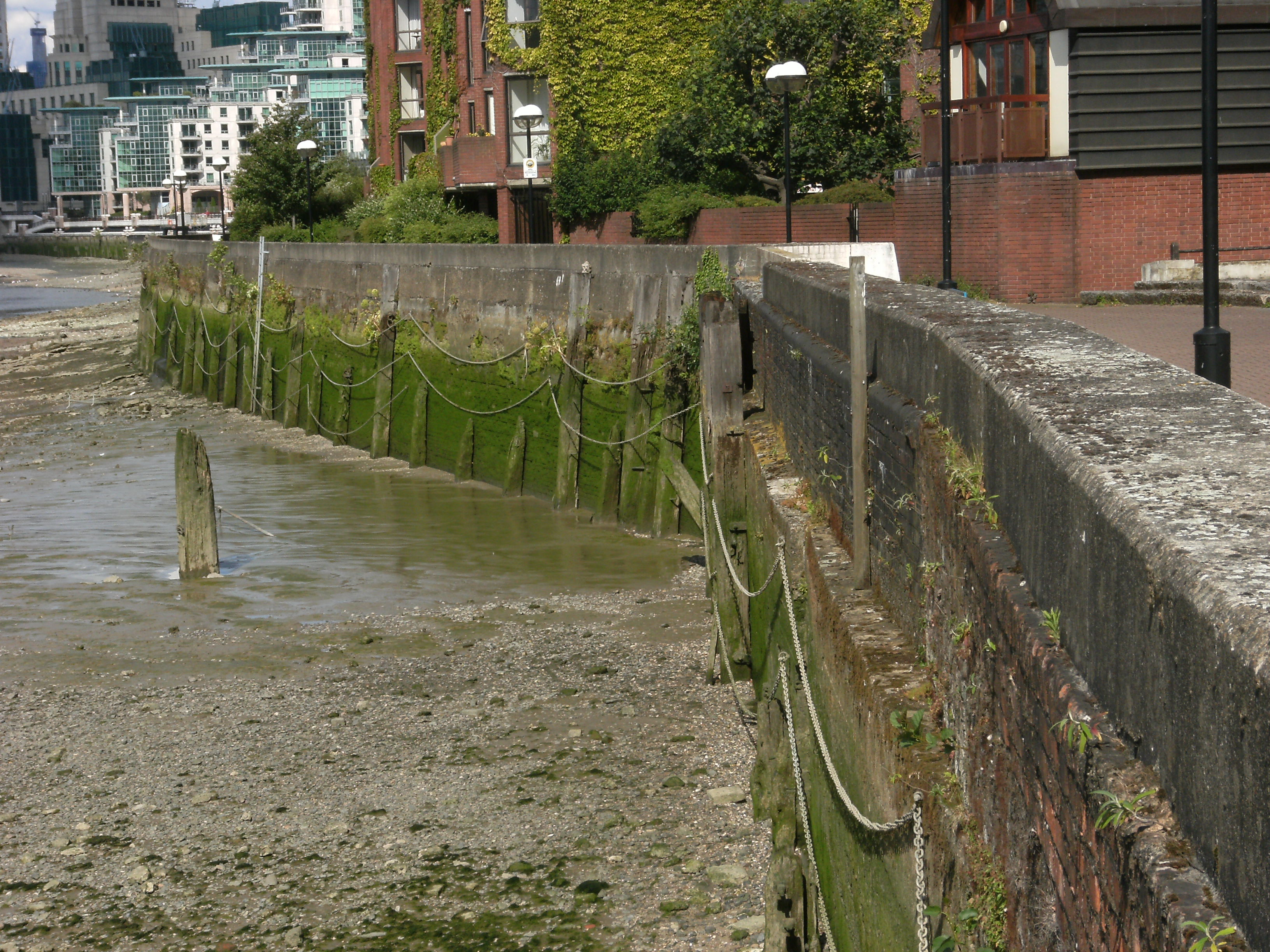
Nine Elms: ناين إلمز: ضفاف اصطناعية بالقرب من جسر فوكسهول

الروافد: عندما يلتقي أحد الروافد، مثل نهر ليا، بنهر التيمز، فمن الضروري التعامل مع مياه المد والجزر المتسربة بشكل جانبي. وقد جرى ذلك، تقليديا، من خلال بناء ضفاف خاصة بتلك الرافد. يجب أن يصل ارتفاع الضفاف الجانبية إلى ارتفاع كافٍ في اتجاه المنبع لمقابلة الأرض المرتفعة. في الآونة الأخيرة أُضيفت حواجز ضد المد والجزر لبعض هذه الروافد مثل Barking Creek وDartford Creek.

## من الذي بنى الضفاف؟

### التكهنات المبكرة

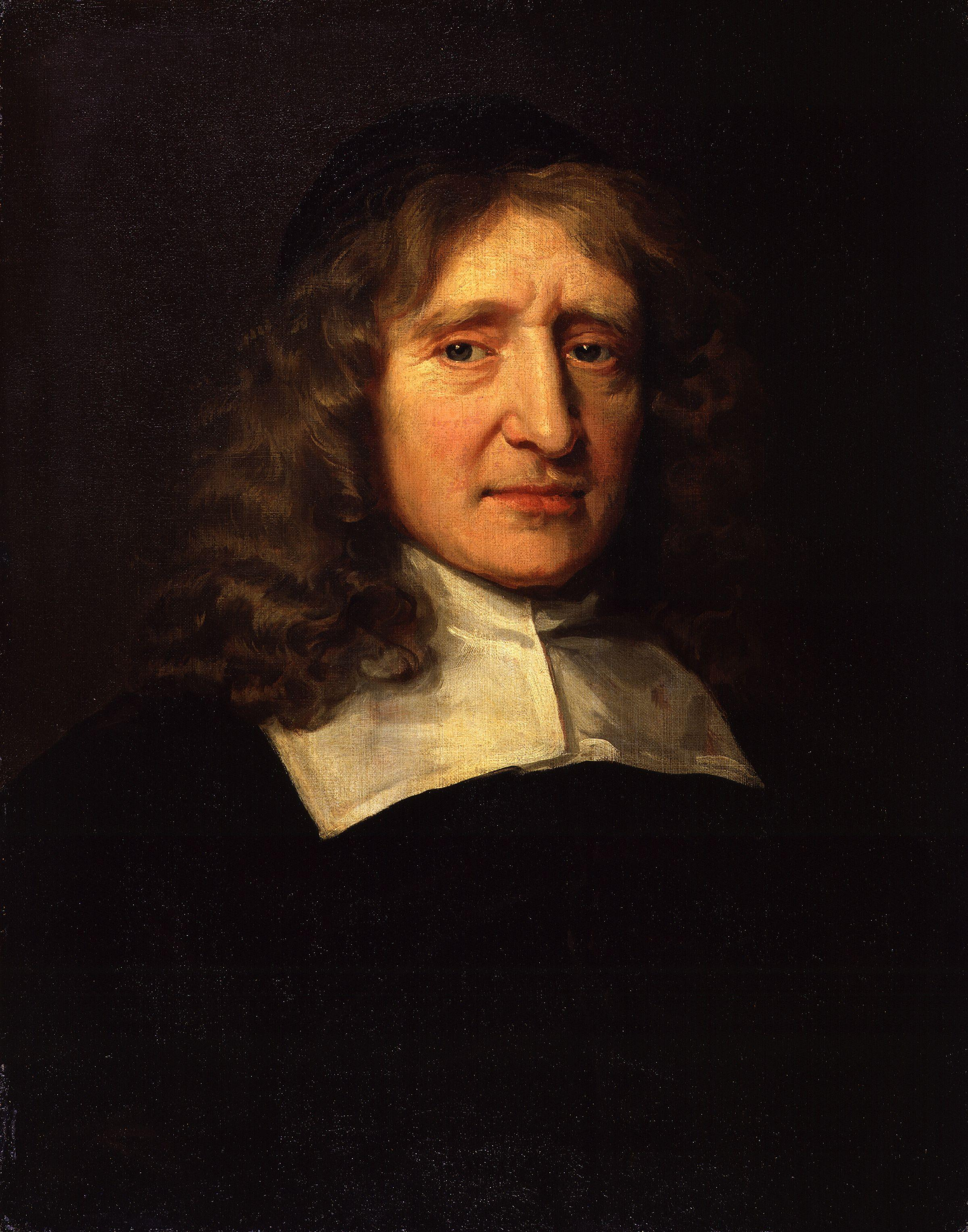
William Dugdale ويليام دوجديل، مثل غيره من المفكرين في عصره، زعم أن الضفاف لابد وأن تكون رومانية (المعرض الوطني للصور)

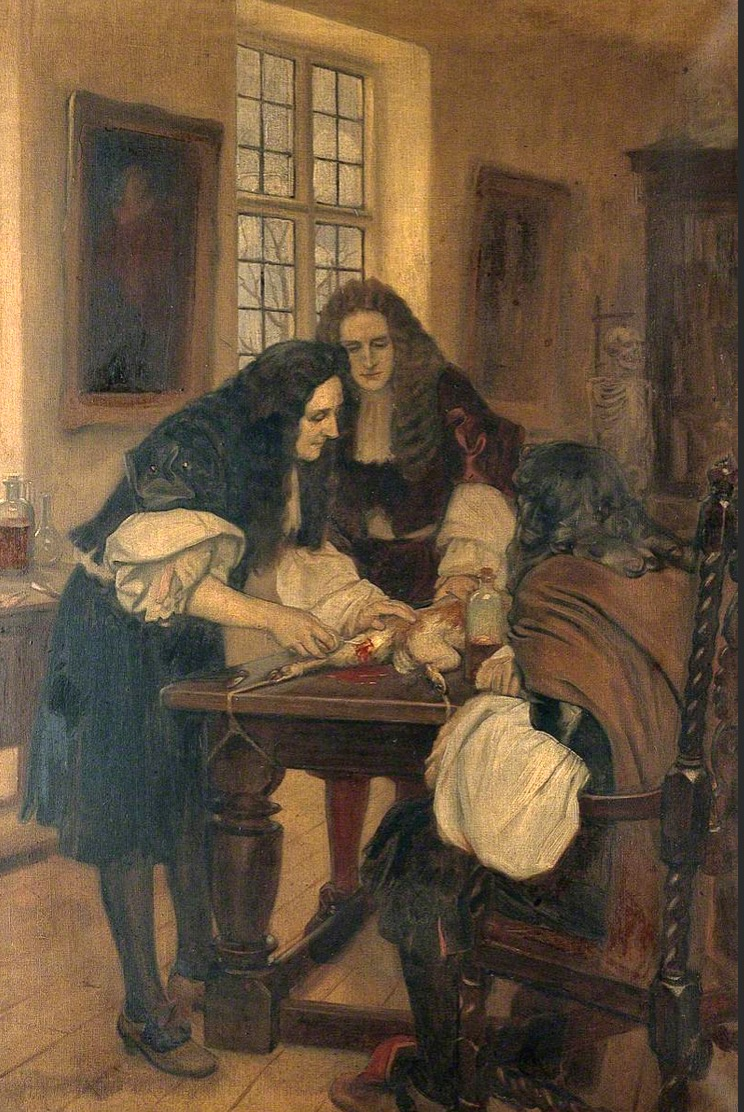
Christopher Wren كريستوفر رين يقوم بإعطاء الحقنة الوريدية الأولى (إرنست بوردمان، مجموعة ويلكوم)

حيرت ضفاف نهر التايمز المؤرخين لعدة قرون. كان المفكرون في العصر الحديث المبكر يدركون أن ضفاف نهر التايمز قديمة، لكنهم لم يتمكنوا من تفسير أصولها.
جمع عالم الآثار السير ويليام دوجديل ‏ مجموعة من السجلات القانونية (1662) والتي تبين منها وجود سدود على طول نهر التيمز منذ العصور الوسطى على الأقل، حيث يقول:
اعتقد العالم والمهندس المعماري السير كريستوفر رين أن الضفاف بُنيت لكبح الكثبان الرملية التي تحملها الرياح، ونسبها إلى الرومان لأسباب مماثلة. كان المهندس الفيكتوري المؤثر جيمس ووكر - الذي وضع بنفسه خطوط جسر نهر التيمز في وسط لندن - يعتقد نفس الشيء، مضيفًا:
كان والتر بيسانت ‏ مهتمًا بالغموض. لقد لاحظ العديد من الكنائس الصغيرة في أماكن غير مأهولة على طول الجدار الشمالي: وقد افترض أنها كانت مخصصة للصلاة من أجل الحفاظ عليه.
وكان روبرت بيرس كرودن أحد أوائل الكتاب الذين رفضوا النظرية "الرومانية". وفي كتابه تاريخ جرافسيند (1843)، أشار إلى أن السلطات الرومانية لم يكن لديها أي حافز لبناء ضفاف على هذا النطاق، ولم يُذكر أي مستنقعات ذات ضفاف في كتاب دومسداي (1086). واستنتج أن بناء ضفاف نهر التيمز بين لندن وجرافسيند بدأ في وقت مبكر من القرن الثاني عشر وقامت به بعض الأديرة لغرض استصلاح أراضي المستنقعات "بطرق سهلة التنفيذ"، وانتهى بناؤها في القرن الثالث عشر. وكان بعض الآخرين، بما في ذلك عالم الفلك الملكي، متشككين أيضًا.
ولم يُذكر كيفية تعامل عمال البناء مع المد والجزر الذي وصل إلى 20 قدمًا.

### تفسير فلاكسمان سبوريل

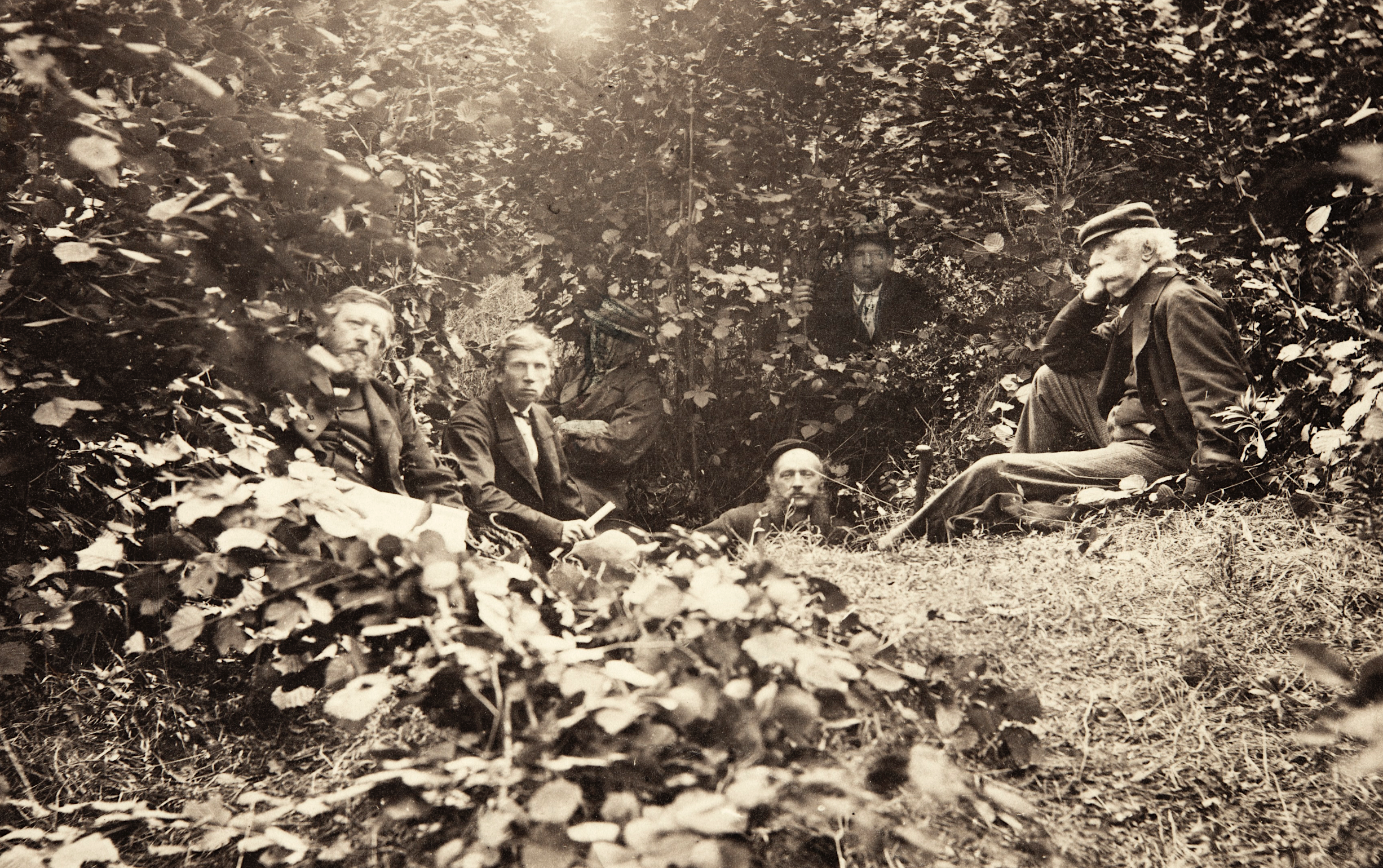
كرّس FCJ Spurrell (الثاني من اليسار، وهو يحقق في حفرة دينيهول) حياته لدراسة جيولوجيا وآثار مصب النهر

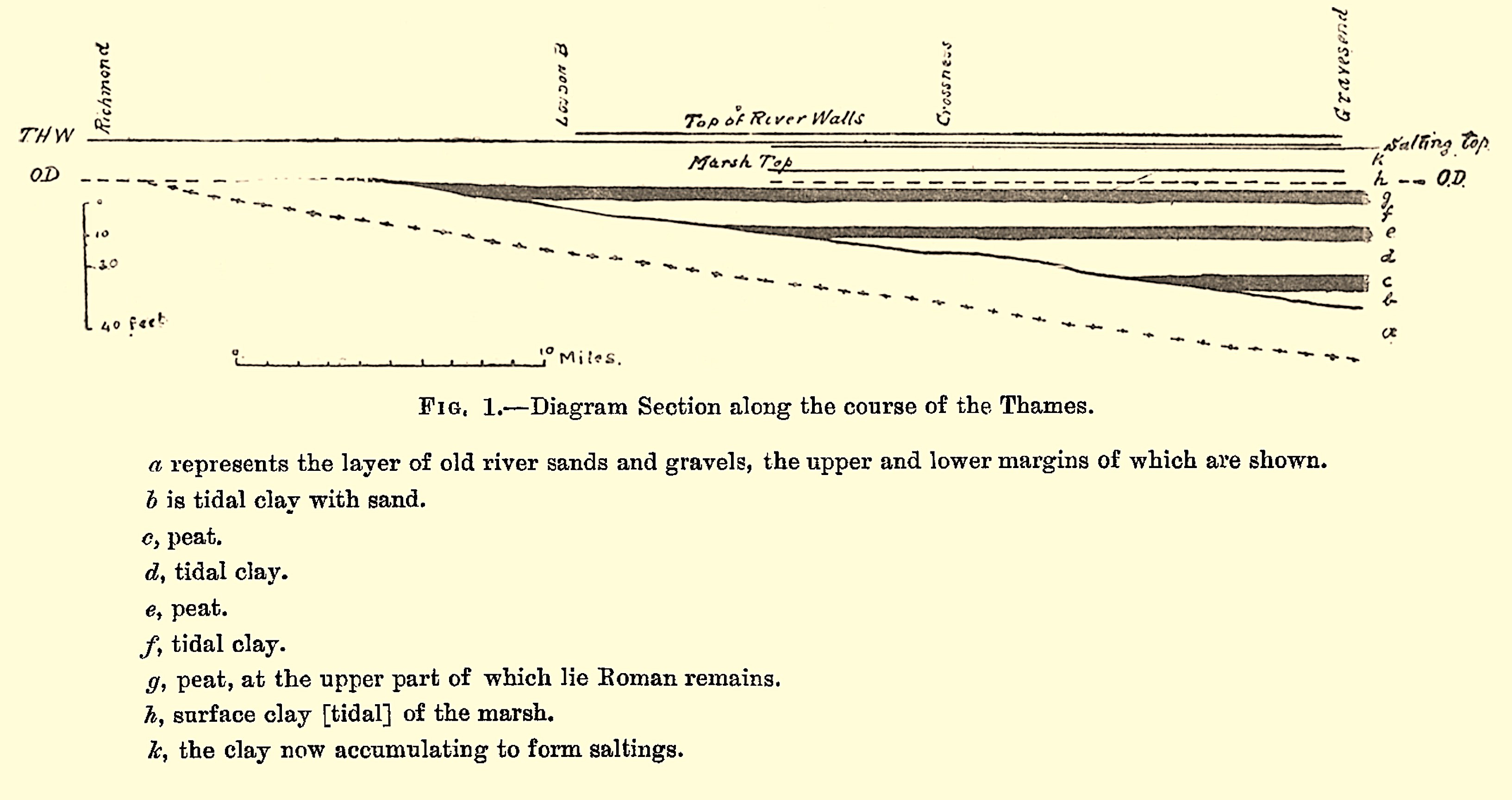
قسم من نهر التيمز، من ريتشموند إلى جريفزند (عموديا). ترسب الطين = وصول مياه البحر إلى الأرض؛ نمو الخث = انحسارات؛ "THW" = مياه ترينيتي المرتفعة (سبيريل 1889).

في كتابه "المواقع والسدود المبكرة على حواف مصب نهر التيمز" (1885)، وصف FCJ Spurrell افتتانه بالموضوع، حيث يقول:
وأدرك سبيريل أن حركات المد والجزر الكبيرة في نهر التيمز هي ظاهرة حديثة نسبيا. وأنها في العصور الوسطى كانت أصغر بكثير، أو ربما غير موجودة على الإطلاق. ولن تشكل هذه الأراضي عقبة لا يمكن التغلب عليها أمام استصلاح الأراضي من المزارعين وغيرهم من السكان المحليين. هؤلاء هم الأشخاص الذين بنوا الضفاف. ومع ارتفاع المد والجزر تدريجيا على مر القرون ــ وهو ما حدث لأن الأرض كانت تغرق ــ قام الناس بسهولة برفع مستويات الضفاف لتتناسب مع المد والجزر.

#### غرق الأرض وارتفاع المد
قام سبيريل بزيارة الحفريات الخاصة بـ Royal Albert Dock، وميناء Tilbury، ومحطة ضخ Crossness، وفي كل مكان رأى آثارًا تشير إلى سكن بشري على مستوى من 7 إلى 9 أقدام تحت السطح، بما في ذلك الفخار من العصر الروماني. كان هذا المستوى فوق طبقة من الخث، وكان مغطى بطبقة من الطين. كانت هناك طبقات متعددة من الطين والجفت. اعتقد سبيريل أن طبقات الطين ("الطين المدّي") لابد وأن تكون قد تشكلت عندما ترسب المد الربيعي الرواسب (وهي عملية لا تزال ملحوظة في أيامه عند حواف نهر معينة، تسمى التملح). ولكن تكوين الخث لابد وأن يتطلب فترة طويلة من الحرية من المد والجزر حتى تنمو النباتات، وخاصة أن الخث في مصب النهر كان مرتبطًا غالبًا بجذور أشجار الطقسوس ("شجر الطقسوس لا يتحمل الماء ولا يمكنه العيش في الملح").
من هذه البيانات، ومن مشاهدات الحفريات مثل الأصداف النهرية والطحالب الدياتومية، اقترح سبيريل أن نهر التيمز كان نهرًا للمياه العذبة في الأصل، ولكن البحر غزاه بسبب هبوط الأرض.
ولكنه قال إن العملية لم تكن موحدة، لأن هبوط الأرض كان يتوقف في بعض الأحيان - وربما ينعكس - كما أشارت طبقات الخث. كان يعتقد أن حد المد والجزر في العصر الروماني كان أبعد إلى أسفل النهر. كان النهر أضحل بكثير مما هو عليه اليوم. "لم يكن من المبالغة أن نقول إن مياه المد والجزر، مثل تلك التي تصل الآن إلى لندن، ربما كانت على بعد خمسة وعشرين ميلاً فقط". وكما أوضح أحد المعلقين في وقت لاحق، "لم يقم الرومان ببناء الضفاف، ليس لأنهم لم يتمكنوا من ذلك، بل لأنهم لم يكونوا في حاجة إلى ذلك".
وُصفت نظرية سبيريل بأنها "اقتراح مذهل" منذ أن ثبت أنها صحيحة على الأرجح. "[معظم] السلطات الحديثة تتفق مع سبيريل (1889) على أن السهل الرسوبي كان يُمثل منطقة من المستنقعات المقسمة بواسطة الجداول، وأن حد المد والجزر كان أبعد باتجاه البحر مما هو عليه اليوم". (يمكن وصف هبوط الأرض بالنسبة لمستوى سطح البحر بأنه نسبي، لأنه مجموعة من عدة عوامل: انظر تقدم المد والجزر، أدناه).

#### أصول الضفاف الاصطناعية

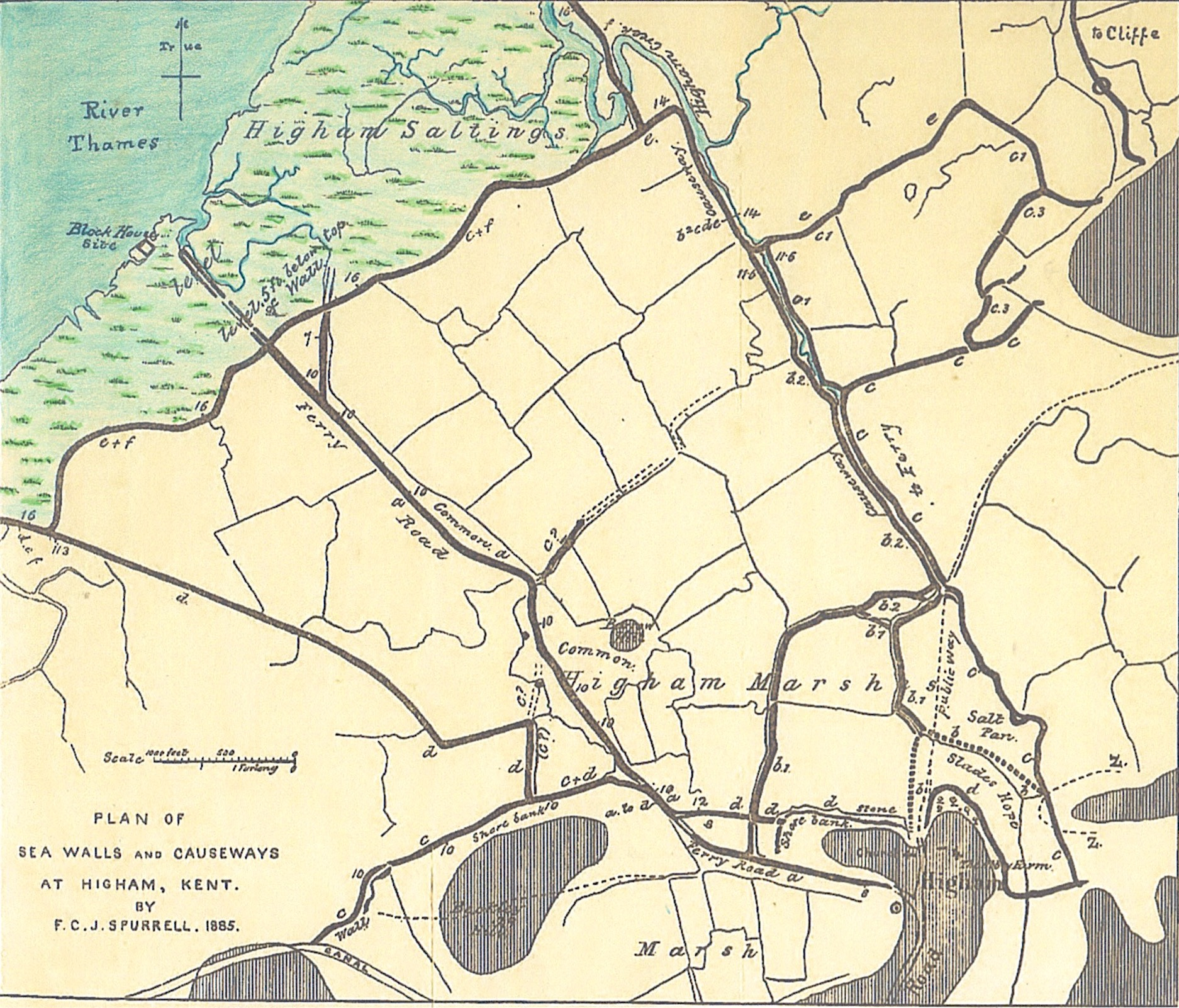
علم الآثار: كيف ظهرت الأراضي الزراعية، هيغام، كنت. وُضعت علامات على الضفاف (من الأقدم إلى الأحدث) من a إلى f. تقع ضفاف النهر القديمة، التي عفا عليها الزمن، في الداخل؛ وكان من الضروري أن تكون الضفاف الأحدث أطول مع ارتفاع منسوب المياه. الإجزاء المهشرة = أرض مرتفعة. يستمر نهر التيمز في ترسب الطين على سالتينجس أثناء المد الربيعي المرتفع. (سبيريل 1885)

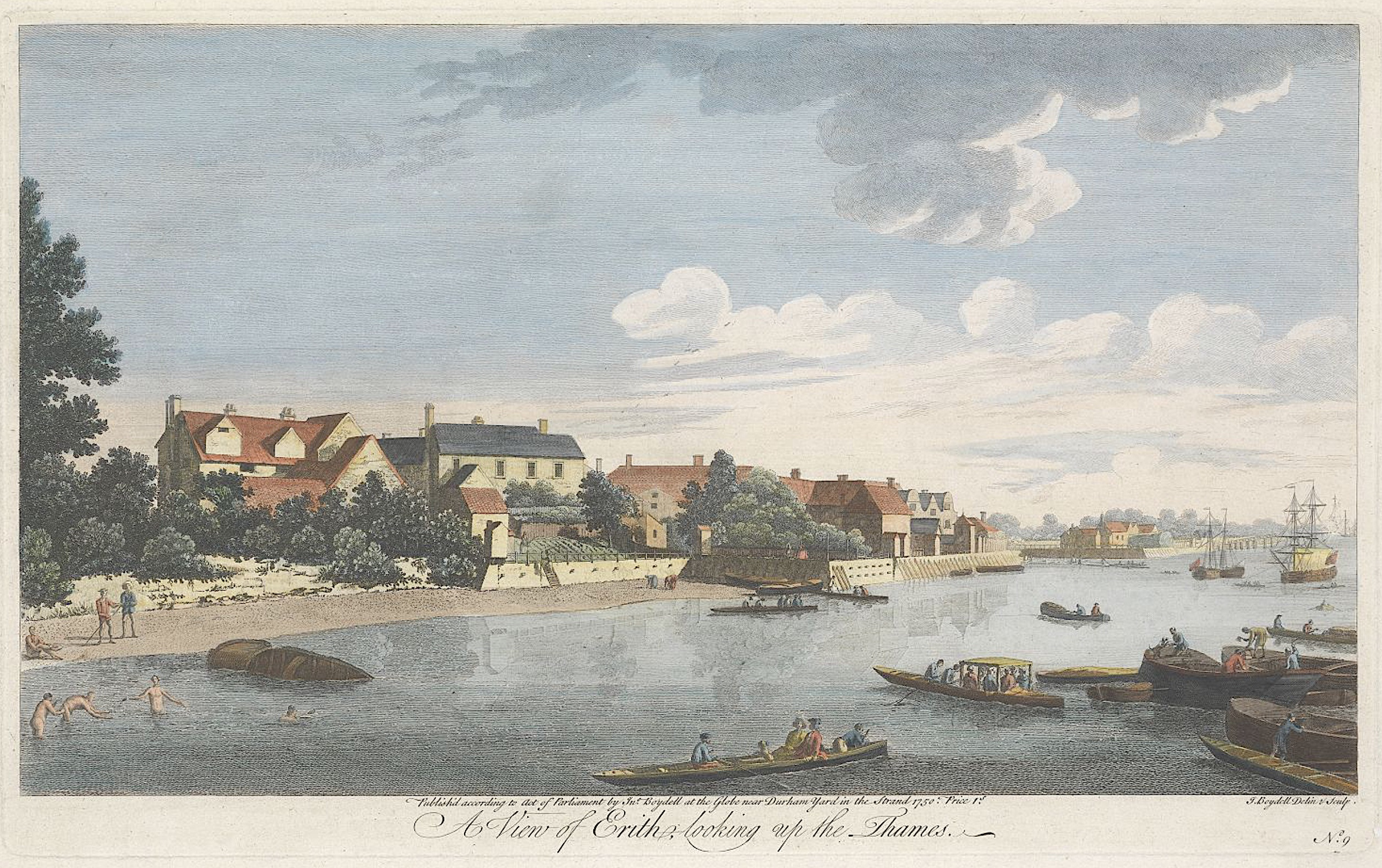
ضفاف النهر، لا تزال غير منتظمة، إيريث، كنت، 1750 (جون بويديل : مركز ييل للفنون البريطانية)

نشر سبيريل خريطة هيغام، كينت الموضحة هنا كعينة لخرائطه. كانت بها شبكة من الضفاف تحيط بالأراضي المستصلحة. كانت الضفاف الأعلى هي الدفاعات المدية الحالية؛ وكانت الضفاف المنخفضة تدريجيًا تقع في الداخل وكانت (كما قال) الدفاعات القديمة. استمر نهر التيمز في ترسيب الطين على سالتينجس أثناء المد الربيعي المرتفع ولكن ليس على مناطق الجانب الأرضي بالطبع؛ حيث أصبحت الآن أقل ارتفاعًا. كانت هذه حالة من استصلاح الأراضي من خلال "الاستصلاح" المتتالي لأراضي المستنقعات (انظر أدناه).
كان من الممكن العثور على كميات كبيرة من الفخار الروماني البريطاني في مستنقعات كينت في أيام سبيريل حيث يقول: ("لقد رأيت أكثر من مائة وعاء سليم في وقت واحد، وكميات هائلة من القطع المكسورة، لدرجة أن الجسر الجديد للسكك الحديدية هناك كان مصنوعًا منها في بعض الأماكن"). لكن مستويات الأماكن التي بها علامات على سُكنى البشر كانت أسفل المستنقع الحالي بأقدام:
وقد كتب في نهاية حياته :
وفي هذا الممر المائي نشأ أكبر ميناء في العالم.

### الأبحاث اللاحقة
وجد جون إيفانز John H. Evans، الذي كتب قبل فيضانات عام 1953 واستخدم بيانات من الآبار الجوفية ومصادر مماثلة، أن المواقع التي سكنها البشر في العصر الروماني كانت أعلى بكثير من مستويات المياه المرتفعة في ذلك العصر، وبالتالي لم تكن هناك حاجة إلى بناء صفاف دفاعية. لكن مستويات المياه استمرت في الارتفاع؛ حتى (حسب قوله):
- طوال الفترة السكسونية، كان سطح الأرض هذا يتراجع تدريجيًا (أو يتقدم المد).
- بين عامي 900 و1000 بعد الميلاد، بدأ المد الربيعي العالي يفيض على الأجزاء السفلية من سطح هذه الأرض.
- بحلول القرنين الثاني عشر والثالث عشر، وصل فيضان المد والجزر إلى وتيرة ونسب عالية لدرجة أنه بُنيت أول ضفاف نهرية لمنع حدوثه.
- منذ ذلك الوقت، جرى رفع وتوسيع ضفاف النهر باستمرار، ومع ذلك، خلال تاريخ المحيط بأكمله حتى القرن الحالي، فقدت المستنقعات الداخلية في البحر، بعضها بشكل دائم.[52]

دُعمت نظرية سبيريل من خلال تأريخ الكربون المشع للحفريات الدقيقة في نهر التايمز الذي قام بهروبرت ديفوي (1979).

## بناء الضفاف: الحوافز والأساليب

### الاستصلاح
كانت عملية الاستصلاح Inning يجري فيها استصلاح للأراضي التي كانت غارقة، وذلك ببناء ضفاف وتجفيف أراضي المستنقعات الواقعة على ضفاف النهر. بدءًا من الأرض الصلبة، يقوم المزارعون عادةً ببناء زوج من الضفاف المتقاطعة في المستنقع، والتي تسمى الضفاف المضادة. ثم يقومون بإكمال الفجوة ببناء جدار بين الطرفين. لقد أصبح شريط أراضي المستنقعات الآن مغلقًا، ويمكن تجفيفه. غالبًا ما كان يُطلق على هذا المكان المحاط بـ hope، والذي لا يزال موجودًا أحيانًا في أسماء الأماكن الإنجليزية.
كانت أراضي المستنقعات المجففة خصبة بشكل استثنائي، وقد تكون قيمتها ضعفين أو ثلاثة أضعاف (أو حتى ستة أضعاف) قيمة الأراضي الزراعية العادية، حيث كان من الممكن زراعة الحبوب وشحنها إلى لندن (عدد سكانها 80.000 نسمة)، إحدى أكبر مدن أوروبا. ومع ذلك، ومع فإن جفاف الأرض، وانكماش التربة الخثية، قد أدى إلى انخفاض السطح إلى ما دون مستوى المياه المرتفعة، مما جعل الحفاظ على الضفاف أكثر ضرورة.

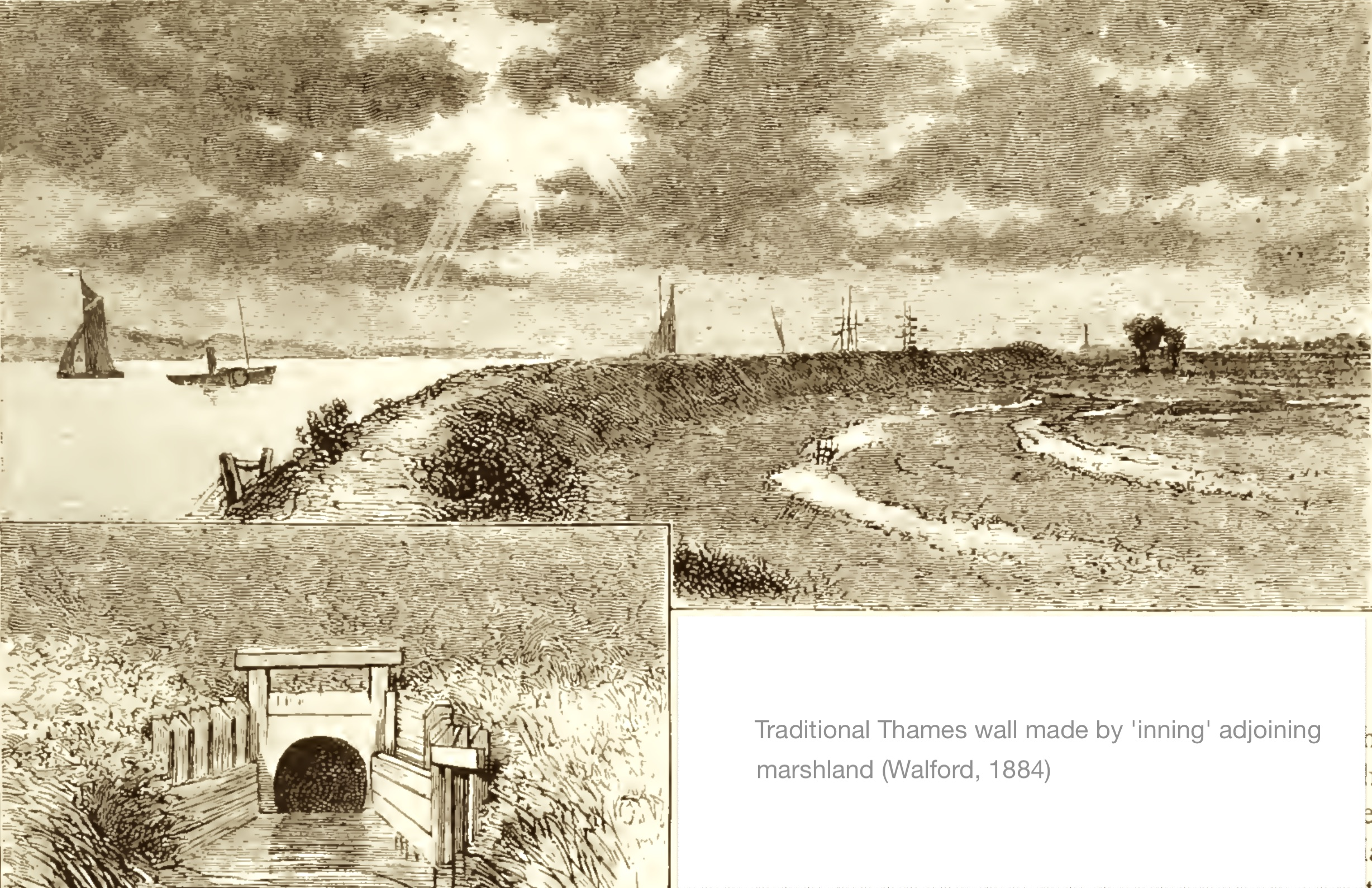
1
2

1. جدار التيمز التقليدي في إسيكس، وذلك عن طريق "الدوران" حول مستنقعات ضفاف النهر مع فتحة لتصريف مياه الجريان السطحي عند انخفاض المد.
2. أرض زراعية جديدة حصلوا عليها عن طريق الاستصلاح، من وولويتش إلى إيريث. تُظهر هذه الخريطة[66]نمطًا آخر من الضفاف القديمة والجديدة والمتقاطعة، والتي ربما بدأها رهبان دير ليسنيس. لقد أدت الضفاف القديمة غرضها وأصبحت الآن في الداخل. "كانت الضفة الأقدم والأقوى هي الضفة التي تقع عليها محطة بلفيدير، وربما يعود تاريخها إلى القرن الثالث عشر". من ورقة فلاكسمان سبوريل الكلاسيكية عام 1885 بعنوان "المواقع المبكرة والضفاف على حواف مصب نهر التيمز". اليوم، أصبحت هذه الأرض ضمن المدن الكبيرة.

حُفرت الخنادق لتصريف المستنقع المغلق. كان الماء يتدفق عند انخفاض المد من خلال فتحة في ضفة النهر. وبالإضافة إلى ذلك، كانت المنافذ ضرورية للسماح لمياه الجريان السطحي بالهروب. على الرغم من تنوع المنافذ، إلا أنها كانت غالبًا ما تُصنع من جذوع الأشجار المجوفة؛ وكان أحد التصميمات يتألف من رفرف مفصلي يُغلق بإحكام عند ارتفاع المد. كان من المهم أن يكون هناك غلق محكم، لأن التسرب من شأنه أن يؤدي إلى تآكل وتوسيع أي فجوة. يمكن أن تؤدي عاصفة مدوية إلى إزالة الضفة بأكملها؛ ويُقال حينها إن الضفة "انفجرت". قال الكابتن بيري إن العديد من الفيضانات جاءت من خلال قنوات تصريف مياه سيئة التصميم أو الصيانة، وأنها انفجرت.
إذا حدث انكسار للنهر، فإن الماء سوف يتدفق إلى الأراضي المجاورة أيضًا، ما لم يتم صيانة الضفاف المضادة بشكل صحيح. كانت معظم النزاعات بين الجيران تتعلق بالفشل في الحفاظ على ضفاف النهر، والضفاف المضادة، والمنافذ أو قنوات الصرف في حالة جيدة.
كانت الأراضي الزراعية الداخلية المستصلحة تتميز بنمط مميز يشبه رقعة الشطرنج، حيث كانت الضفاف القديمة تقف في الداخل بشكل جيد، بينما كانت الضفاف الجديدة تشكل ضفاف المد والجزر للنهر.
أما بالنسبة لضفة النهر، فإن النتيجة الصافية للاستصلاح في أماكن مختلفة كانت سلسلة من ضفاف النهر المتباينة. وبمرور الوقت، جرى ربطهما تدريجيا لتشكيل جدار مستمر.

#### المواد

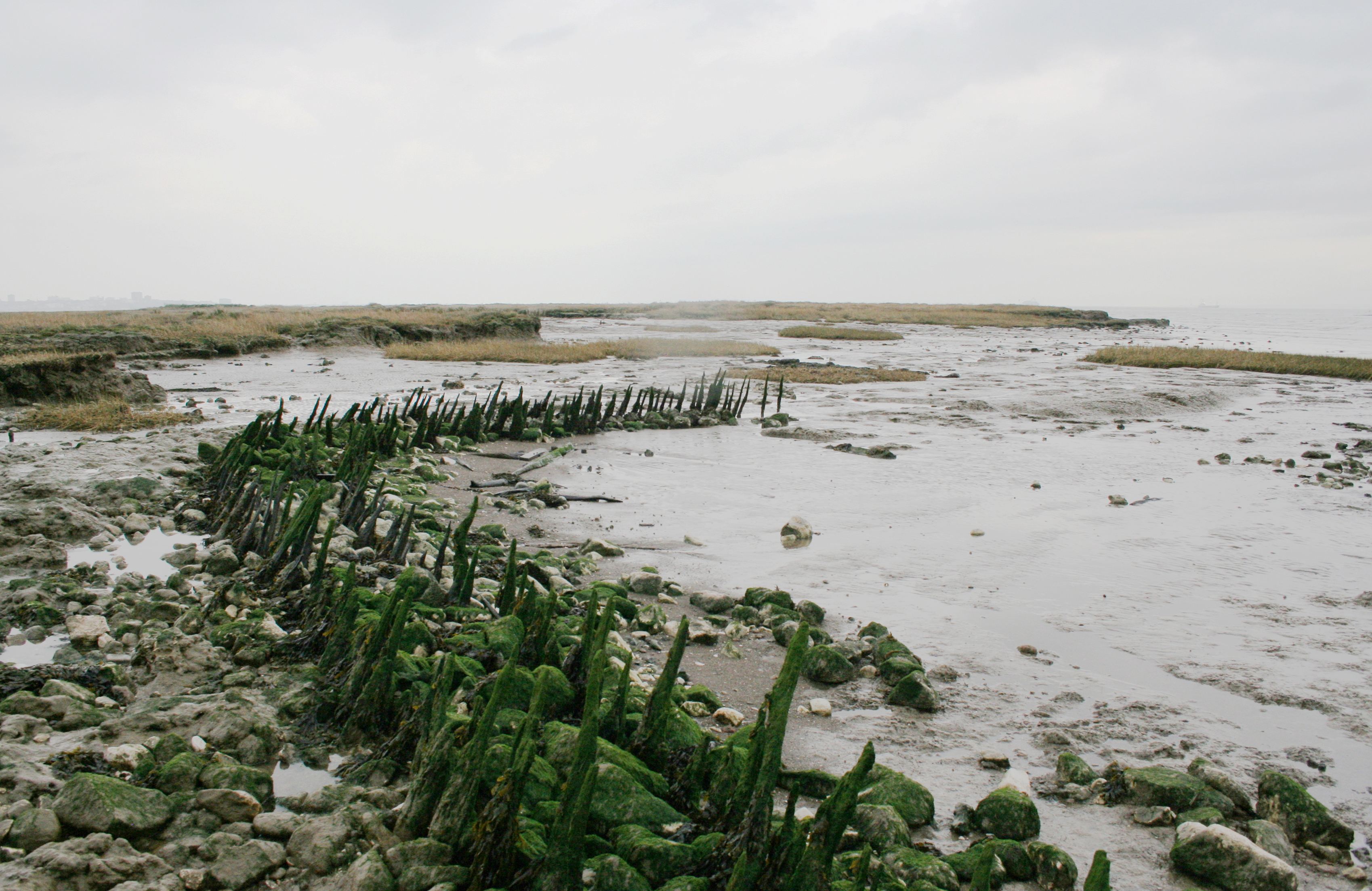
بقايا ضفاف بها أوتاد داخلية (ملح، جزيرة كانفي)

بصورة تقليدية، كانت الضفاف في مصب نهر التيمز مصنوعة من الطين المستخرج من المستنقع، ومغطاة بحِزَم من الحطب أو القصب لمنع التآكل. كانت أعمال الصيانة الروتينية تستهلك كميات منتظمة من خشب الغابات كل عام. في بعض الأحيان، لربطها ببعضها البعض، كانت الضفاف تُبنى من قلب من الأوتاد والشجيرات وتُغطى بالطين الأملس؛ وفي عام 1281 كان هناك سجل لهذا الأمر في مستنقعات بلامستيد.
زادت ارتفاعات الضفاف مع مرور الوقت (انظر أدناه) ولكن هذا تسبب في مشاكل تتعلق بالاستقرار والانهيار والانزلاق. تضمنت التحسينات اللاحقة واجهات من حجر كنتيش راجستون، أو الجرانيت أو الحجر الرملي المضغوط لتقليل التآكل الناتج عن الغسيل الملاحي؛ واستخدام الجير بدلاً من الطين؛ وحماية الضفاف بكتل خرسانية متشابكة؛ واستخدام مقاطع منحدرة بلطف لزيادة الاستقرار وامتصاص طاقة الموجة.

#### الملاحات
كانت الأراضي الواقعة على ضفة النهر من الجدار تسمى "الملاحات"، حيث ترسب المد الربيعي الطين. وكانت الملاحات في حد ذاتها أرضًا رعوية قيمة للأغنام. وكانت النباتات في الملاحات تحمي الجدار من هجوم الأمواج؛ ولتعزيز هذه الحماية، كان السكان المحليون يُحظر عليهم أحيانًا قطع القصب الموجود في الملاحات. وقد اختفت الملاحات ـ وهي شكل طبيعي من أشكال الدفاع ضد الفيضانات ـ تقريبًا من نهر التيمز الآن بسبب التدخل البشري.

#### العواقب السياسية
زعم عالم دراسات العصور الوسطى برايس ليون أن الطلب على العمالة اللازمة لاستصلاح الأراضي في مستنقعات نهر التايمز ـ كما هو الحال في أجزاء أخرى من شمال غرب أوروبا مثل فلاندرز وهولندا ـ ساهم في ظهور المزارعين المستقلين وانهيار النظام الإقطاعي. "هذا هو الحال بالتأكيد حول مصب نهر التيمز".

### رأس المد المتقدم
```

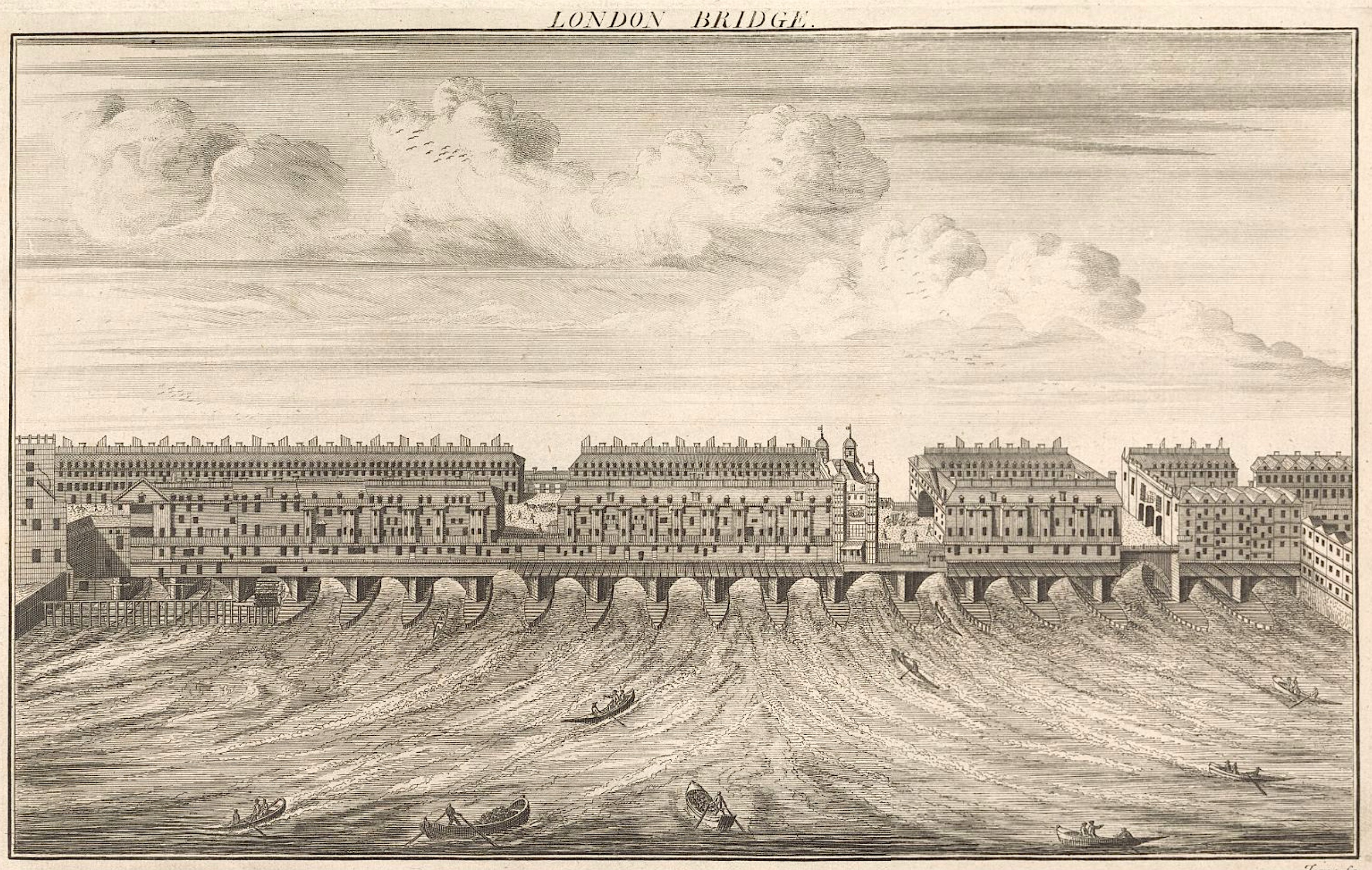
تيارات المد والجزر عند جسر لندن، حوالي عام 1730. كان الجسر القديم بمثابة سد. (وليام هنري تومز : مركز ييل للفنون البريطانية)

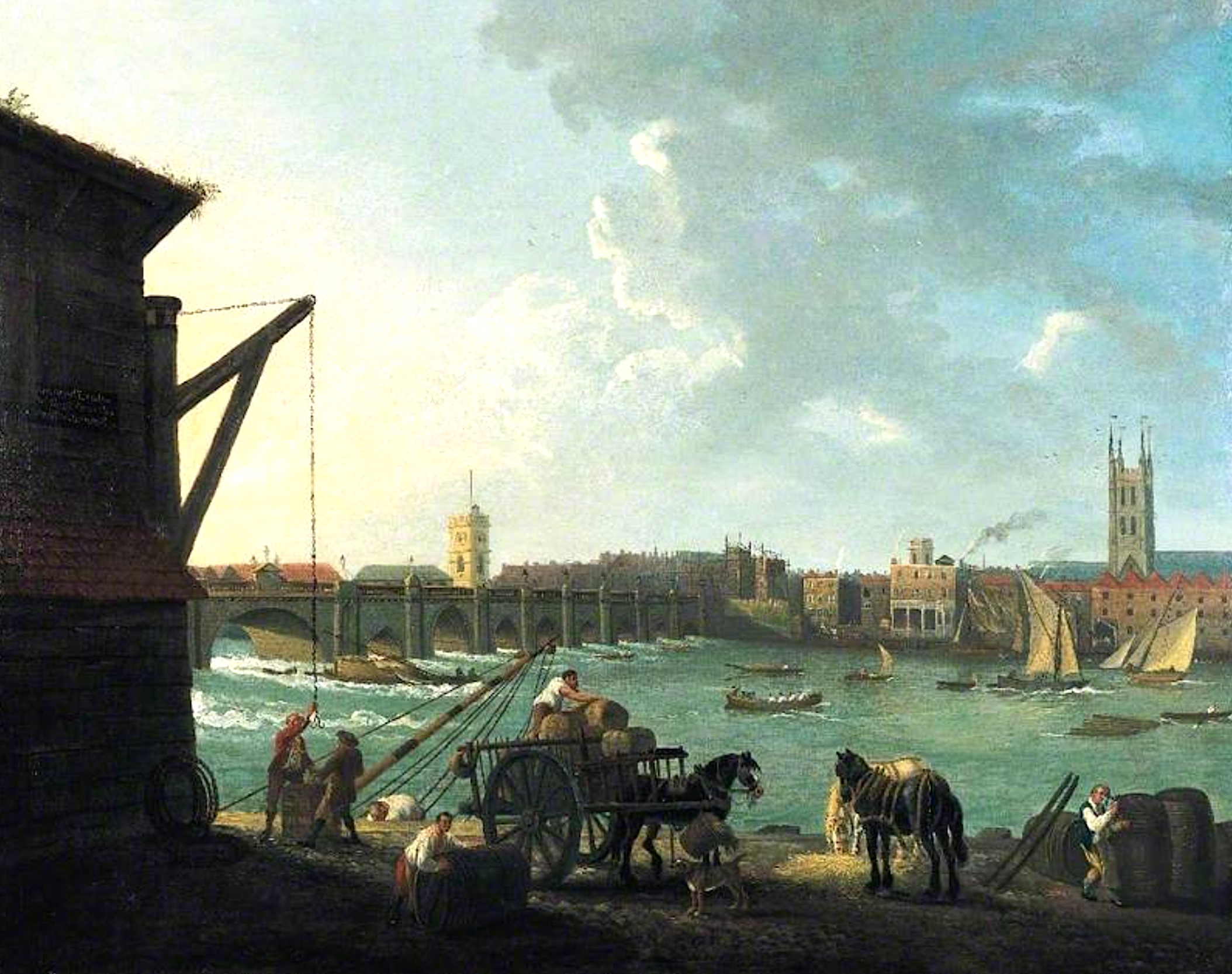
جسر لندن من أولد سوان. كان الركاب الحكماء يفضلون النزول في Old Swan والمشي. (هربرت بوغ : متحف بنك إنجلترا)

اليوم، أصبح نهر التيمز مدّيًا عند 
جسر لندن
، ومدّيًا حتى أعلى النهر عند قفل تيدينجتون. ولم يكن الأمر كذلك دائمًا.
```

في آخر 6000 عام (على الأقل) كان مستوى سطح البحر في جنوب شرق بريطانيا العظمى يرتفع نسبيًا بالنسبة للأرض، بسبب غرق كتلة الأرض بسبب الضغط، والتآكل الجوي، والحركة التكتونية طويلة الأمد، والتعديل المتساوي التوازن، بالإضافة إلى التغيرات في مستوى سطح البحر الإيستاتيكي وحتى النشاط البشري.
وفقًا لتقدير واحد، فقد كان ذلك يحدث بمعدل متوسط يصل إلى 13-16 سم في القرن الواحد؛ ولم يكن المعدل ثابتًا، وكانت هناك انتكاسات مؤقتة. في العصر الروماني كانت السهول الفيضية في لندن عبارة عن منطقة من المستنقعات التي تقسمها الجداول؛ وربما كان الحد الأقصى للمد والجزر في اتجاه مجرى النهر يصل إلى كروسنس. وبناء على هذا التقدير، لم يكن هناك أي مد وجزر في جسر لندن على الإطلاق. اعتقد جوستاف ميلن أن هناك مدًا صغيرًا في لندن، وانخفض إلى الصفر في أواخر العصر الروماني. يستمر البحث في هذا الموضوع؛ ويشمل تأريخ الأرصفة المحفورة وطواحين المد والجزر باستخدام علم التأريخ الشجري.
في البداية، كانت الضفاف المنخفضة كافية (اكتشف علماء الآثار أن أحد الجسور في شمال كينت كان ارتفاعه 1.2 متر فقط). مع ارتفاع منسوب المياه على مر القرون تم رفع الضفاف. تم شرح Flaxman Spurell:

### ردا على العواصف العاتية

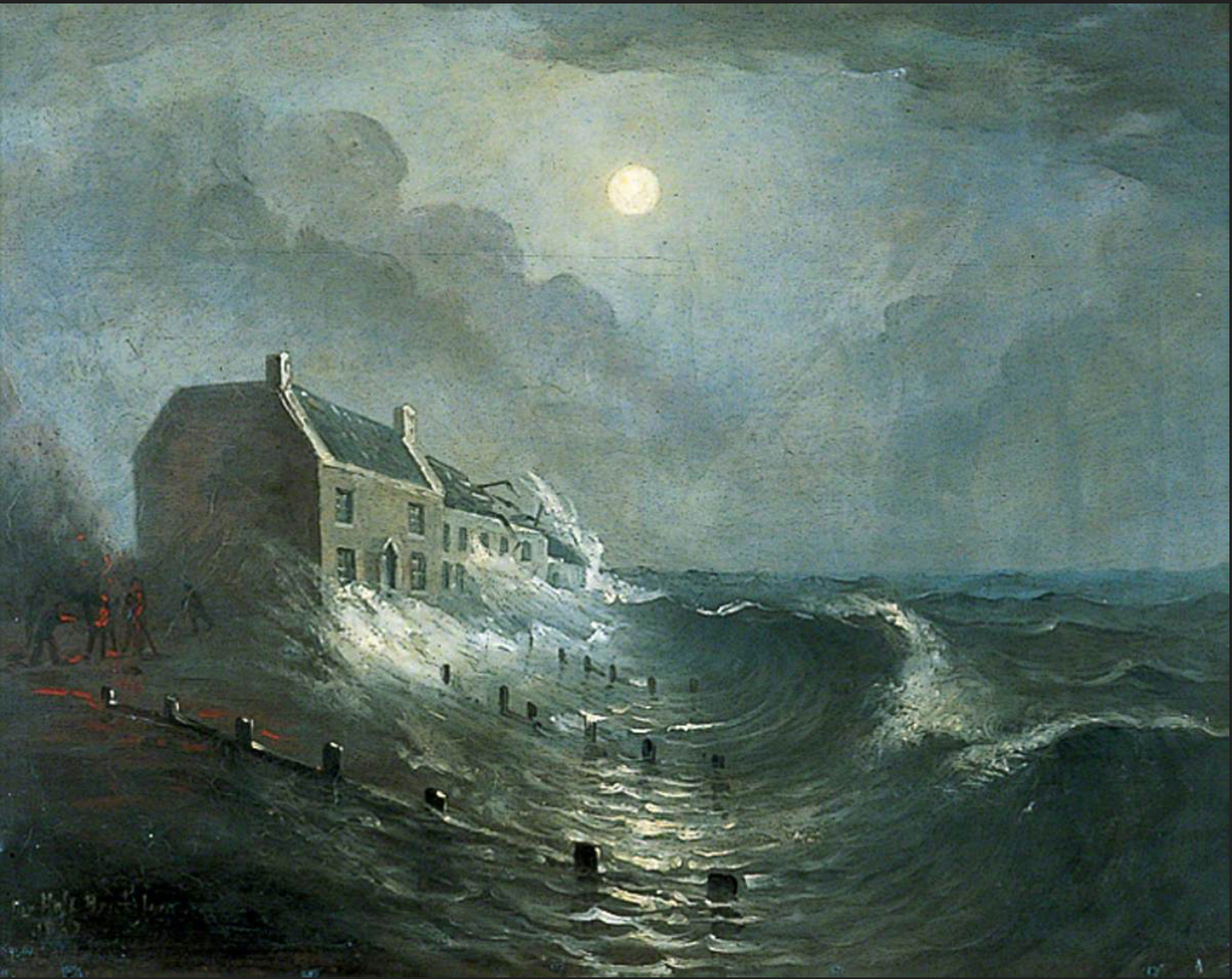
عاصفة شديدة. تهدم نصف الجدار، 1867 (إدوين كومبتون: متحف ورثينج ومعرض الفنون)

ربما كان الحفاظ على الضفاف يتطلب "جهدًا ضئيلًا" صحيحًا في زمن سبيريل، ولكن ليس في أواخر العصور الوسطى. تميزت الفترة من 1250 إلى 1450 بتدهور المناخ، والعواصف العاتية والفيضانات الخطيرة. وقد بحث في هذا الموضوع هيلدا جريف وجيمس أ. جالواي بشكل خاص، حيث قاما بفحص روايات الأديرة والقصور في العصور الوسطى.
وأوضح جالواي أن العواصف العاتية تحدث بسبب:
وقد تسببت هذه الظاهرة في حدوث مد وجزر غير عادي في نهر التيمز، وخاصة إذا تزامنت مع فيضانات غير عادية على الأرض (على سبيل المثال من ذوبان الثلوج أو عاصفة مطيرة غزيرة).
اخترق النهر الجدار في بيرموندسي (1294)؛ وساوثوورك (1311)؛ وداجنهام، وبين جرينتش ووولويتش (عشرينيات القرن الرابع عشر)؛ وستيبني (1323)؛ ومستنقعات شمال كينت (1328)؛ وساوثوورك (مرة أخرى)، بين جرينتش وبلامستيد، وستيبني (خمسينيات القرن الرابع عشر) (مرة أخرى) (1369)؛ وباركينج (1374-1375)؛ ودارتفورد، وإيريث (1375) وأماكن أخرى. لقد أدى وباء الطاعون الأسود إلى مقتل العديد من العمال مما جعل من الصعب الحفاظ على الضفاف. في وقت لاحق، ربما تسبب حل الأديرة في فقدان الخبرة المحلية مع حدوث ثغرات في الضفاف لم يتم إصلاحها لعقود من الزمن، على سبيل المثال في دير ليسنز (بلامستيد وإيريث).
وكانت هذه عمليات اقتحام عنيفة للمياه، وليس زيادات سلسة. تم إعادة بناء الضفاف بدرجة أعلى وأقوى، وفقًا لذلك. وعلى نحو مماثل، بعد فيضان بحر الشمال عام 1953، تم رفع الضفاف بشكل منهجي في العديد من الأماكن. تم التوصية بارتفاع 18 قدمًا للأراضي الزراعية، وأكثر للمناطق المبنية. تم الاحتفاظ عمومًا بخطوط الضفاف الموجودة، على الرغم من بناء بعض الضفاف الجديدة لسد الجداول.
في كثير من الأحيان، تم التخلي عن الأراضي الداخلية بشكل دائم للنهر وتحولت إلى مستنقعات مالحة؛ كانت لا تزال ذات قيمة لصيد الأسماك، والصفصاف والقصب (لصناعة السلال، والقش، والأرضيات). "أحذية الخيل" دليل على ذلك. حتى على الخرائط الحديثة نسبيًا، "تكشف "الانتكاسات" المميزة على شكل حدوة حصان عن الأماكن التي تم فيها اختراق جدران البحر أو النهر، وخط الجدار المنسحب حول حفرة التآكل العميقة التي نتجت عن حركة المياه إلى الداخل والخارج عبر الفجوة الضيقة". فيما يلي بعض الأمثلة.

### التعدي على مجرى النهر

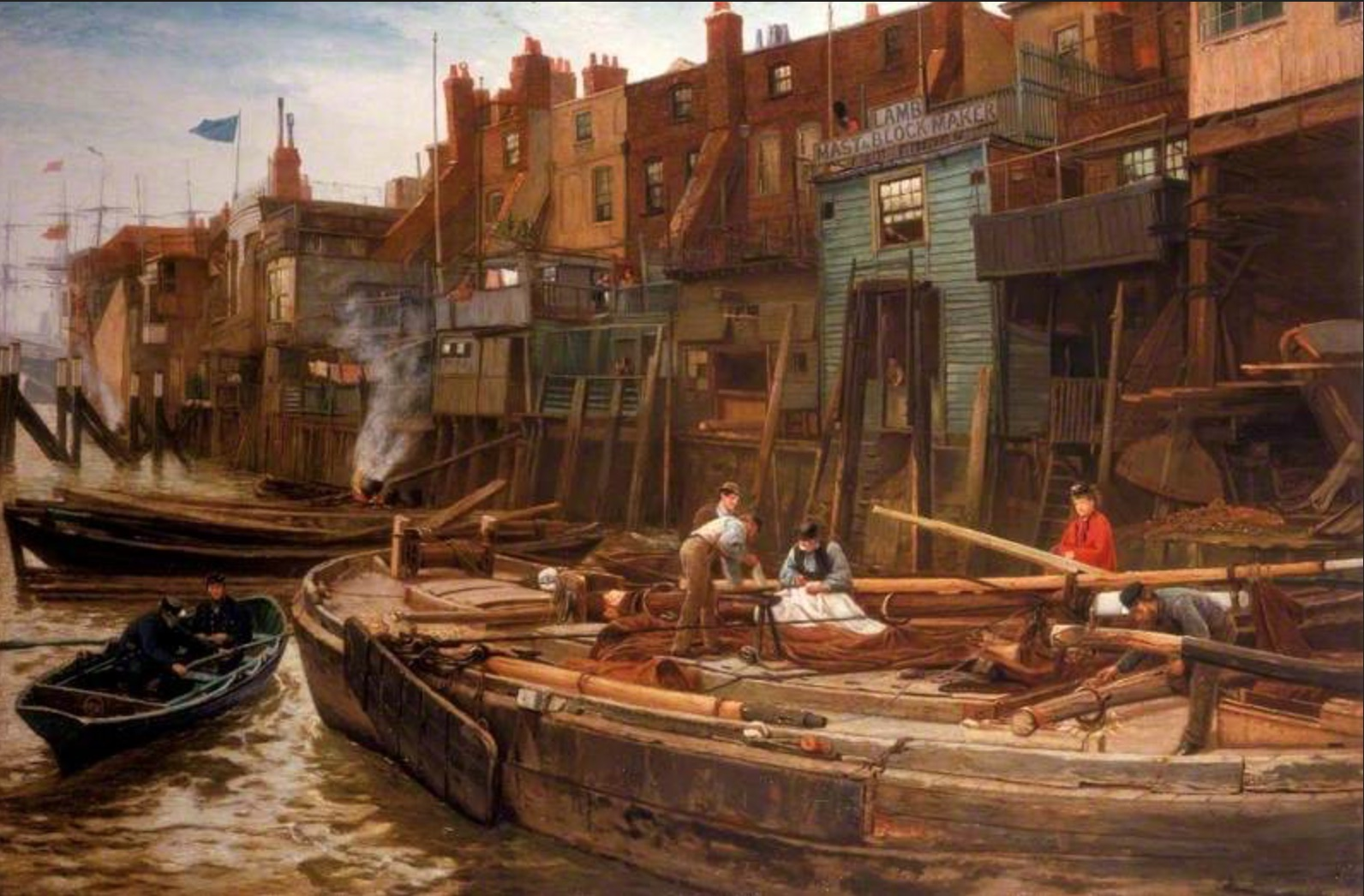
كانت واجهة النهر ممتلكات ثمينة. بناة البارجة لايمهاوس حوالي عام 1850. 1880 (تشارلز نابير هيمي: متحف ساوث شيلدز ومعرض الفنون)

كان النشاط البشري بجانب النهر صناعيًا و تجاريًا إلى جانب الزراعة، لذا فقد كان هناك حافز ليس فقط لإنشاء الضفاف ولكن أيضًا للتعدي على مجرى النهر الملاحي. وقد جرى بناء الجدران من خلال صنع حواجز خشبية ثم وضع القمامة لتُكون حاجز. وتكررت العملية مع مرور الوقت.
كانت واجهة النهر من الممتلكات الثمينة. كان من الأفضل نقل الركاب والبضائع عن طريق المياه، وهو ما يتطلب الوصول إلى النهر ومرافق الإنزال. في عام 1658، تم تقديم شكوى مفادها أن صانع أحذية يُدعى جينكين إليس، الذي كان يمتلك 10 ياردات فقط من الواجهة النهرية، قد حوّلها إلى حساب عن طريق بيع إذن لرسو السفن على ارتفاع عشرة أمتار في صف واحد. كان الوصول إلى النهر ملائمًا للتبادل التجاري الذي كان يتخلص من المنتجات الثانوية الهجومية. تشمل المهن الأخرى التي تحتاج إلى الوصول إلى النهر بناء البارجات وإصلاح السفن ونقل البضائع الخفيفة. استفادت بعض المؤسسات التجارية، مثل المتاجر البحرية والحانات للبحارة، من إمكانية الوصول إلى الواجهة البحرية.
ورغم أن المؤرخين لم يقوموا بالتحقيق فيها بشكل منهجي للغاية، فقد وردت شكاوى بشأن التعديات على النهر. قال البعض إنه يجب أن يكون غير قانوني؛ وقال آخرون إنه غير قانوني ولكن إنفاذ القانون كان متراخيًا. وقال أحد هؤلاء، جرانفيل شارب، إن مسؤول المياه ‏ في المدينة، الذي كان من المفترض أن يوقف هذه التعديات، سوف يغض الطرف عن "الرسوم والهدايا التذكارية في عيد الميلاد".
كتب مارتن بيتس: "منذ عام 1848، استنتج السير ويليام تيت أن كل الأراضي الواقعة جنوب شارع التيمز في مدينة لندن تقريبًا "تم الحصول عليها من النهر من خلال سلسلة من الجسور القوية". والدليل على مثل هذه الزيادة في الأراضي أمر شائع الآن.
كتب جون ايرمان :
يظهر الرسم التوضيحي واجهة النهر في شارع نارو، لايمهاوس. يعتقد علماء الآثار أن شارع نارو يمثل خط جدار النهر في العصور الوسطى، والذي تم بناؤه في الأصل من أجل "المستنقعات". لكن المنازل المبنية من الطوب تقع على جانب النهر من الشارع، ومن المفترض أنها بُنيت عن طريق التعدي على النهر واستعادة الشاطئ؛ وقد أكدت الحفريات الأثرية هذا.
وترد أدناه أمثلة محددة.

## القانون والإدارة

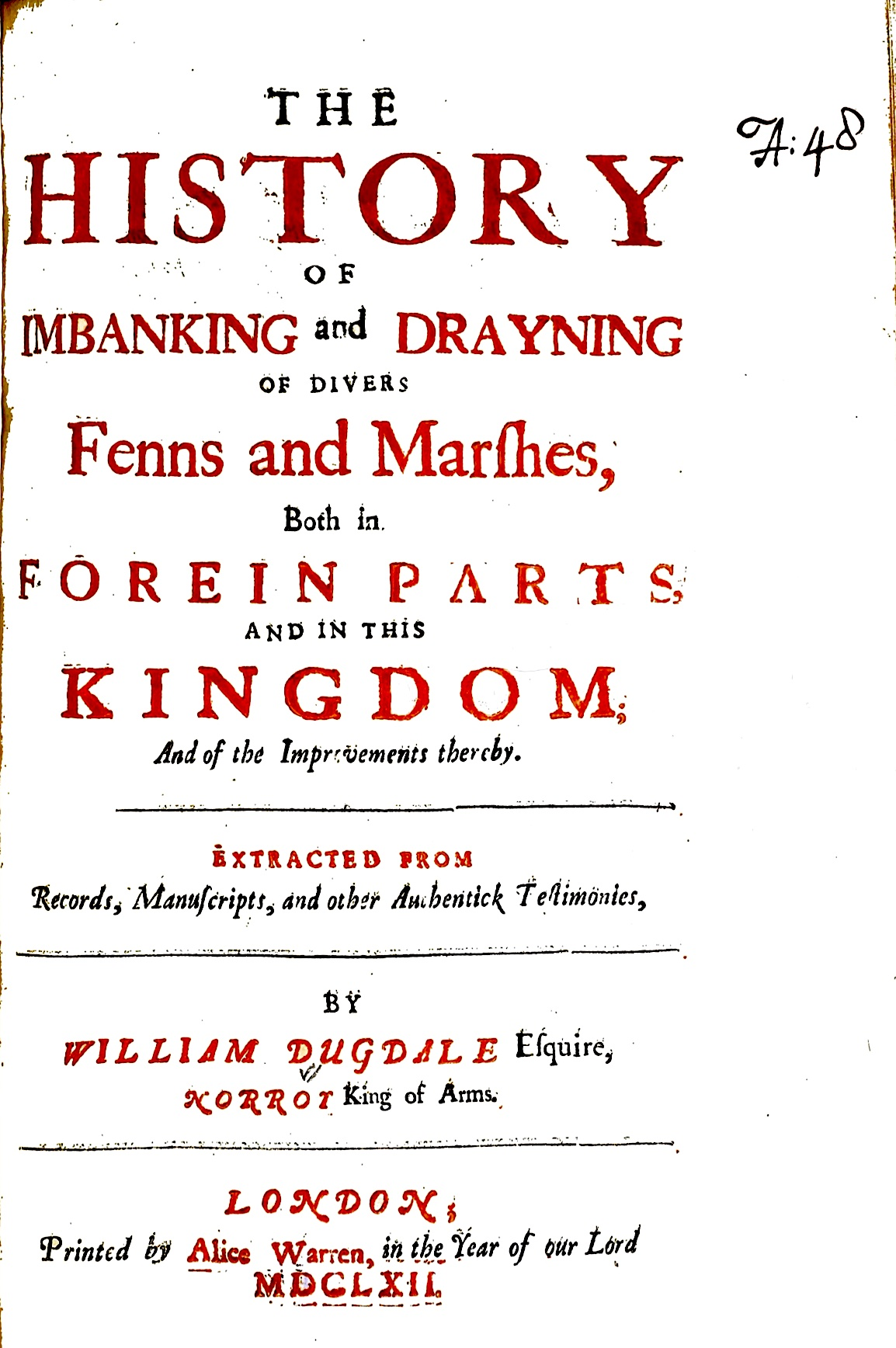
كان كتاب دوجديل (1662) هو أول من بحث في موضوع الجدران

### قانون المستنقع
كان سكان مستنقع رومني مارش في كينت أول من وضع في إنجلترا قوانين عرفية فيما بينهم بشأن المسؤولية عن الحفاظ على الضفاف في مجتمع تعاوني. وفي وقت لاحق، طبق القضاة "عرف مستنقع رومني" في مناطق مستنقعات أخرى؛ وبالتالي أصبح جزءًا من القانون العام لإنجلترا، بما في ذلك نهر التايمز. يشير أحد السجلات إلى أنه قد جرى تطبيقه بالفعل - في ليتل ثوروك - في عام 1201.
كان المبدأ الأساسي هو أن كل ساكن للأرض يستفيد من وجود تلك الضفاف كان ملزمًا بالمساهمة في الجهد المبذول للحفاظ عليها، وأن يفعل ذلك بما يتناسب مع مساحة الأرض التي تحت حيازته. وكان يجري الفصل في النزاعات بواسطة 24 محلفًا أقسموا على قول الحقيقة والتصرف بشكل صحيح. حذر أحد الحراس الناس من الحفاظ على الضفاف؛ وإذا أهملوا في ذلك، فإنه يقوم بذلك بنفسه، ويفرض عليهم رسومًا.
ولم يكن لزاماً على شاغلي الأراضي المنحدرة التي لم تستفيد من وجود الجدار أن يساهموا في بناء الجدار. (بعد قرون من الزمان، كان سكان هامبستيد يستخدمون هذا المبدأ للتخلص من دفع رسوم الصرف الصحي.) وبالتالي فإن كل مستوى من المستنقعات الداخلية كان مجتمعًا أو نظامًا منفصلًا.
وبسبب التفسير المثير للجدل للميثاق الأعظم (القسم التالي)، لم يتمكن القانون من إجبار الناس على بناء ضفاف جديدة، بل فقط إصلاح الضفاف الموجودة.
مبدأ المسؤولية المتبادلة ينطبق في المجتمعات التعاونية فقط. في قضية هدسون ضد تابور (1877) أهمل المدعى عليه الحفاظ على ارتفاع جداره. كان المد مرتفعًا جدًا، ففاض على جداره، وتدفقت مياه الفيضانات على أرضه - وأرض جاره أيضًا، مما تسبب في أضرار. وقضت محكمة الاستئناف بأنه ليس ملزماً بتعويض جاره عن الخسارة. كان السبب في ذلك هو عدم وجود نمط للسلوك التعاوني الذي يتحمل فيه كل شخص نصيبه المتناسب من تكلفة الصيانة: في هذه المنطقة، كان كل حاكم للحدود يعتني بأفراده. ومن خلال عدم إنشاء نظام تعاوني، اختار الجيران المخاطرة.
كان لقانون المستنقع جوانب عديدة فيما يتعلق باستخدام الموارد المشتركة لصالح الجميع. زعم أستاذ القانون بجامعة شيكاغو-كينت فريد ب. بوسيلمان أن قانون المستنقعات يجب أن يوجه قرارات المحاكم الأمريكية بشأن استخدام الأراضي الرطبة.

### الإدارة

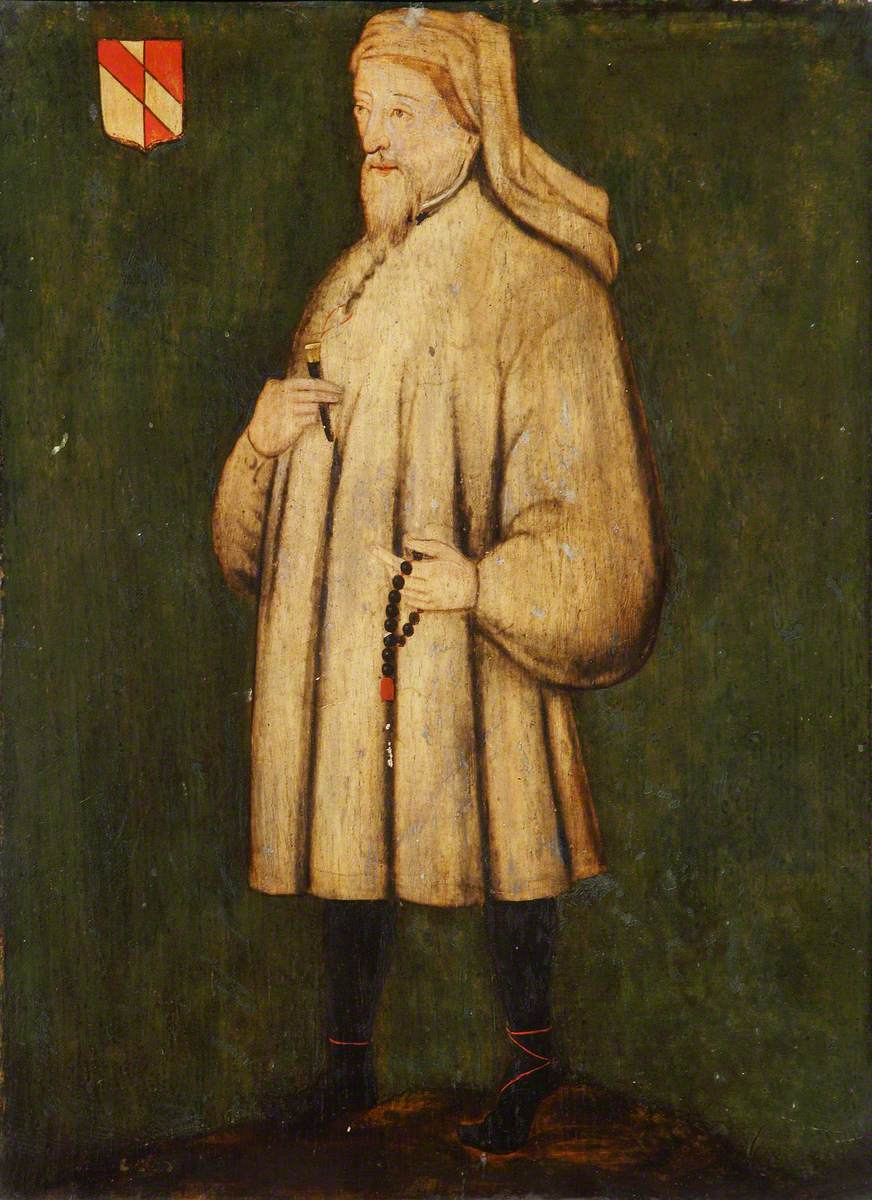
جيفري تشوسر، المسؤول عن بناء ضفاف نهر التيمز (صور الصندوق الوطني)

في بعض الأحيان كانت المجتمعات المحلية تتعرض للإرهاق أو الهزيمة، على سبيل المثال بسبب العواصف أو الخلافات الداخلية، وكانت تحتاج إلى المساعدة لإصلاح الضفاف. كان من واجب الملك حماية مملكته من الهجمات وكان هذا يشمل هجمات البحر (حركة المد). قام الملوك الإنجليز بإرسال لجان لإصلاح الضفاف وتسوية النزاعات. كان لهؤلاء المفوضين سلطات طارئة: فكانوا قادرين على سن القوانين، وجمع الضرائب، والفصل في النزاعات، وفرض رقابة على العمال.
ومع ذلك، فإن نزولهم إلى منطقة ما قد يسبب الاستياء، وخاصة إذا أجبروا السكان المحليين على بناء جدران جديدة أو دفع ثمنها. ومن ثم (على الرغم من أن هذا التفسير مثير للجدل) تنص الميثاق الأعظم على:
ولأن النقطة الأكثر أهمية كانت تتعلق بتصريف مياه الصرف الصحي، فقد أطلق على هذه الهيئات اسم مفوضي الصرف الصحي. (كانت المجاري ببساطة عبارة عن خندق لمياه الأمطار لتصريف الأراضي. ولم تكتسب الكلمة أي دلالة "صحية" حتى بعد عام 1815، عندما أصبح من القانوني لأول مرة، ثم إلزاميًا، تصريف النفايات البشرية في مجاري لندن بدلاً من حفر الامتصاص. )
ومن الأمثلة على ذلك جيفري تشوسر، الذي تم تعيينه في عام 1390 في لجنة أُرسلت لمسح الضفاف بين غرينتش ووولويتش، وإجبار أصحاب الأراضي على إصلاحها، "دون إظهار أي محاباة للأغنياء أو الفقراء". كانت للجنة سلطة الجلوس كقضاة وفقًا لـ "قانون المستنقع". أثناء أداء تشوسر لهذه الواجبات، عاش في غرينتش، حيث كان يكتب حكايات كانتربري.
وفي نهاية المطاف، أدى قانون المجاري لعام 1531 الذي أصدره هنري الثامن إلى جعل هذه اللجان دائمة. لقد كانوا موجودين في جميع أنحاء إنجلترا. في عام 1844، قال أحد الخبراء القانونيين، متحدثًا عن مجاري الصرف الصحي في لندن، "إن المدينة الكبرى في الوقت الحاضر، في نظر القانون، تخضع لقوانين الصرف الصحي القديمة المعتمدة في مستنقع رومني في كينت". ظل المفوضون موجودين حتى عام 1930؛ وتشكل سجلاتهم التفصيلية موردًا غنيًا للمؤرخين.

## بعض الحالات

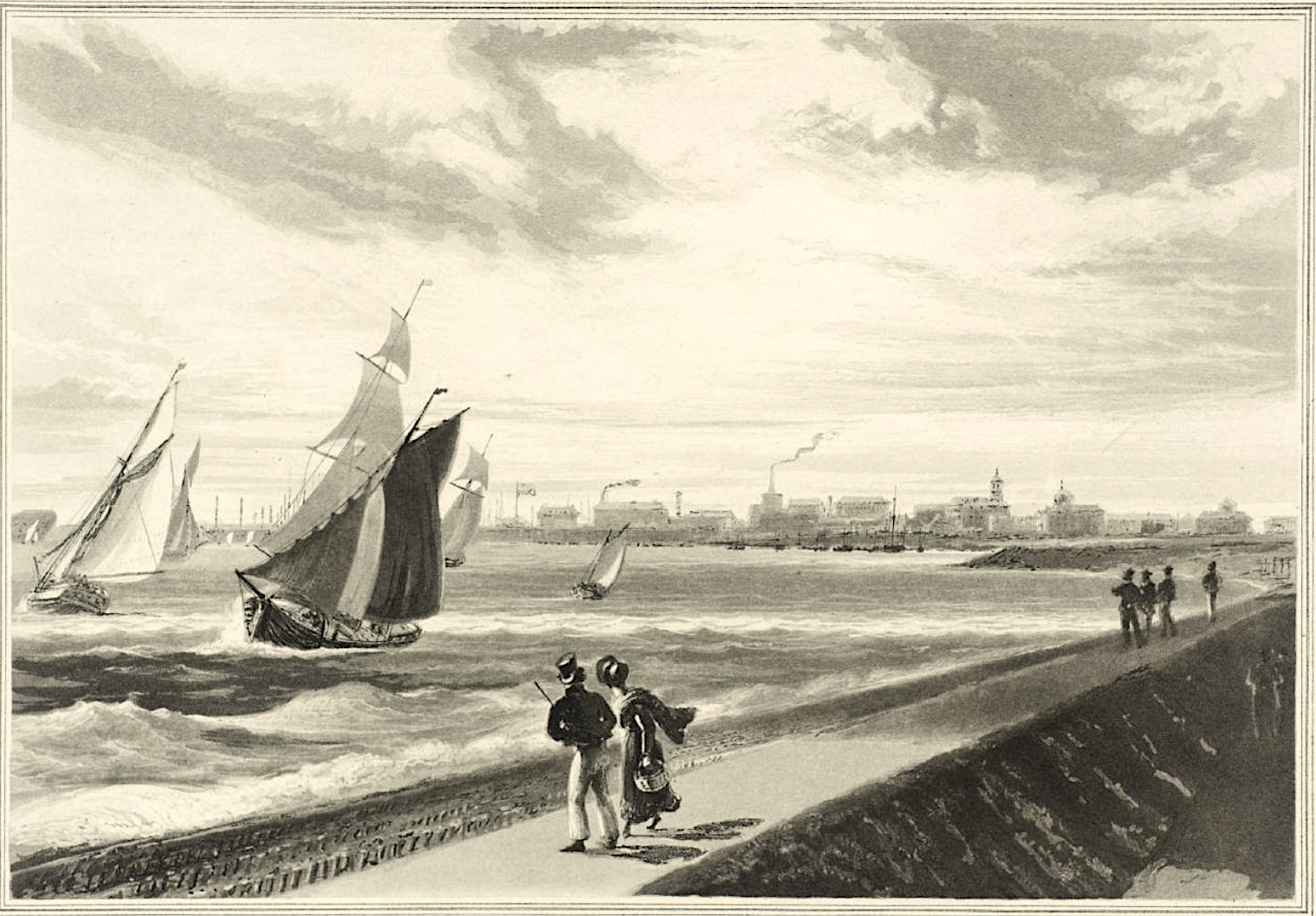
Sheerness، ج. 1813 (وليام دانييل، تيت بريطانيا)

لم يُحتفَظ بأي سجل منهجي لضفاف نهر التايمز، ربما باستثناء تلك الموجودة في الوقت الحاضر، وهي غير منشورة. إن المصادر المتاحة للمؤرخ هي مصادر عرضية ومتفرقة.
يمكن للخرائط القديمة أن تكشف عن الضفاف (وخنادق الصرف الأساسية) ولكن التفاصيل كانت ضعيفة حتى مسح جويل جاسكوين لشرق لندن عام 1703.
لقد أثمرت أعمال التنقيب الأثري على الشاطئ، حيث سُمح بذلك، عن أدلة قيمة، وخاصة في مدينة لندن، وساوثوورك، وووبينغ، وشادويل، ولايمهاوس. ربما مُحيت الأدلة في الأعلى بواسطة الضفاف الفيكتورية.
```
تُعطي أسماء الأماكن تلميحات مثل 
Bankside
 ؛ Wapping Wall ؛ "يشهد اسم 
Flemingges wall
 في عام 1311 على كيفية توظيف الأجانب الأوائل هنا [Erith]".
[
138
]
```

```
قد تكون الأعمال الفنية عبارة عن سجلات، خاصة غرب لندن، ولكن بسبب 
الترخيص الفني
 يجب توخي الحذر.
```

تعود السجلات القانونية إلى زمن بعيد، ولكن ليس إلى الوقت الذي تم فيه بناء الضفاف لأول مرة. يسمح علم الجيولوجيا بفهم ما هو مرغوب فيه وممكن تحقيقه.
ربما لن يكون هناك تاريخ شامل لضفاف نهر التايمز. وفيما يلي بعض الأمثلة:

### مدينة لندن

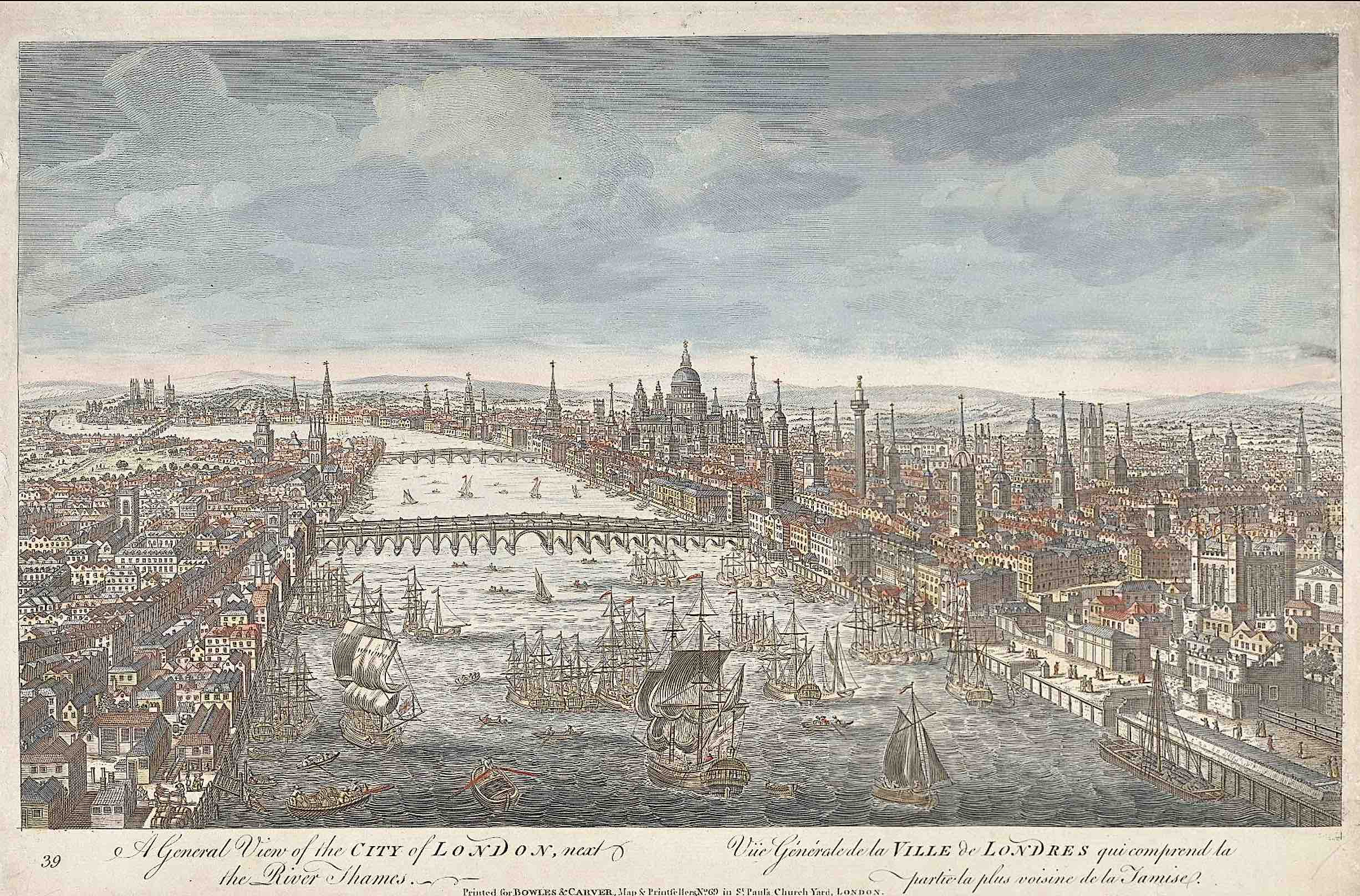
منظر عام لمدينة لندن بجوار نهر التايمز حوالي عام 1850. 1770 (فنان غير معروف: مركز ييل للفنون البريطانية)

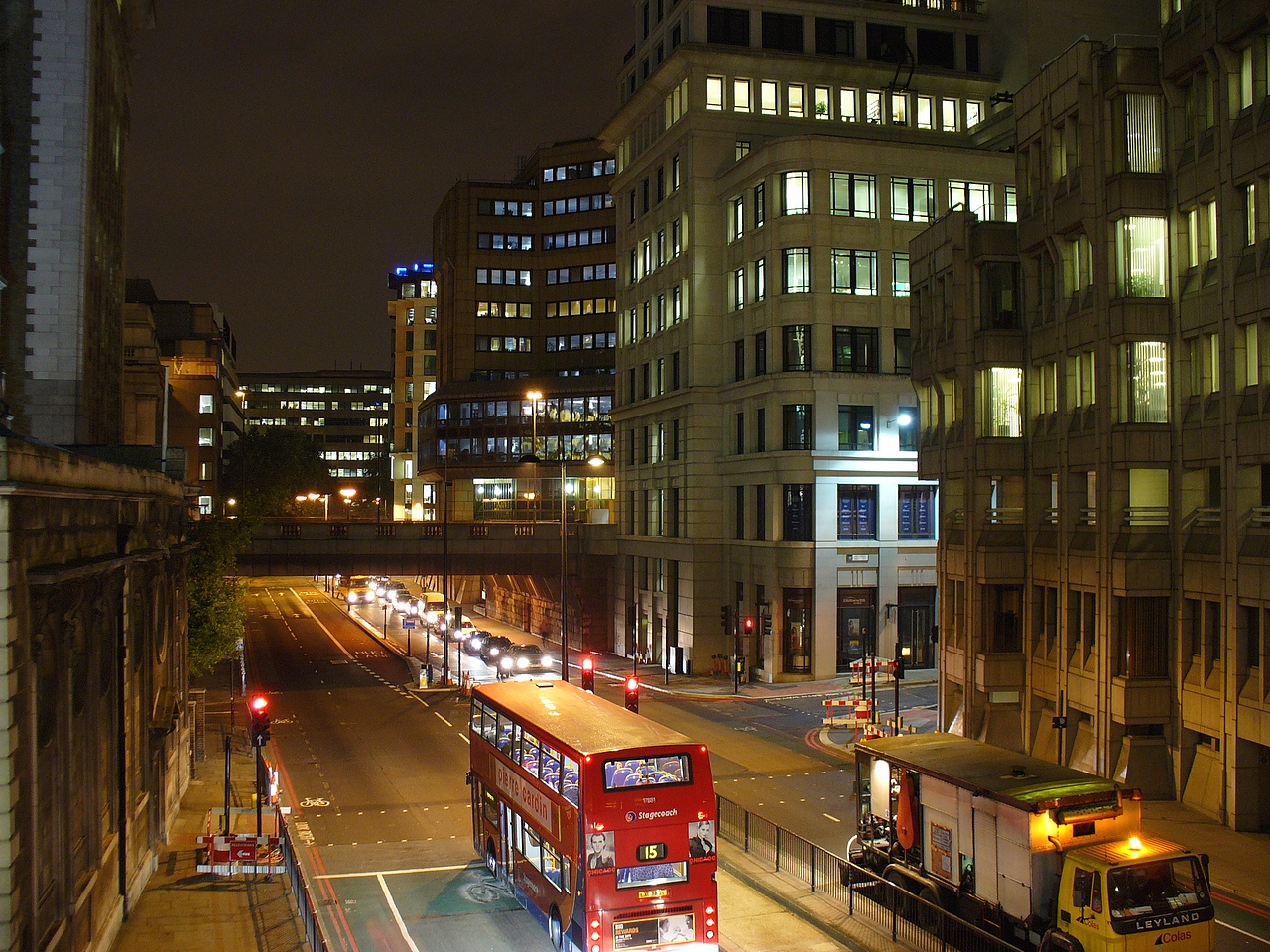
شارع التايمز الأدنى اليوم، لا يوجد نهر في الأفق، ولكن واجهة بحرية مزدحمة في العصر الروماني

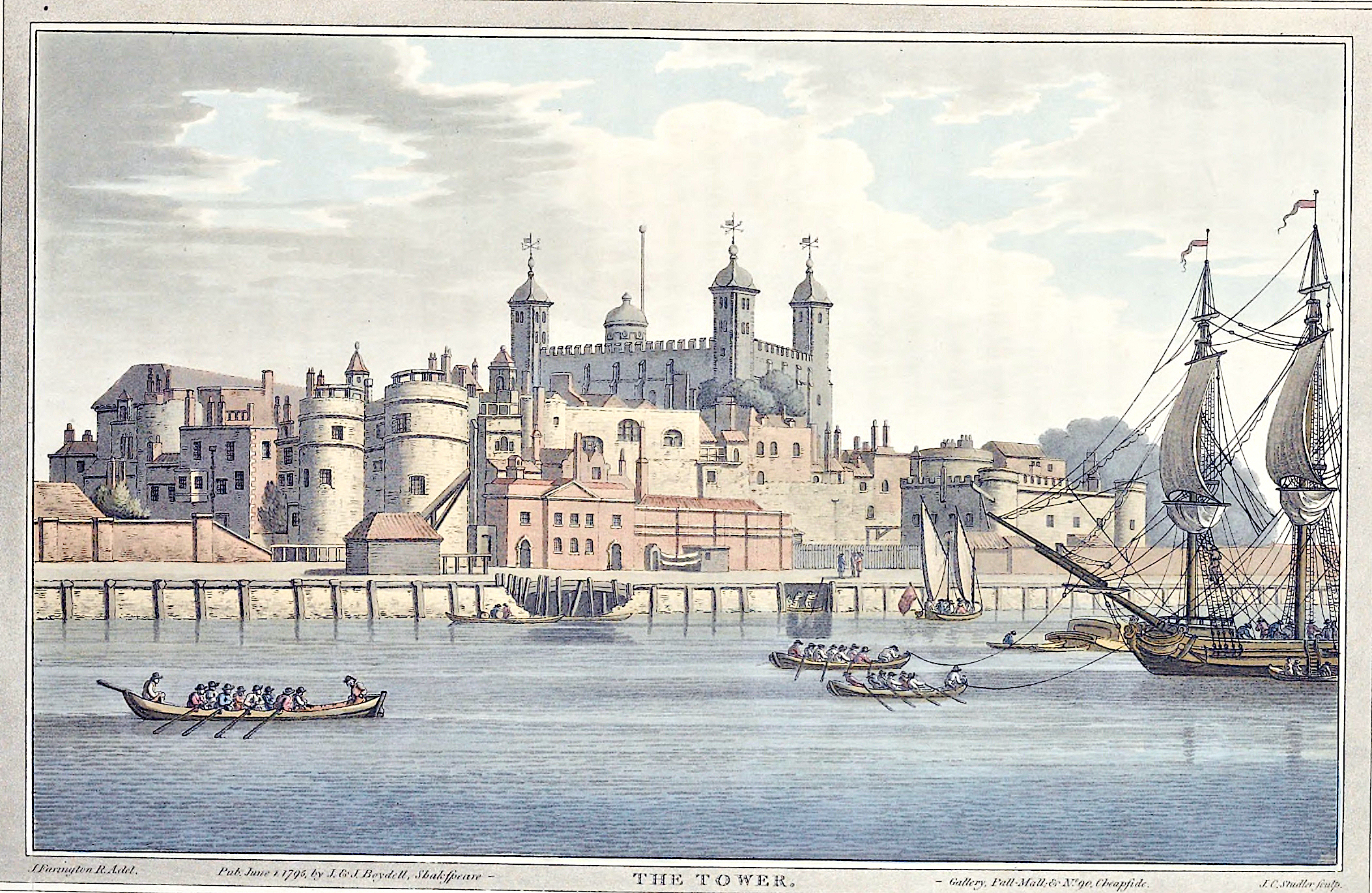
برج لندن، 1795 (جوزيف فارينجتون، معهد جيتي للأبحاث)

كان نهر التيمز في مدينة لندن كما صوره فنانون في القرن الثامن عشر يتميز بواجهة بحرية موحدة بشكل عام وله ضفاف مرتفعة (انظر الصورة التوضيحية). لكن هذا كان تقييدًا للنهر الطبيعي.
وقال جوستاف ميلن إنه منذ عام 1973 فصاعدا، جرت حفريات وقائية بشكل منتظم على طول الواجهة البحرية في لندن.
وفي ورقة تالية كتب:
كانت الواجهة البحرية التي يبلغ طولها "ميلًا" هي الحد الجنوبي لمدينة لندن بأكملها وتمتد من نهر فليت في الغرب إلى برج لندن في الشرق.
كشفت الحفريات بالقرب من جسر لندن أن التعدي على تلك الواجهة المائية، على الرغم من أنه بدأ في العصر الروماني، إلا أنه زاد بشكل رئيسي بين القرنين الحادي عشر والسادس عشر: وهي فترة تتراوح بين 500 و600 عام. وكان الدافع المحتمل هو الحفاظ على الميناء ومنع التآكل، بالإضافة إلى الفوز بالأرض المستصلحة.
في كوينهيث في القرن الثاني عشر، امتدت المنطقة المحمية بالضفاف جنوبًا على خمس مراحل. ووفقا لنتائج الحفريات الموجودة بالموقع،
تُظهر صورة برج لندن، المأخوذة من نقش نُشر لأول مرة عام 1795، جسر البرج أثناء إصلاحه، مما يكشف بالمصادفة عن وجود هيكل أجوف من القضبان والجص.

### وستمنستر ووايتهول
في عام 1342، كانت الضفاف المحيطة بـ وستمنستر وحتى معبد بار "مكسورة ومتهالكة بسبب قوة تيارات المد والجزر"، وأُرسلت لجنة لمعاينة الضفاف وإصلاحها. (كانت منطقة ستراند آنذاك هي الواجهة النهرية - كما يوحي اسمها.) بعد ذلك يبدو أن هذه الضفاف قد بُنيت بشكل أكثر قوة حيث لم يذكر دوجديل أي ثغرات مادية أخرى؛ ومع ذلك فقد غمرتها أحيانًا مياه المد المرتفع بشكل غير طبيعي. وبما أن المنطقة منخفضة فإن الفيضانات كانت ملحوظة. في عام 1235 ارتفع المد إلى درجة أن المحامين أُخرجوا من قاعة وستمنستر بالقوارب. في عام 1663 ـ قال صامويل بيبس إنه كان "أعظم مد في التاريخ" ـ غرقت منطقة وايت هول بأكملها.

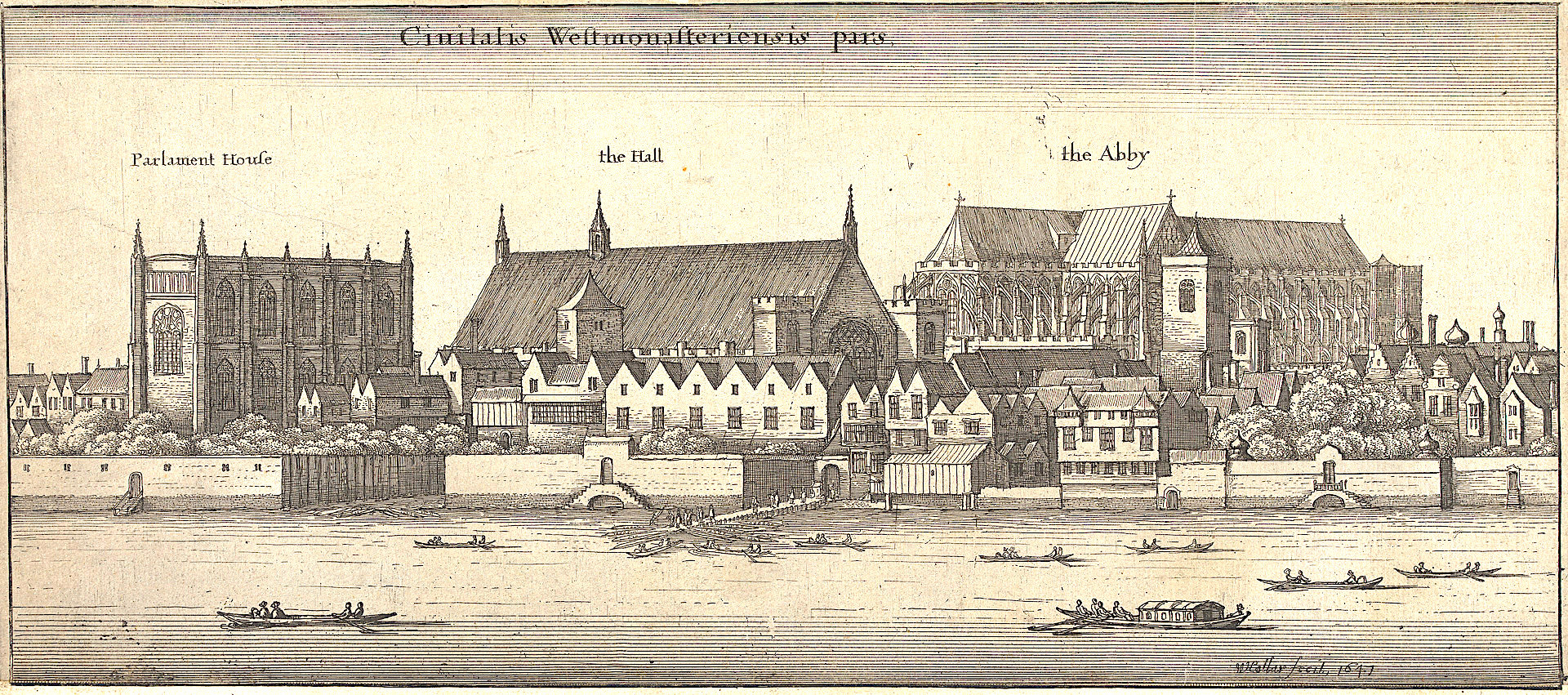
1
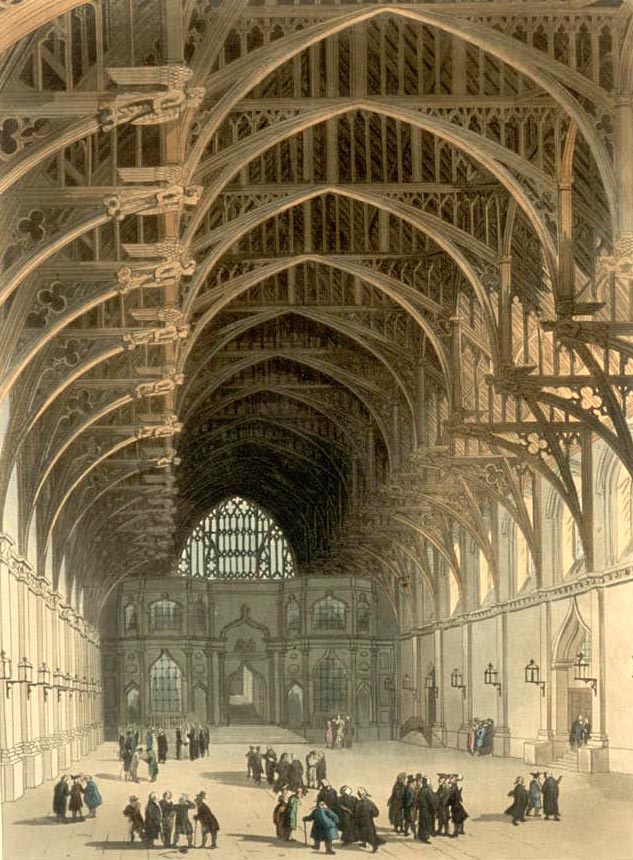
2
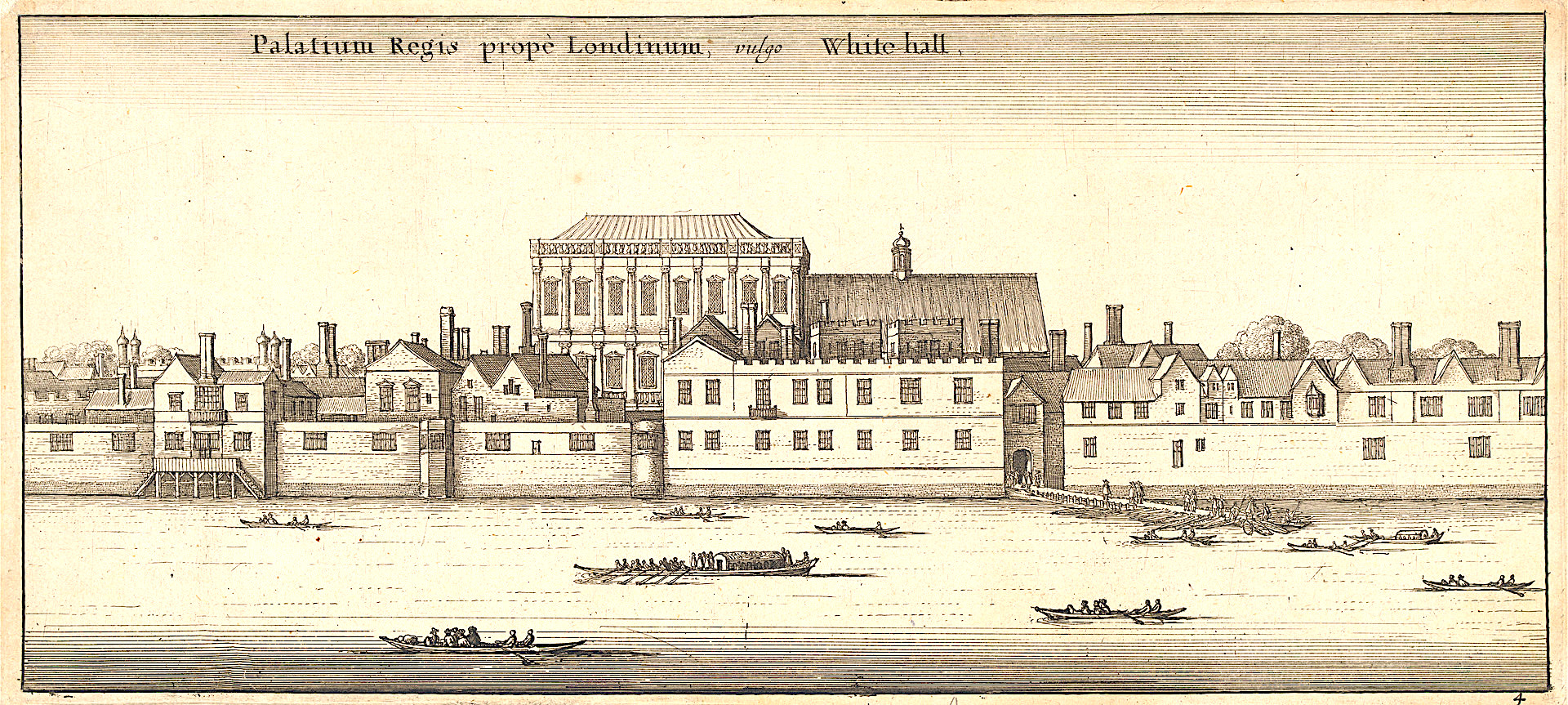
3
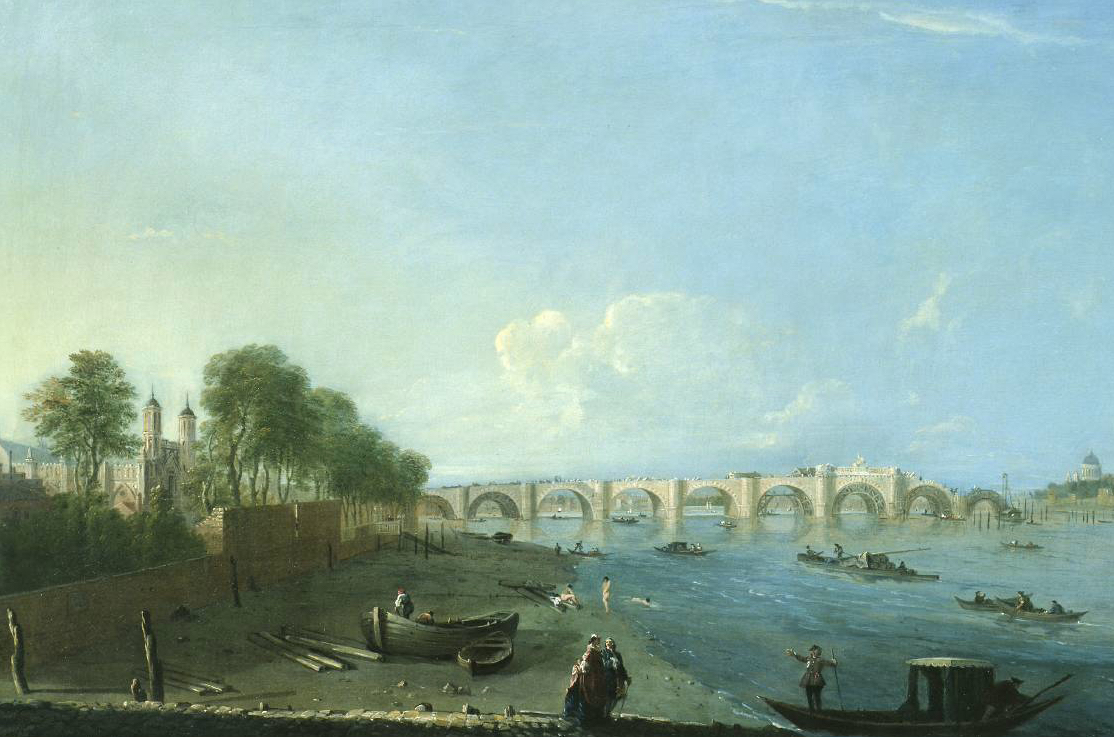
4

1. مدينة وستمنستر، 1642. على الرغم من هذه الضفاف القوية على ما يبدو، إلا أن المد العالي للغاية اجتاحها (فينسيسلاوس هولار : مركز ييل للفن البريطاني)
2. قاعة وستمنستر، مقر المحاكم القانونية الإنجليزية العليا، قد تغمرها مياه المد والجزر حتى مستوى الصدر (توماس رولاندسون وأغسطس بوجين)
3. وايتهول 1650. غرقت المنطقة بأكملها في عام 1663 (وينسيسلاوس هولار: مركز ييل للفنون البريطانية)
4. بناء جسر وستمنستر، 1744. لاحظ ضفاف النهر السطحية عند المنبع: كارثة تنتظر الحدوث ( ريتشارد ويلسون (تفاصيل): تيت بريطانيا)

في عام 1762، تدفقت مياه المد إلى قاعة وستمنستر فغطتها بارتفاع بلغ 4 أقدام. وفي عام 1791 فاضت مياه المد على ضفاف جسر وستمنستر :

### الضفة الجنوبية
أُرسلت لجنة لمعاينة وإصلاح الضفاف "بين لامبث وجرينويش" في عام 1295، ثم إلى لامبث مرة أخرى في عام 1444 - وهذه المرة لتحديد الحكم السليم "وفقًا لقوانين وعادات روميني مارش". وكانت منطقة لامبيث نفسها مستنقعًا.
لا يستطيع من يتجول حاليًا على طول طريق بلفيدير وامتداده العلوي، SE1، رؤية نهر التايمز، إلا أنه في الواقع يتبع خط ضفة النهر في العصور الوسطى. في العصر الإليزابيثي، لم يعد هذا الجدار (الضفة)، الذي يُسمى الجدار الضيق، يواجه النهر بل كان يقع في الداخل، حيث كان بمثابة ممر عبر المستنقع. بين الجدار الضيق ونهر التيمز كان هناك شريط واسع من أرض المستنقعات المليئة بالأشجار والصفصاف؛ يظهر هذا على خريطة نوردن لعام 1593. ظل الطريق يحمل اسم "الجدار الضيق" حتى أواخر العصر الفيكتوري.
تُظهر خريطة تعود إلى عام 1682 أن لامبيث، باستثناء الواجهة النهرية، ظلت عبارة عن مستنقع مفتوح وأرض مرعى تتقاطع مع العديد من قنوات الصرف. لم يجري تطوير الأرض حتى بناء جسر واترلو (1817).
1. لامبيث مارش في عام 1593. الشريط البرتقالي هو ضفاف النهر التي تعود إلى العهد الإليزابيثي. الشرائط البيضاء هي ضفاف نهر قديمة، وتقع الآن في الداخل، وتشمل الضفة الضيقة - وهو اليوم طريق بلفيدير والأرض العلوية، SE1. لاحظ "الانزلاق". (خريطة من إعداد جون نوردن، تفاصيل مميزة)
2. لامبيث مارش حوالي عام 1740. كانت الطرق بمثابة ممرات عبر المستنقعات؛ ومن المحتمل أن تكون جميعها ضفافًا سابقة للنهر أو ضفافًا مضادة. يشير السهم الأحمر إلى الضفة الضيقة.
3. كاتدرائية القديس بولس من لامبيث مارش، 1807، باتريك ناسمايث، ألوان مائية على ورق، متحف فيكتوريا وألبرت
4. خط الضفة الضيقة التي تعود إلى العصور الوسطى يظهر على خريطة الشارع المفتوحة الحديثة.
5. راكبو الدراجات في جولة فرنسا (الأرض العلوية، SE1).

#### الضفاف وسيلة دفاع ضد الفيضانات، أو غير ذلك
س. هل ضفاف نهر التيمز المجاورة لأبرشية لامبيث في حالة جيدة؟ ج. نعم، لكنها ليست مرتفعة بما يكفي؛ فنحن نعاني كثيرًا من الفيضانات.
كانت المنطقة عرضة للفيضانات دائمًا. في عام 1242 فاض النهر على ضفاف لامبيث "فأغرق المنازل والحقول لمسافة ستة أميال".
"إن سطح هذه المنطقة يقع في معظمه تحت مستوى المياه المرتفعة"، هذا ما قاله السير جوزيف بازالجيه لمهندسين المختصين في عام 1865. كان من المفترض أن تقوم شبكات الصرف الصحي التقليدية بالتصريف في النهر، ولكنها لم تكن قادرة على القيام بذلك إلا عند انخفاض المد. بعد هطول أمطار غزيرة، تراكمت مياه الصرف الصحي لعدة أيام متتالية: غمرت مياه الصرف الصحي الطوابق السفلية وتراكمت في الشوارع. كانت المنطقة رطبة ومليئة بالملاريا. لتخفيف هذا الأمر، قام بازالجي ببناء مجاري الصرف الصحي منخفضة المستوى عبر المنطقة. وبدأ نقل النفايات السائلة، ليس عن طريق الجاذبية الآن، ولكن عن طريق مضخات تعمل بالبخار. وقد قارن تأثير الضخ برفع المنطقة بأكملها بمقدار 20 قدمًا.
لم يكن من المفترض أن يكون جسر ألبرت (الذي اكتمل بناؤه عام 1868) دفاعًا ضد الفيضانات، حيث جرى بناؤه على أقواس للسماح للسفن بدخول أرصفة الجر draw docks، وما إلى ذلك. كان الأمر متروكًا لأصحاب الأراضي الملاصقة لضفاف النهر للحفاظ على سلامة تلك الضفاف، لكن الكثير منهم فشلوا في جعلها عالية بما يكفي للتعامل مع المد والجزر غير المعتاد. وقال بازالجييت أمام مجلس العموم: "ما الفائدة من القيام بذلك ما لم يفعله جيرانهم أيضًا؟". وكان الفقراء، الذين تقع منازلهم في الأحياء المنخفضة خلفهم، هم الذين عانوا أكثر من غيرهم. وشاهد بازالجييت منازل وصل منسوب المياه فيها إلى ستة أو سبعة أقدام فوق الأرض. "واضطر الناس فيها للانتقال إلى الطوابق العليا". كان من الممكن منع هذا الأمر مقابل بضعة آلاف من الجنيهات. سعى مجلس أعمال بازالجييت الحضري Metropolitan Board of Works إلى الحصول على صلاحيات قانونية لإجبارهم على ذلك.

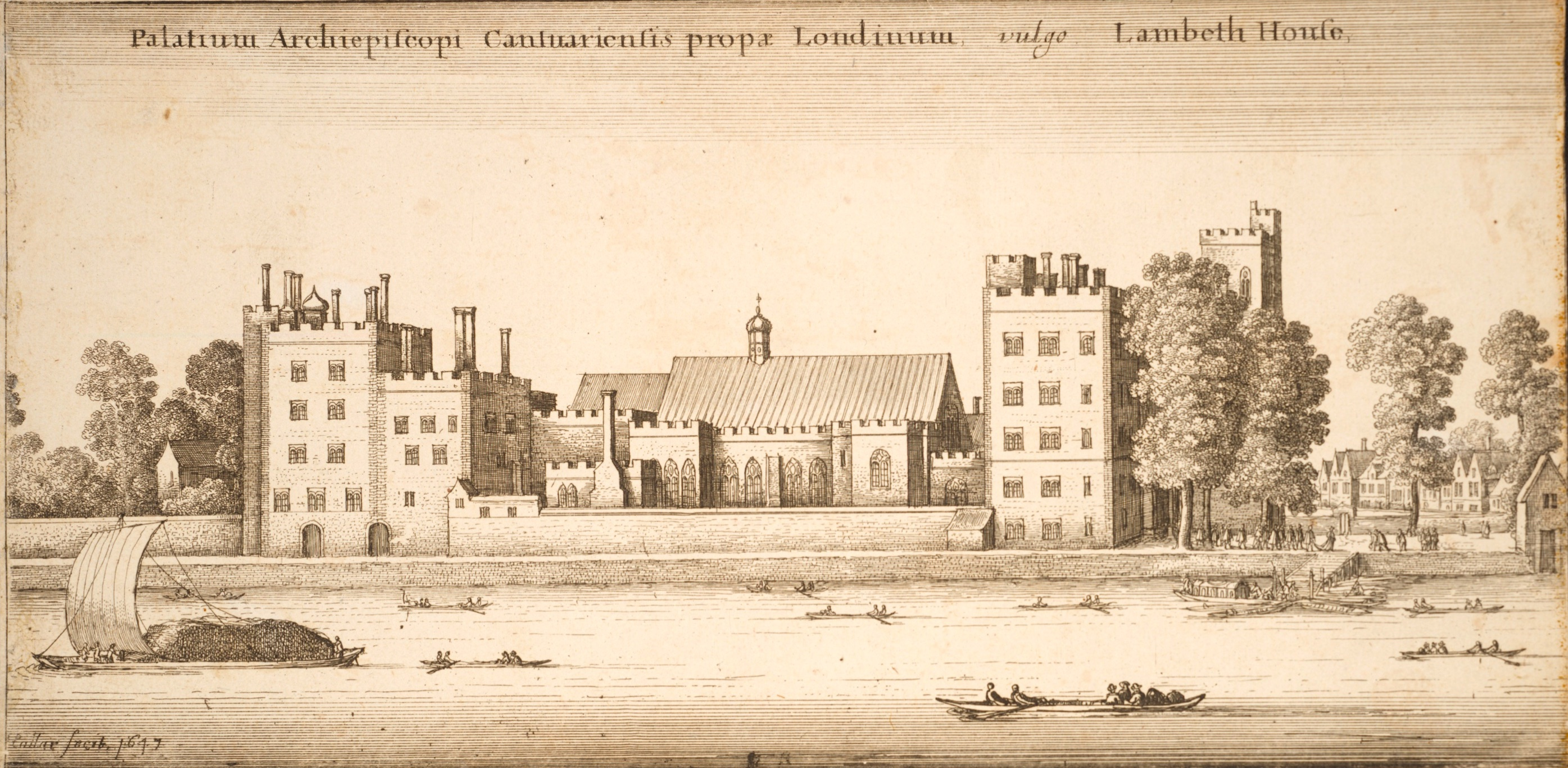
1
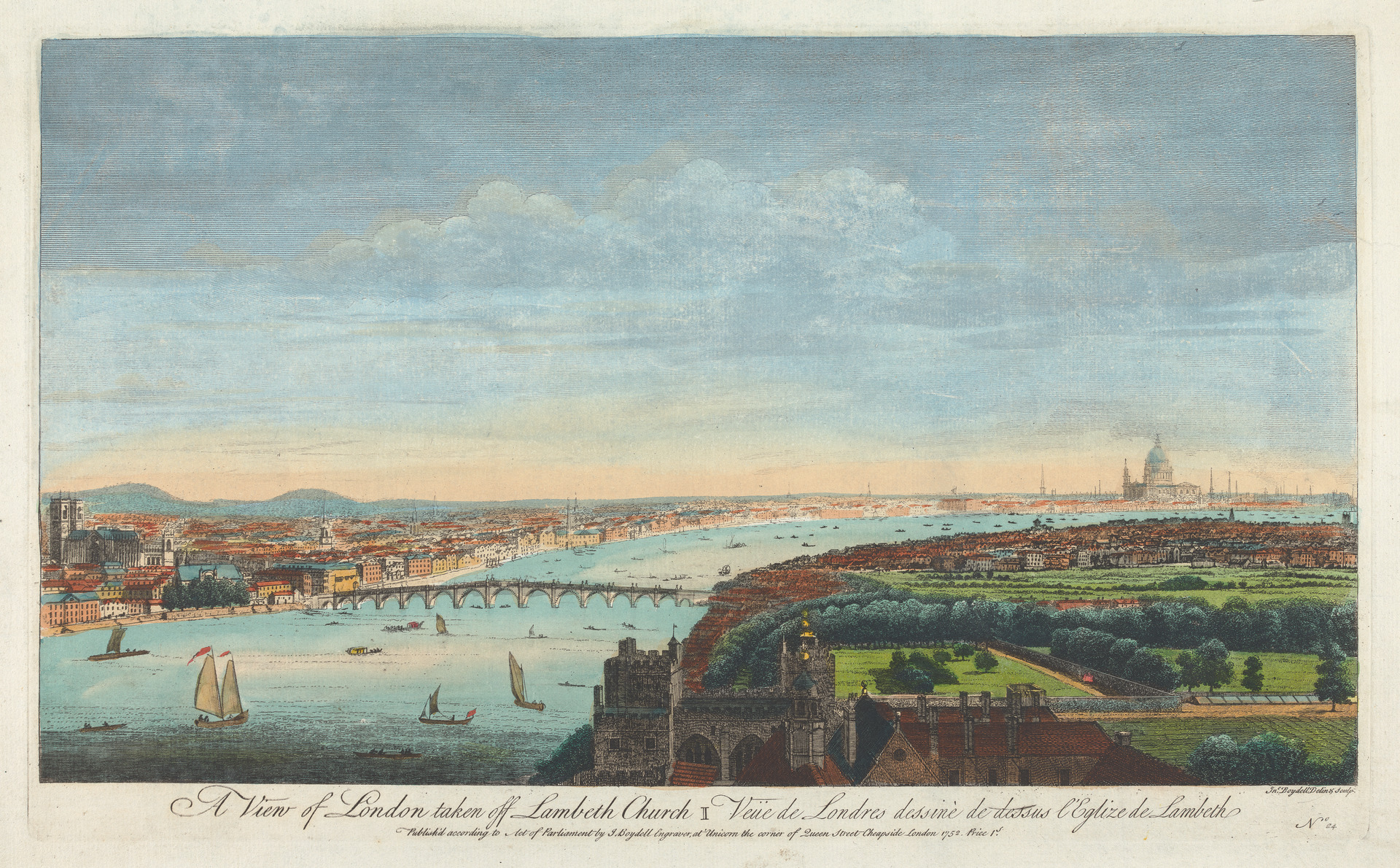
2
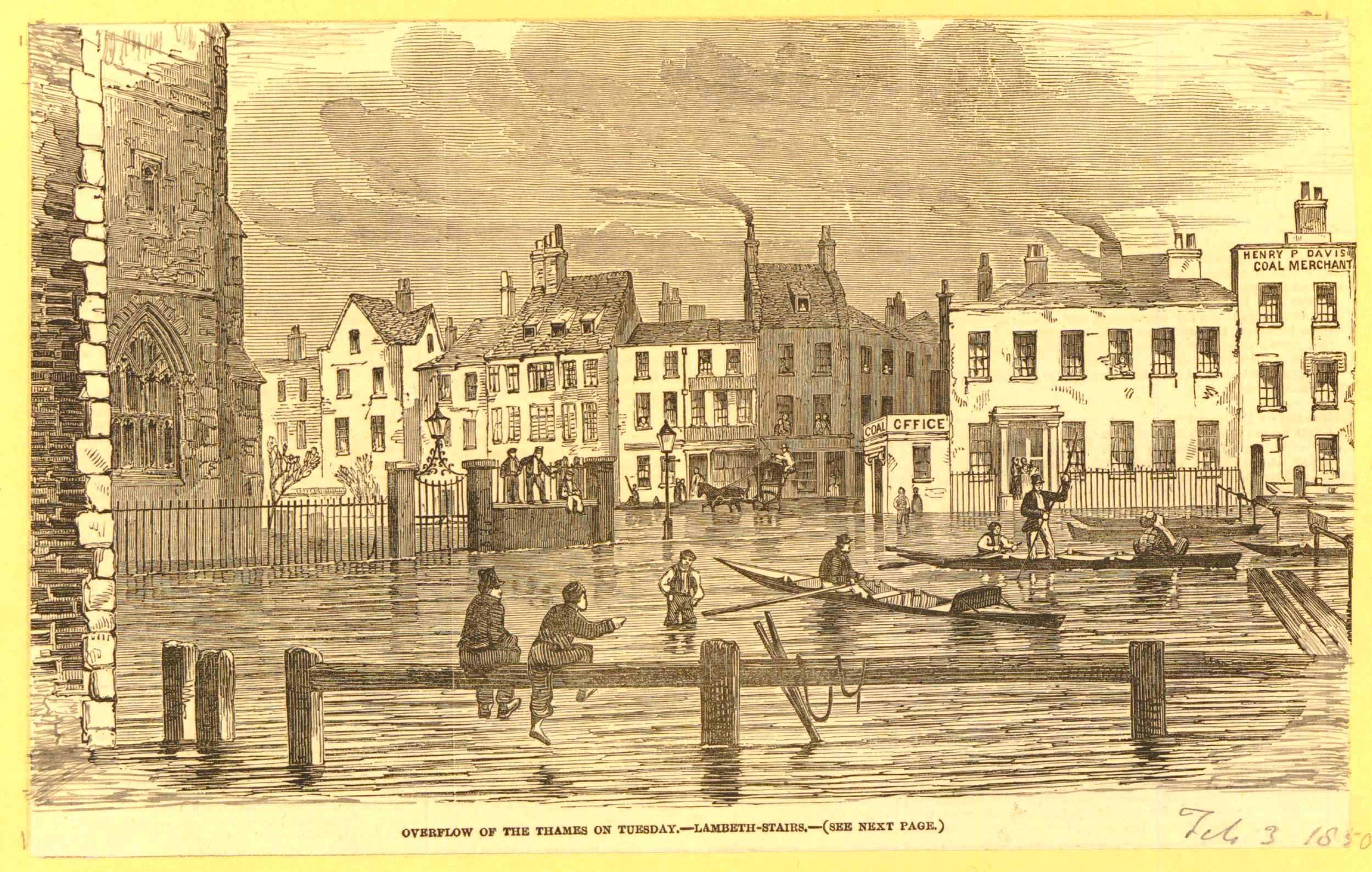
3
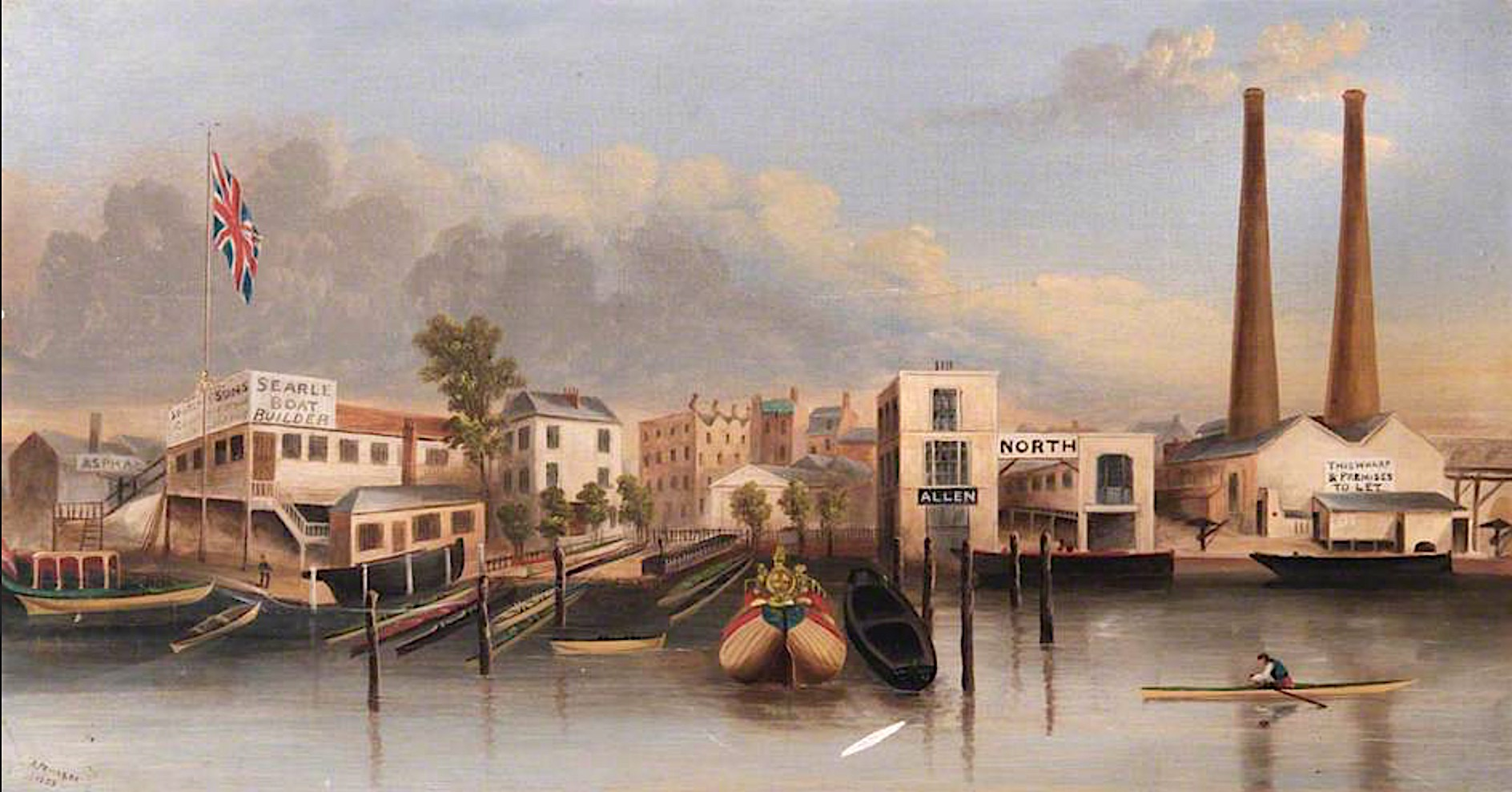
4
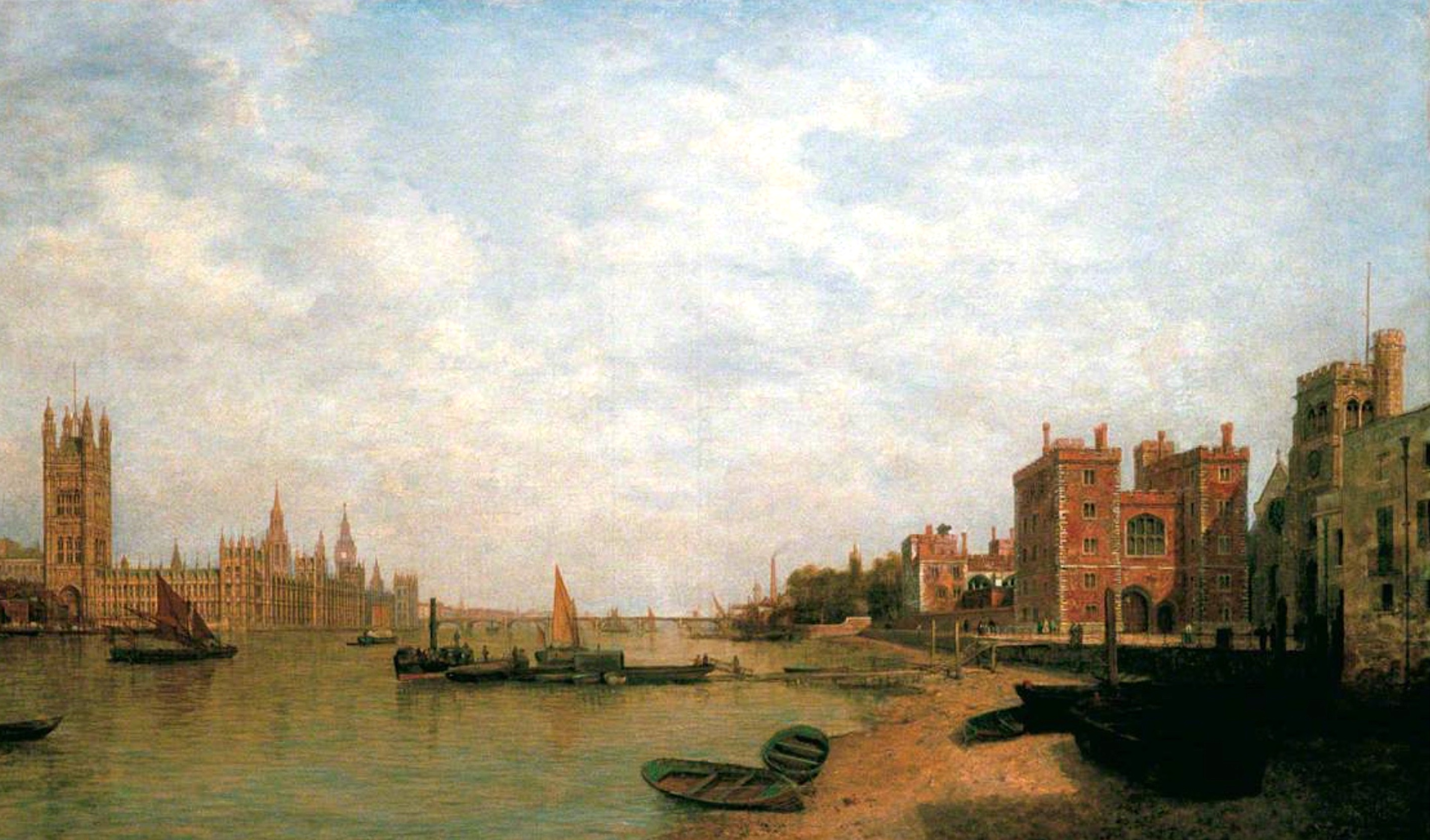
5
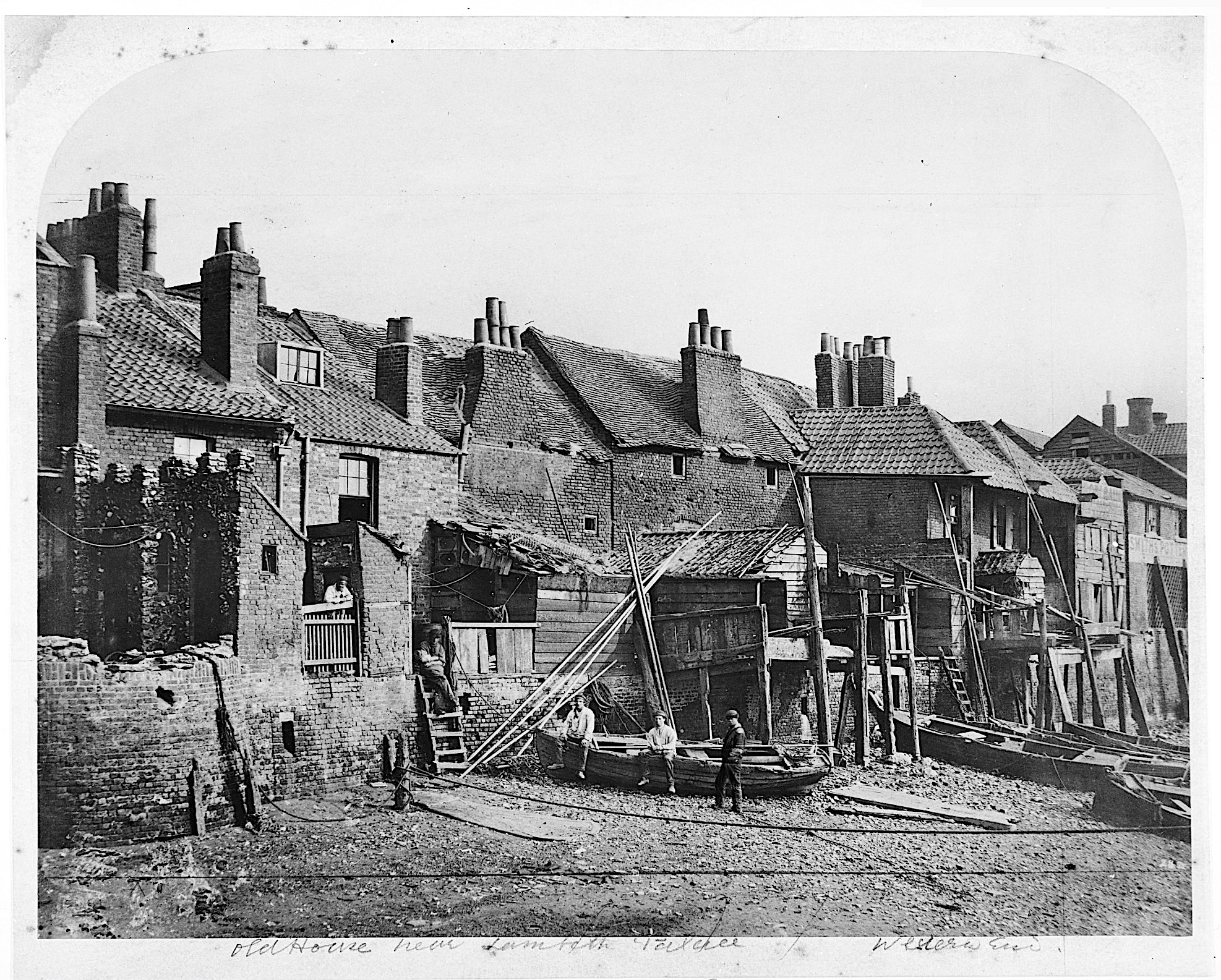
6
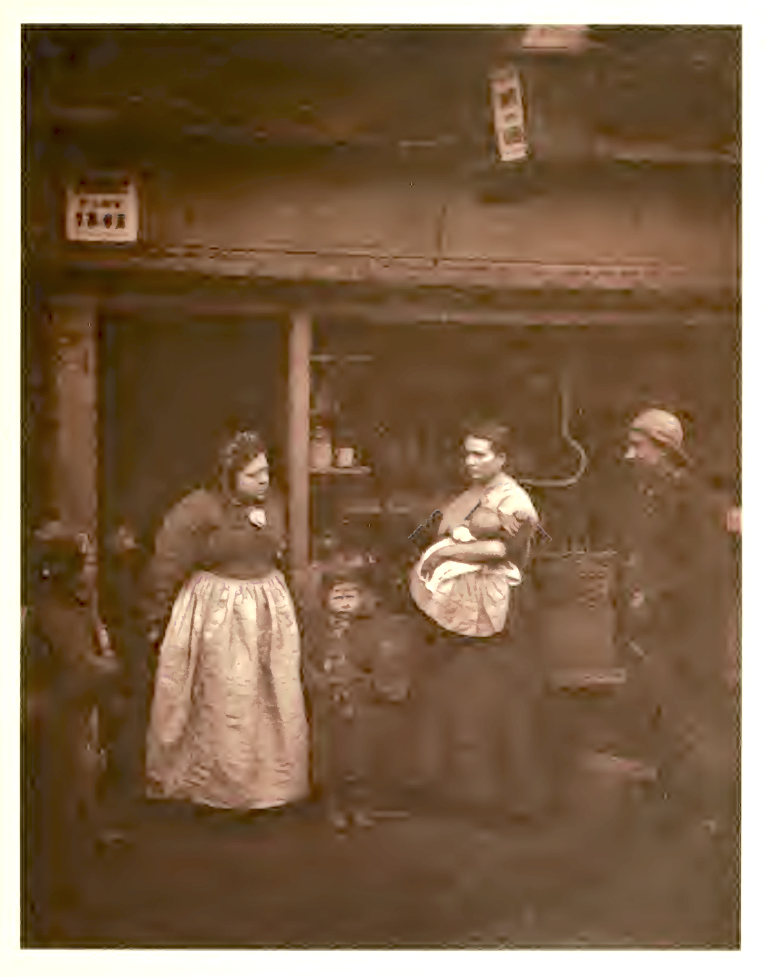
7

1. قصر لامبيث في عام 1647. ضفة منخفضة إلى حد ما. (وينسيسلاوس هولار: مجموعة فيشر هولار، تورنتو)
2. لمحة عن لامبيث مارش في عام 1752 (جون بويديل: مركز ييل للفن البريطاني). تنبيه: لن تنمو الأشجار على المستنقع الذي جرى تجفيفه مؤخرًا.
3. فيضان نهر التيمز، 1850 بالقرب من لامبيث ستيرز ( أخبار لندن المصورة، 2 فبراير 1850). تظهر سلالم لامبيث في الصورتين 1 و5، وهي نفس المكان الذي يقع فيه رصيف لامبيث اليوم.
4. بناة القوارب لامبث  1853. لم تكن صناعة القوارب، وهي صناعة محلية مهمة، ناجحة في ظل وجود ضفاف عالية للنهر. القوارب الموجودة على مرفأ سيرل هي قوارب تابعة لنادي لياندر : لقد كان هذا المرفأ مقرهم الرئيسي. مركب يحمل شعار المدينة يرسو في المركز. الموقع الآن هو مستشفى سانت توماس. (ريتشارد جون بيمبيري: أرشيف لامبيث)
5. شاطئ قصر لامبيث قبل فترة وجيزة من إنشاء جسر ألبرت ( هنري بيثر، 1862، مجموعة الفن الحكومية)
6. واجهة لامبيث البحرية 1860-5، انخفاض المد. تكفي سلالم قصيرة للتغلب على ضفاف النهر المتهالكة. (مصور غير معروف: إنجلترا التاريخية)
7. لاجئو الفيضانات، لامبث، 1877. صُممت ضفاف ألبرت للحماية من الفيضانات. في حالات المد والجزر المرتفعة بشكل غير عادي، اضطر الفقراء إلى مغادرة منازلهم. (جون تومسون، عملية وودبيري تايب )

تأثرت مدينة لامبيث بشدة بسبب فيضان نهر التيمز عام 1928، حيث غرق الناس في أقبية منازلهم.
بالنسبة لمهرجان بريطانيا (1951)، تم استخدام مساحة كبيرة من الممتلكات الواقعة على ضفة النهر المتضررة بالقنابل لبناء ضفة سد جديدة وإنشاء الضفة الجنوبية.

### في الفن: غرب لندن
بُنيت ضفاف على نهر التيمز استجابة لارتفاع مستوى المد والجزر منذ زمن طويل للغاية بحيث لا يمكن تصويره في الأعمال الفنية - في معظم الأماكن. لكن في غرب لندن، كان المد والجزر حديثًا نسبيًا، وفي أجزاء منه، كان صغيرًا حتى يومنا هذا. ومن ثم فإن اللوحات التي تعود إلى ما قبل العصر الفيكتوري غالبًا ما تصور نهرًا له ضفاف طبيعية. وفي وقت لاحق، يجري إنشاء ضفاف اصطناعية لتُمل دفاعات ضد التآكل لكنها متواضعة، ثم تنضم تلك الضفاف تدريجيا، كما هو الحال في الرسوم التوضيحية 5 و6. أدى إزالة جسر لندن القديم (1834) إلى زيادة المد والجزر في المنبع وتسبب في المزيد من الفيضانات في المناطق العليا. وقد نُشر عدد قليل جدًا من الأوراق البحثية حول مجتمعات الواجهة البحرية للنهر في هذه المنطقة.

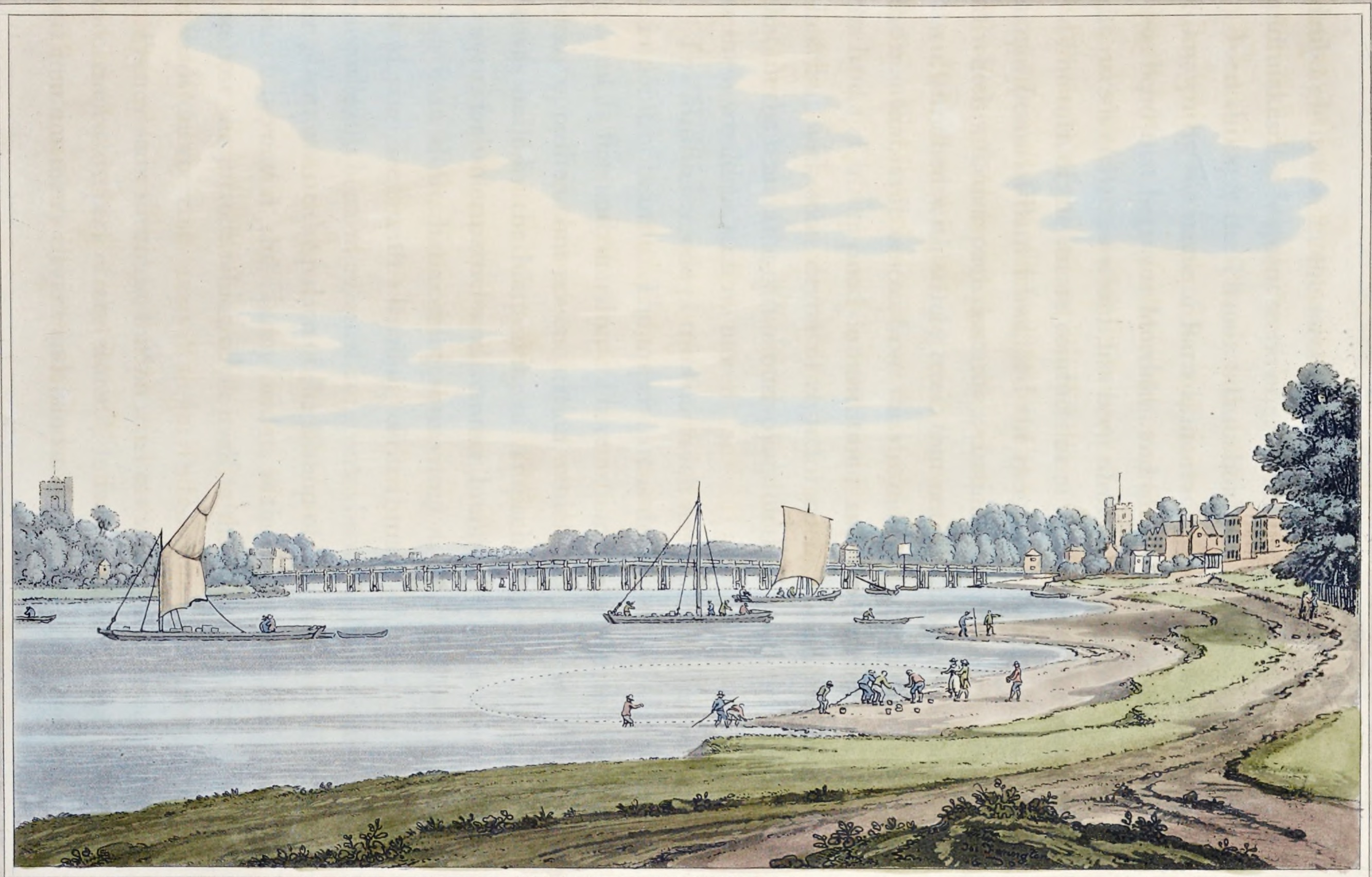
1
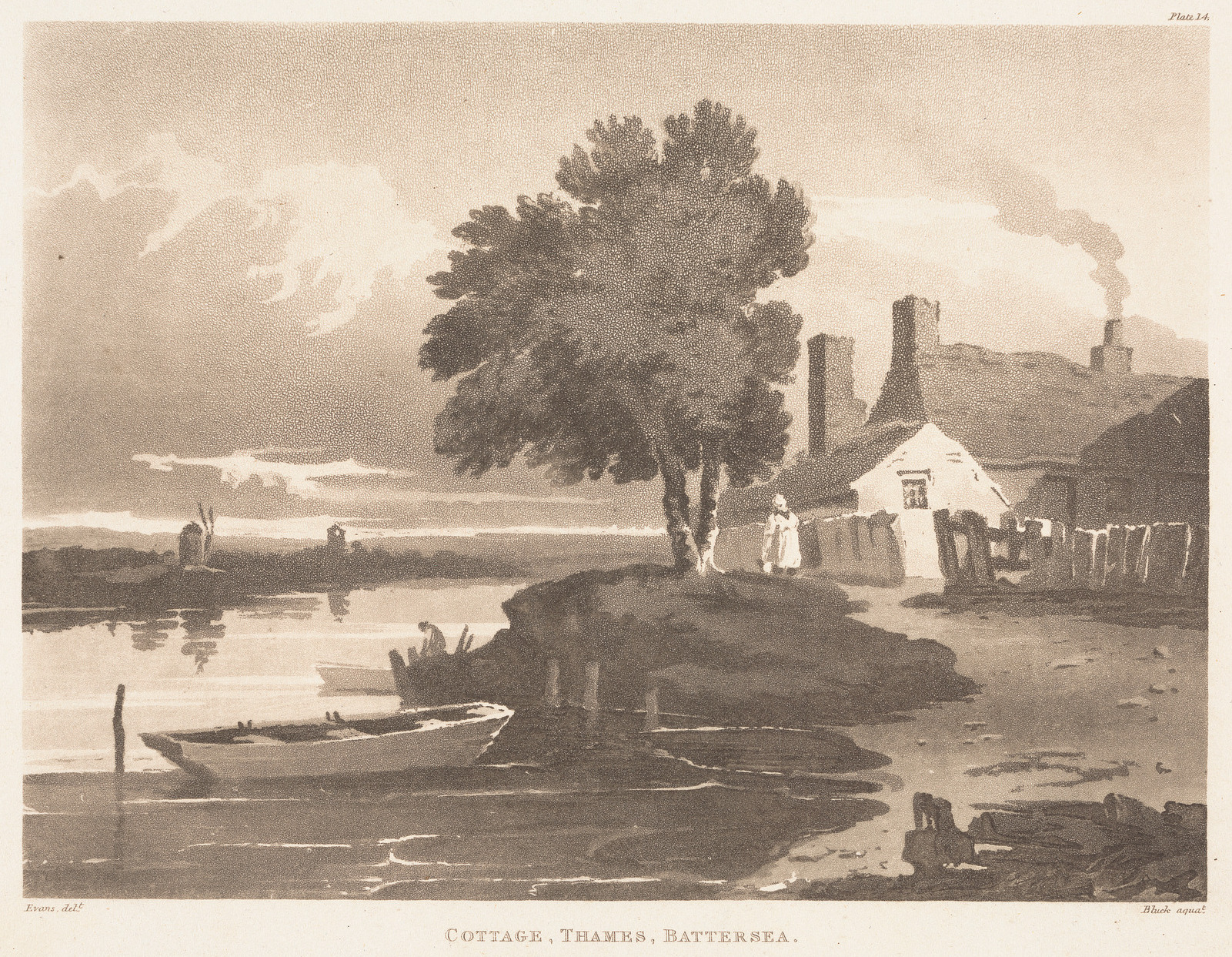
2
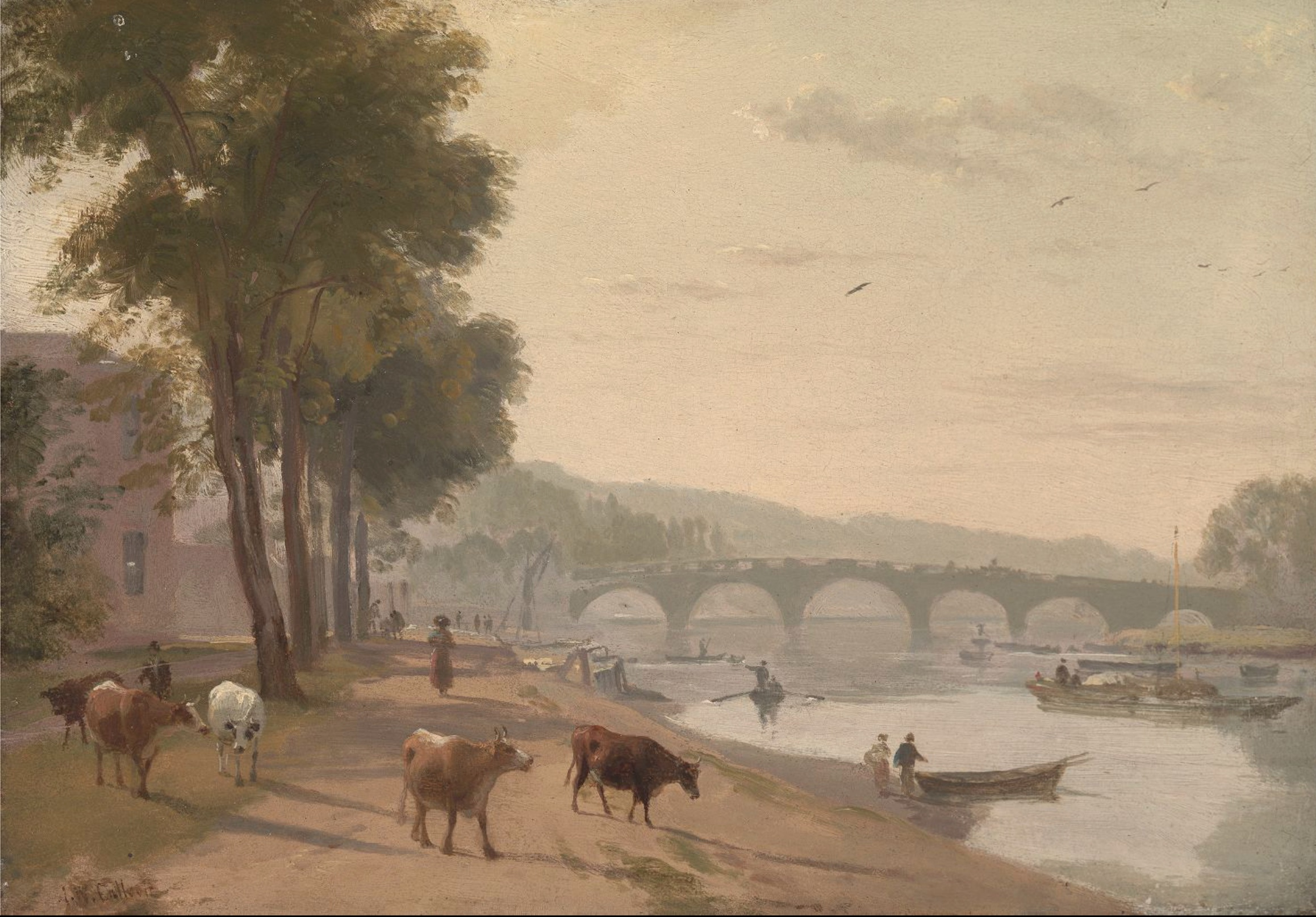
3
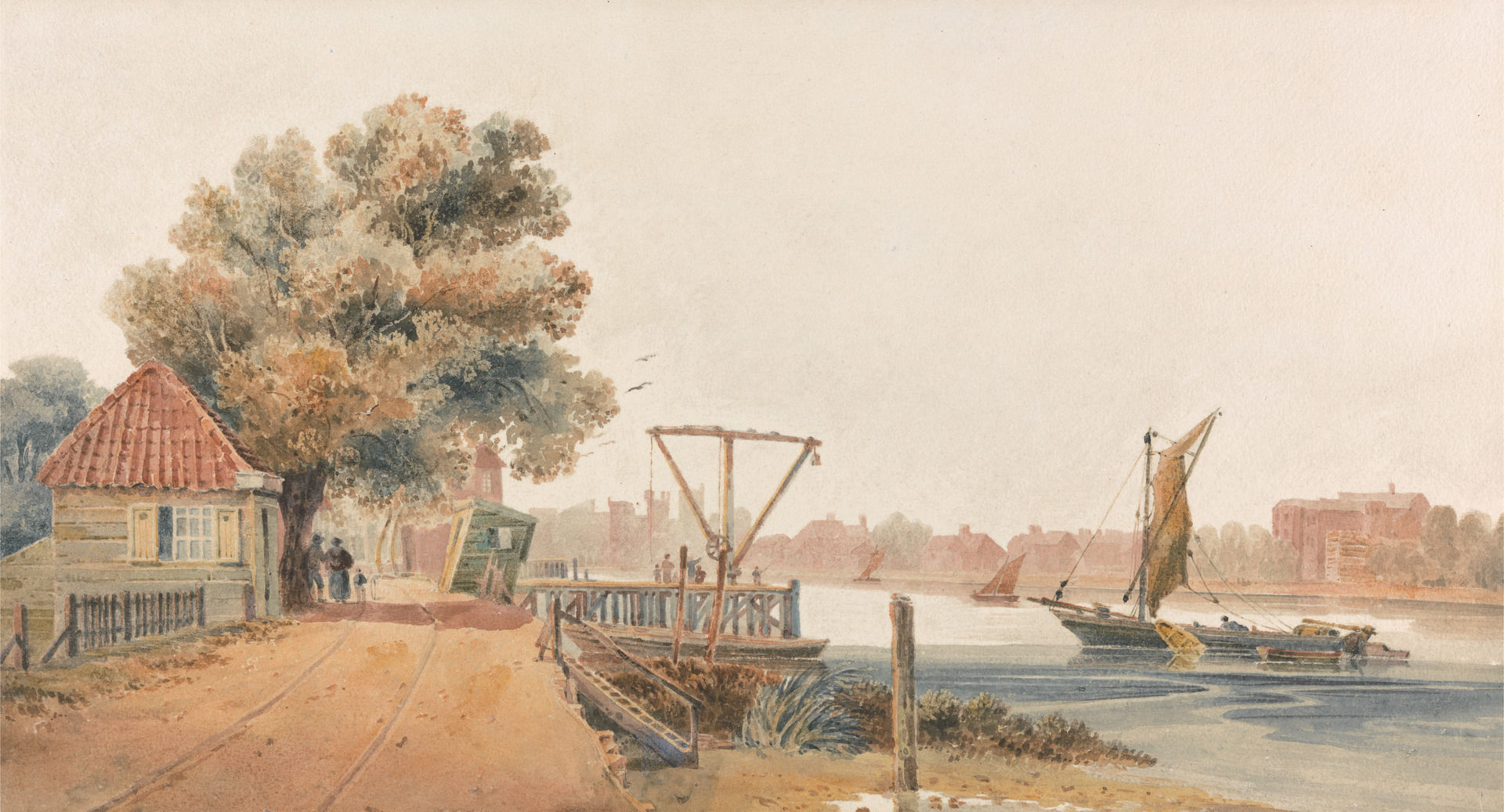
4
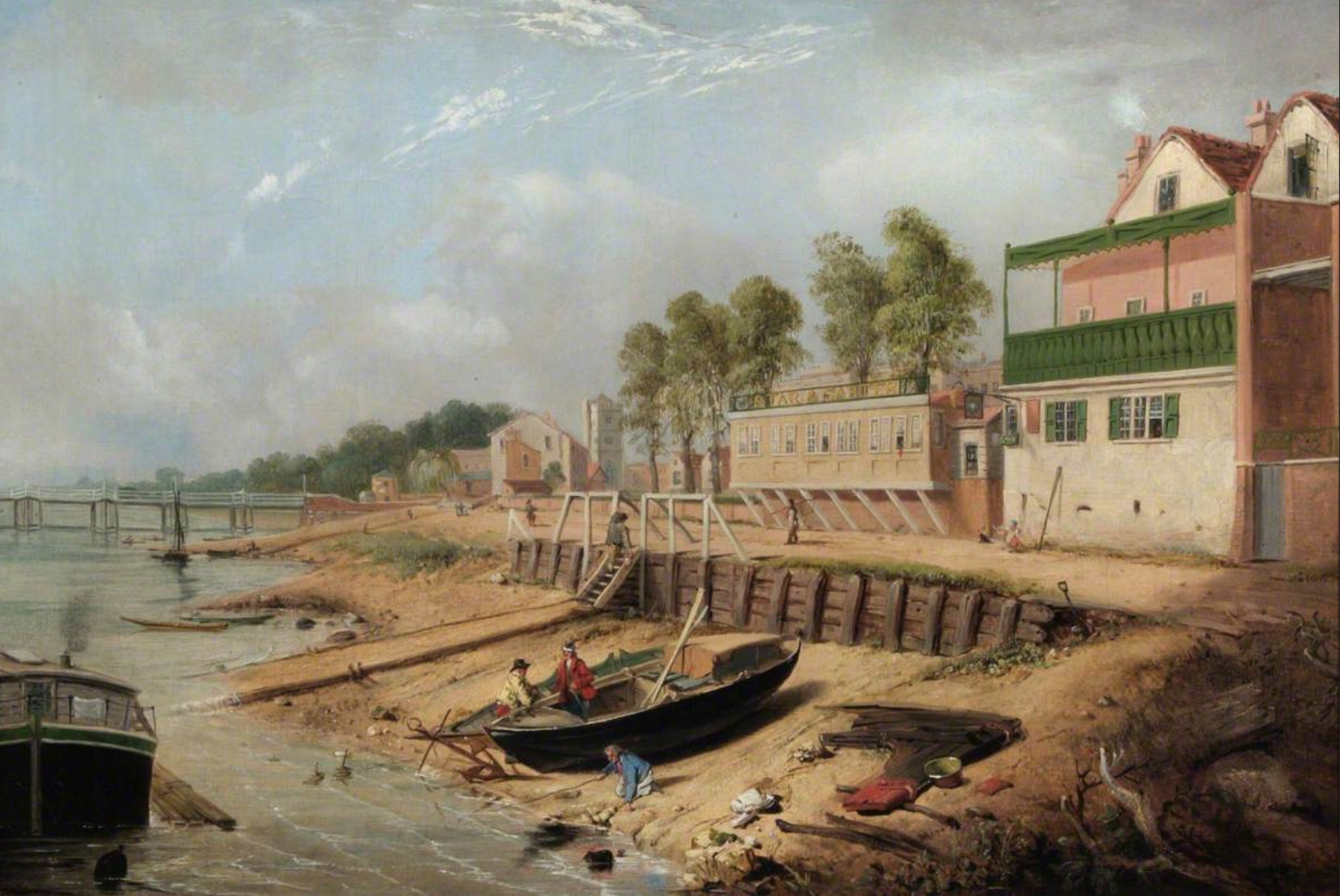
5
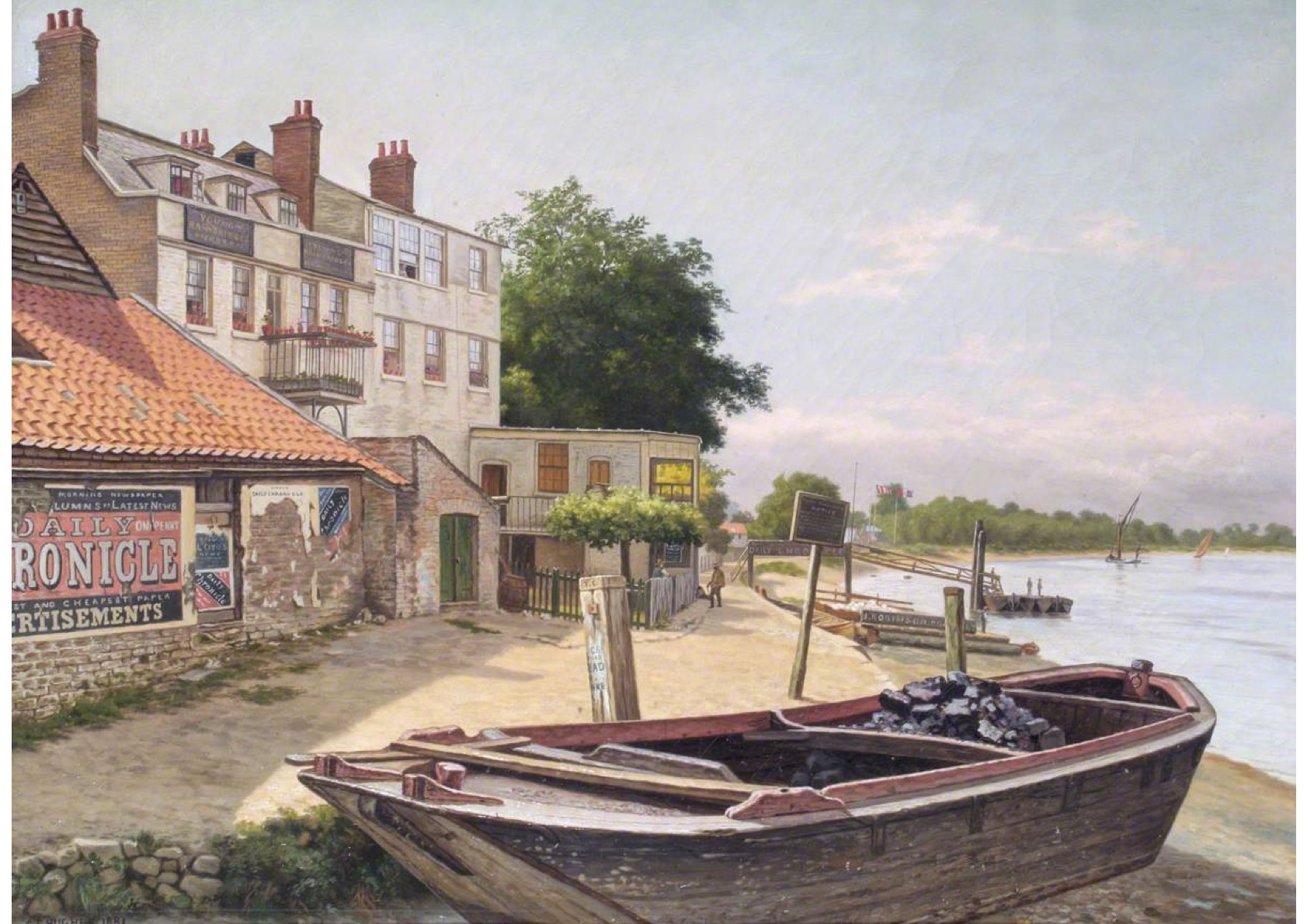
6

1. فولهام في عام 1792، جسر بوتني القديم. لاحظ ضفة النهر الطبيعية وتآكلها. ( جوزيف فارينغتون، RA، مطبوع)
2. كوخ، باترسي، 1809 (جون بلوك: مركز ييل للفنون البريطانية)
3. جسر ريتشموند حوالي عام 1810 (السير أوغسطس وول كالكوت RA: مركز ييل للفنون البريطانية)
4. ميلبانك Millbank 1810 ( ديفيد كوكس : مركز ييل للفنون البريطانية)
5. بوتني حوالي عام 1840. ولم يوجد بعد دفاعات التآكل العرضية. (وليام باروت: مجموعة واندسوورث)
6. بوتني حوالي عام 1880. الآن أصبح العنوان " الجسر (الضفة الاصطناعية)، بوتني، لندن". (جورج فريدريك هيوز: مجموعة واندسوورث)

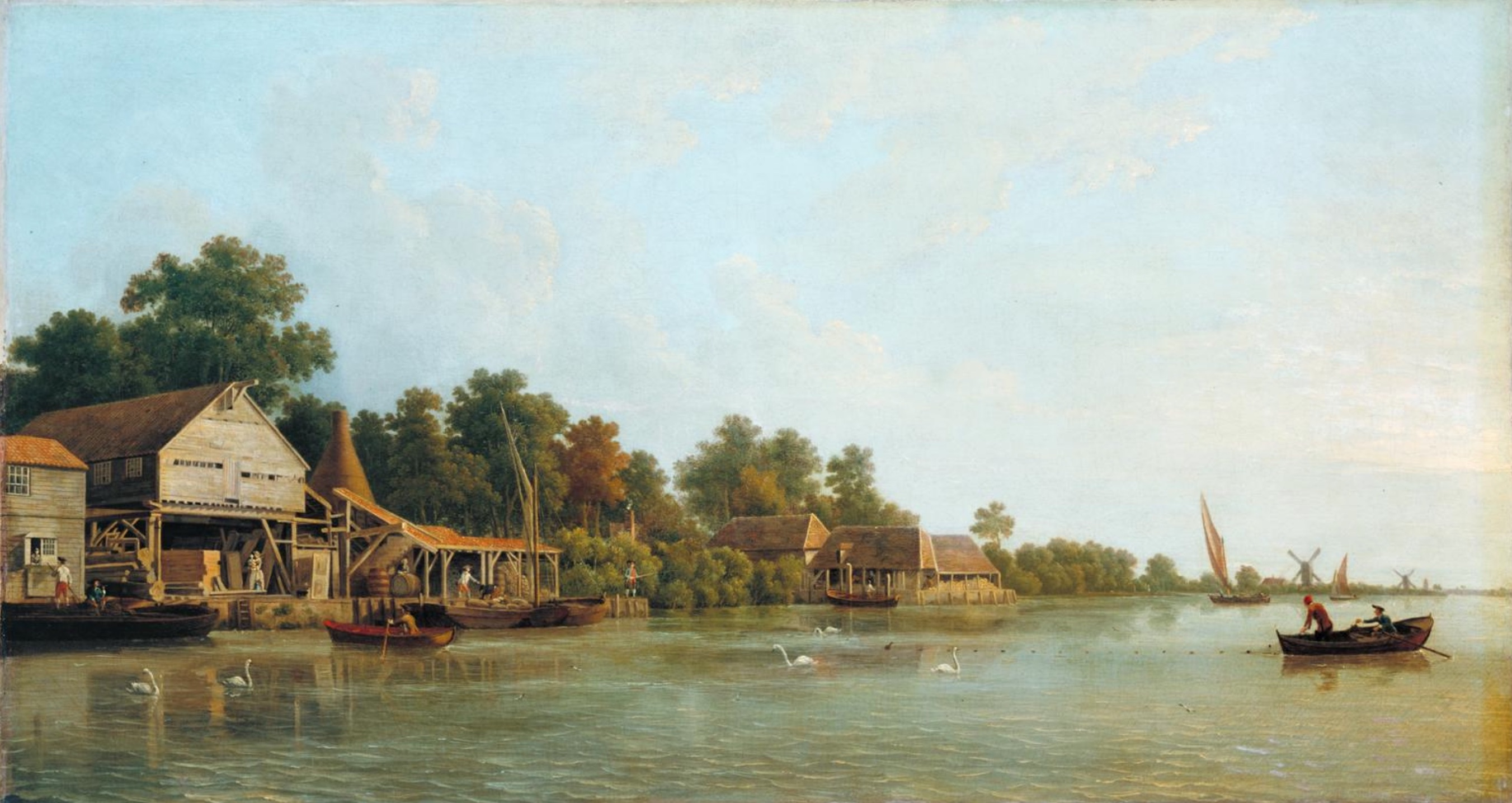
1. Nine Elms c. 1755
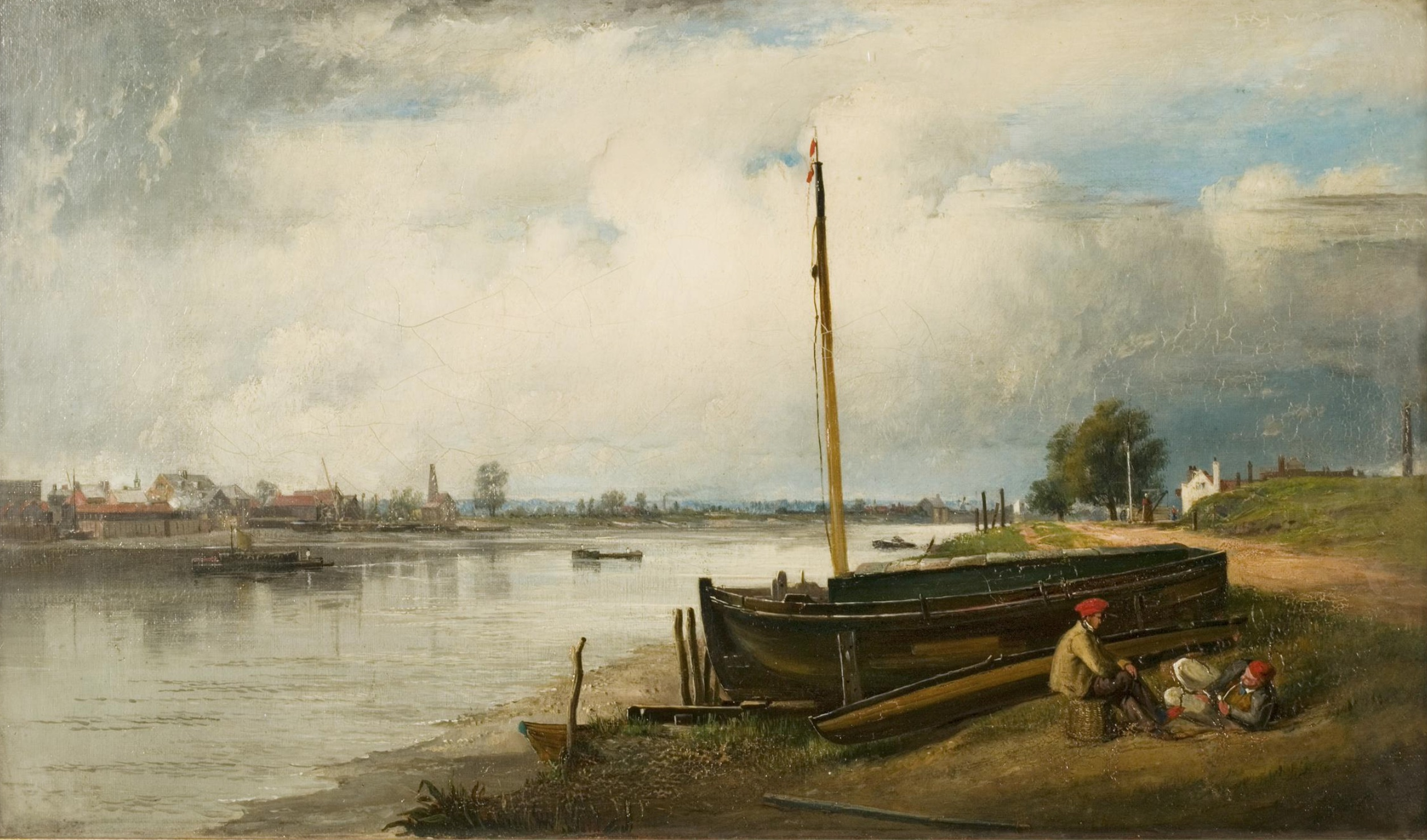
2. Millbank, prob. c. 1815
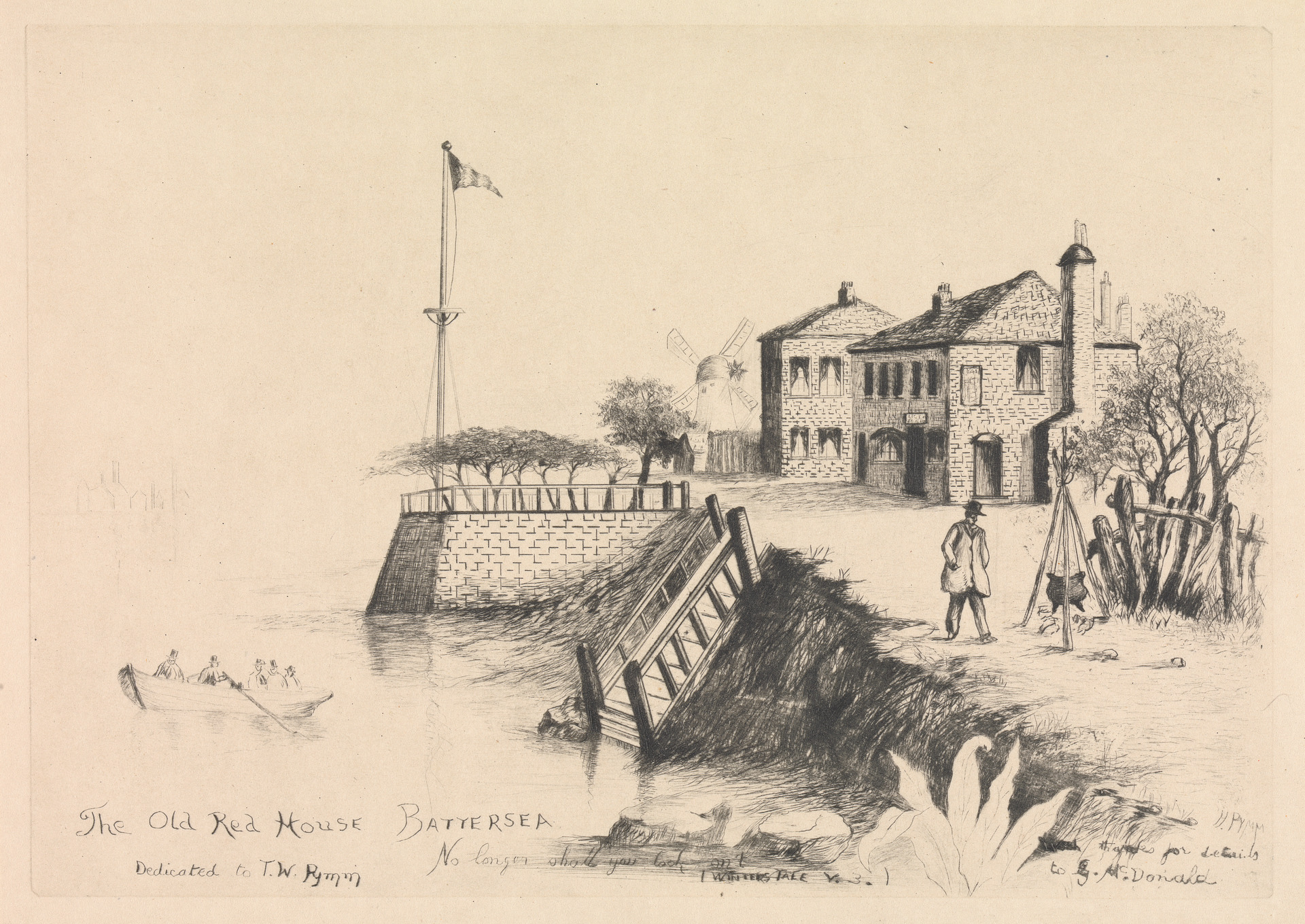
3. Battersea c. 1823
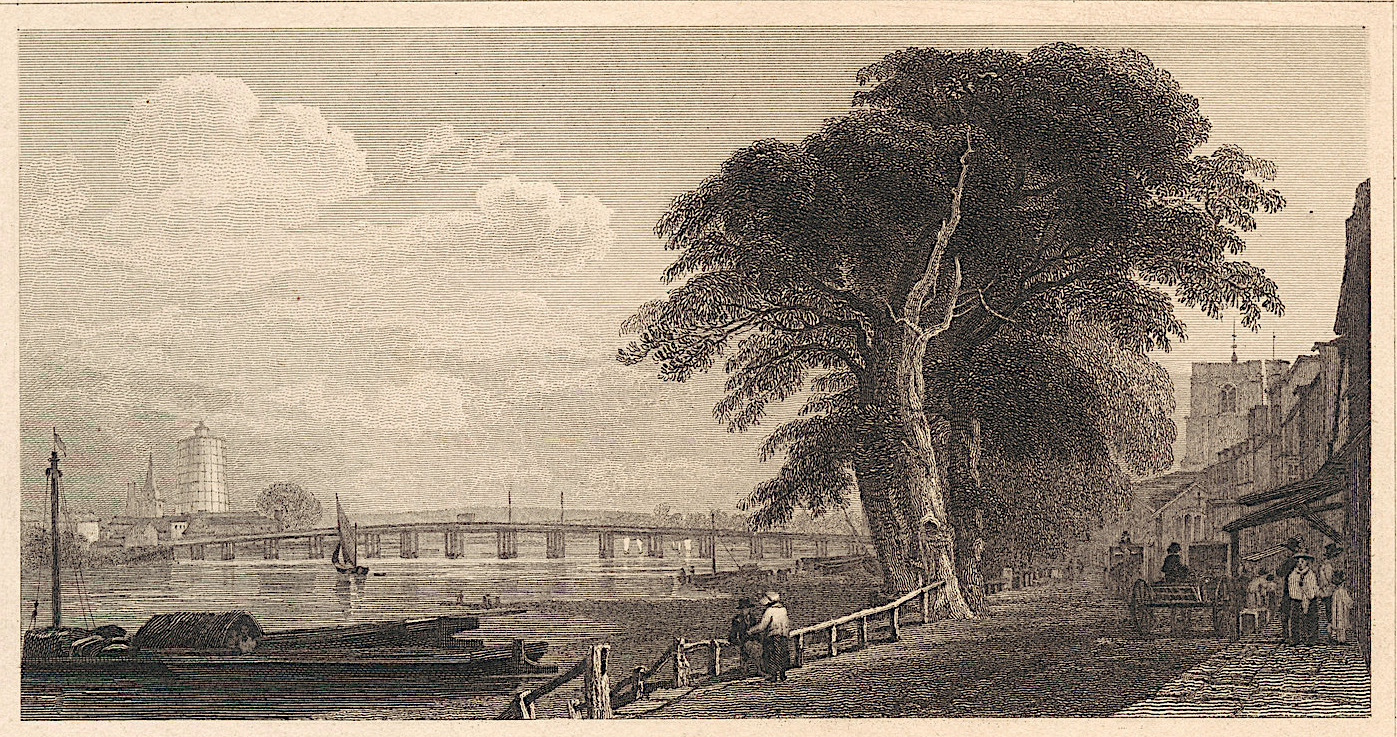
4. Chelsea 1825
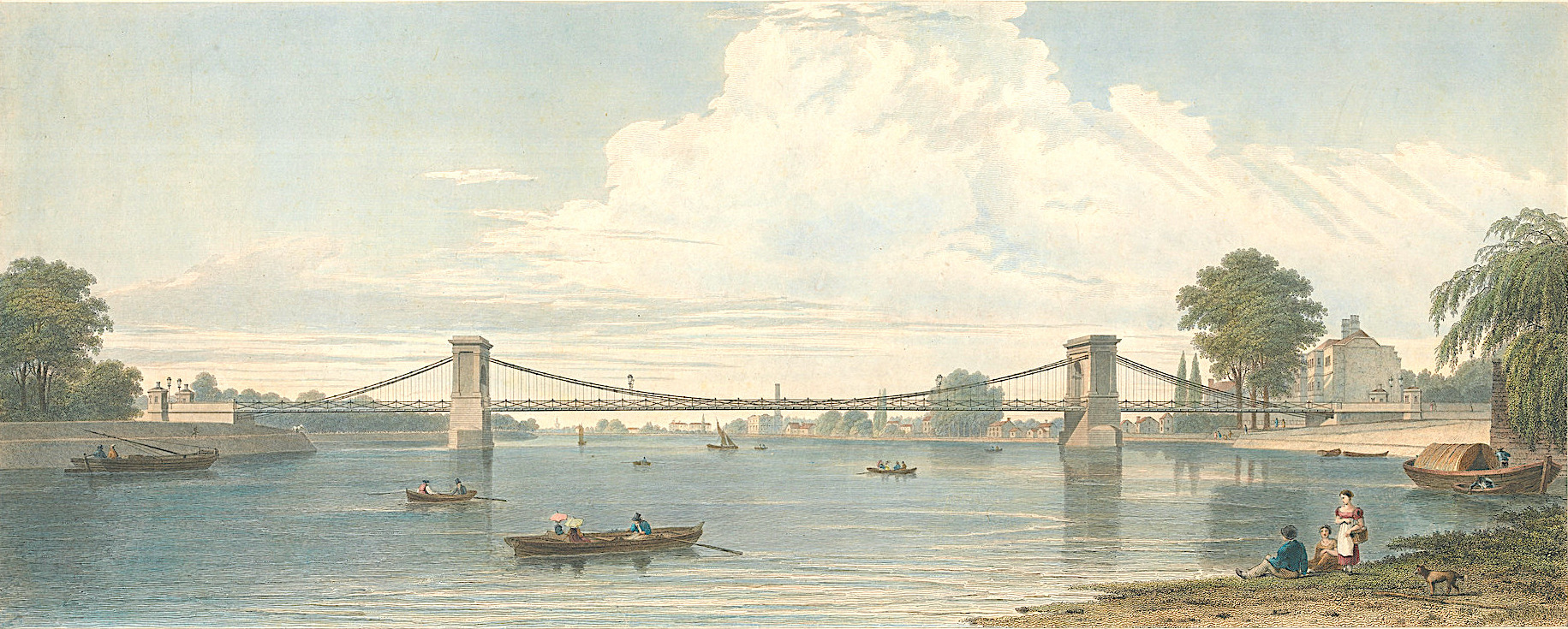
5. Hammersmith Bridge 1827

1. "غروب الشمس"، ساحة خشبية على اليسار ( صموئيل سكوت : تيت)
2. ( ريتشارد ريدجريف: متحف فيكتوريا وألبرت)
3. "البيت الأحمر القديم"  1823 (H. Pymm: YCBA)
4. نزهة في تشين باتجاه جسر باترسي، 1825 ( تشارلز هيث : YCBA)
5. بارنز على اليسار، هامرسميث على اليمين ( ليتيتيا بيرن : YCBA)

### شرق لندن

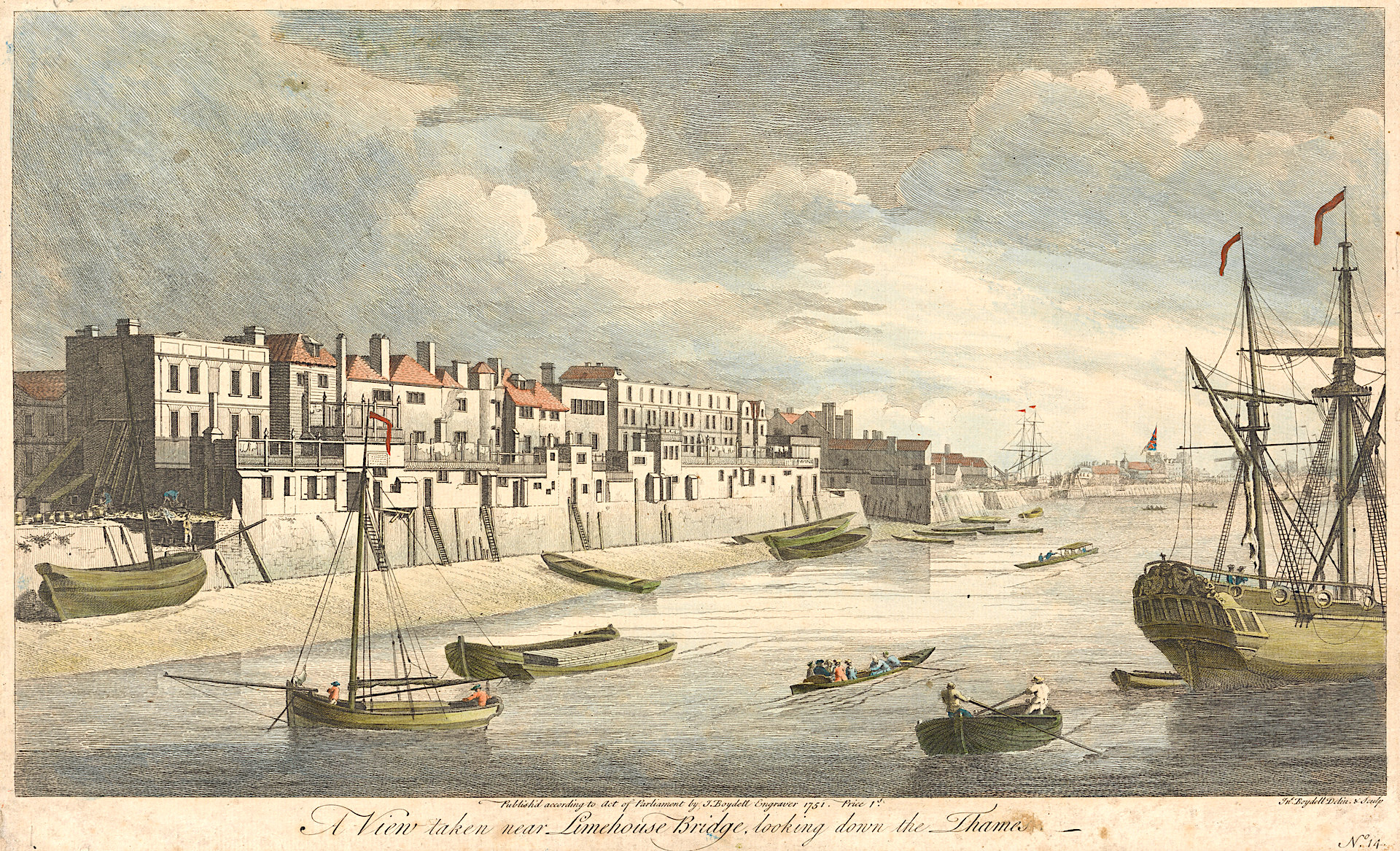
ضفاف النهر في لايمهاوس، 1750. لاحظ السلالم. (جون بويديل: مركز ييل للفن البريطاني)

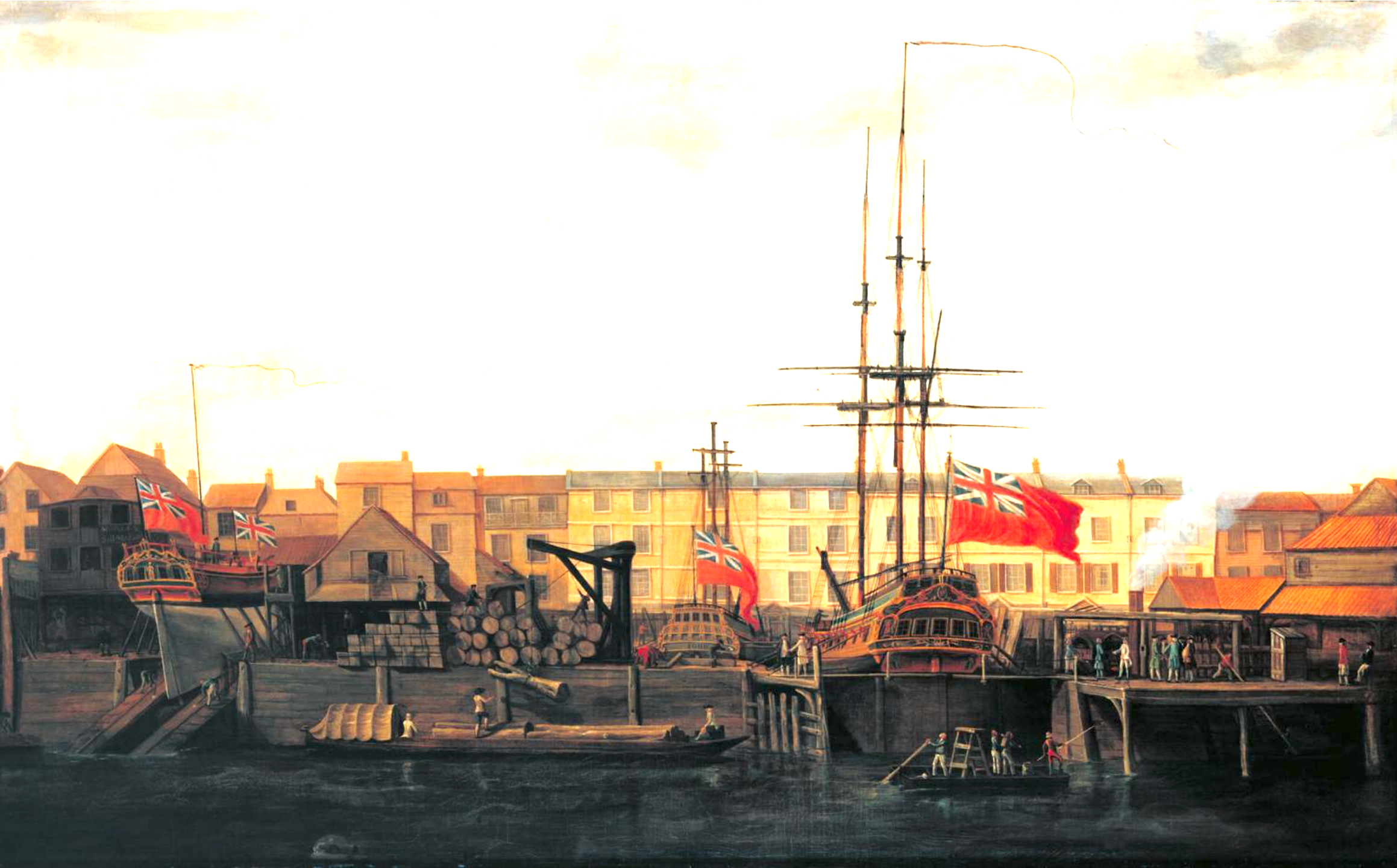
حوض بناء السفن في وابينغ، 1784. بحلول هذا التاريخ، كانت ضفاف النهر (لاحظ المنازل عليها) آمنة؛ وكانت أحواض بناء السفن والأرصفة تتعدى على النهر. (فرانسيس هولمان: تيت بريطانيا)

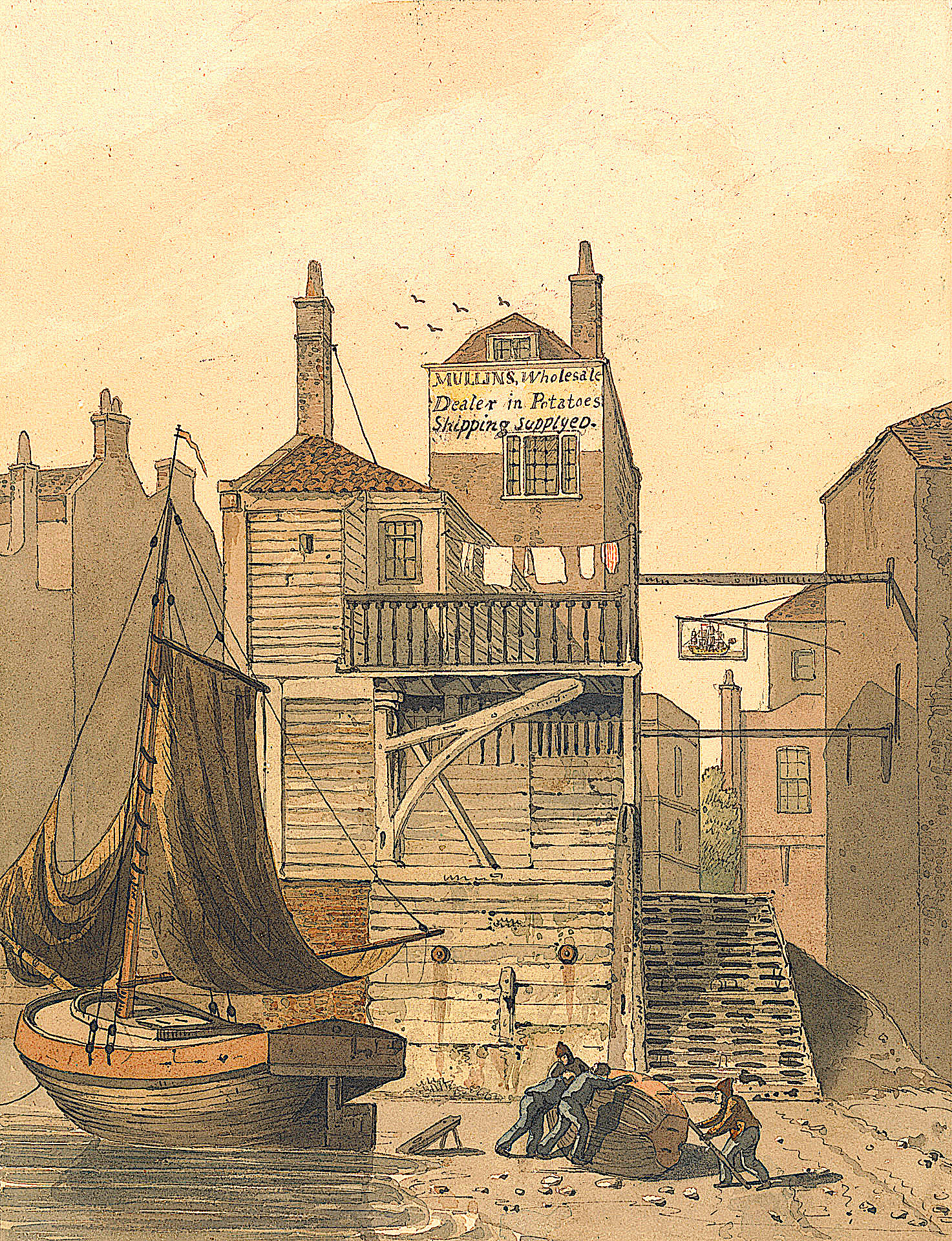
شادويل، ج. 1795. كانت الواجهة البحرية مليئة بالصناعات البحرية، ولم يكن هناك تأمين ضد الحرائق. (جورج شيبرد، The Ship Inn : مركز ييل للفن البريطاني)

إلى الشرق من برج لندن كانت هناك قرى وابينغ، وشادويل، وراتكليف، ولايمهاوس الواقعة على ضفة النهر، وهي كلها جزء من قصر ستيبني manor of Stepney الذي يعود تاريخه إلى العصور الوسطى. اكانت لمنطقة كلها مسطحة ومنخفضة. كانت هناك محاولات طويلة لاستصلاح مستنقع النهر، لكنها باءت بالفشل بسبب الخروقات التي حدثت لضفاف النهر بسبب المد والجزر غير الطبيعي.
كان من الممكن السير من البرج إلى راتكليف على طول قمة منحدر حصوي يطل على مستنقع نهر التايمز. كان هذا هو طريق راتكليف، وهو طريق جرى استخدامه بالفعل في العصر الروماني. ومع ذلك، كان الجنوب عبارة عن "مستنقع منخفض تغمره المياه يوميًا بسبب المد والجزر، ويُعرف باسم "Wapping in the Wose "، أو ببساطة Wapping Marsh أو Walmarsh.
في هذا الموقع اليقرب من لندن، ربما ترجع جدران النهر الأصلية إلى العصر السكسوني، على الرغم من عدم وجود سجلات لذلك. في عام 1325، قالت هيئة المحلفين - عندما سئلت عن الضفاف والخنادق بين سانت كاثرين ببرج وشادويل - إنها جرى إنشاؤها في فترة بعيدة من أجل احتواء 100 فدان من المستنقعات. علاوة على ذلك، جرى تطبيق القاعدة القديمة في ستيبني مانور. فقد مُنح المستأجرين الأرض بشرط أن يقوموا بإصلاح الضفاف. كان من المفترض أن يقوم اثنان من "حراس الجدران" بتفتيش المتقاعسين من المستأجرين وتوبيخهم. وكان بالإمكان تقديم المستأجرين المتخلفين عن السداد إلى المحكمة الإقطاعية ‏ وإجبارهم على دفع تعويضات ثلاثية عن الضرر الذي تسببوا فيه ("لكل بنس ثلاثة بنسات"). وعلى الرغم من ذلك، فقد اخترقت موجات المد الجدار مرة أخرى وأعادت غمر المستنقع.
في عام 1350 أسس إدوارد الثالث دير سانت ماري جريس على الجانب الشرقي من تاور هيل. في هذه المنطقة المهجورة لم يكن يعيش أحد سوى ناسك يدعى جون إنغرام مع بعض البجع. (يتم تخليد ذكراه في أسماء الأماكن في ووبينغ مثل جدار هيرميتاج.) كان الرهبان السيسترسيون في الدير ماهرين في تنظيف وتصريف المستنقعات. خلال المائتي عام التالية، أثناء عملهم شرقًا، وصلوا إلى استصلاح منطقة كبيرة.
ومع ذلك، بحلول عهد هنري الثامن، كانت منطقة وابينغ مارش "محاطة بالمياه ومغمورة بها لفترة طويلة". جرى استدعاء رجل من فليمنج يدعى كورنيليوس فاندردلف من برابانت وقام باستصلاح المستنقع واستعادته، والذي وُصف بأنه المنطقة الواقعة بين طريق راتكليف ونهر التيمز، والتي تقدر مساحتها بنحو 130 فدانًا. تبلغ مساحة المنطقة الواقعة بين الطريق السريع ونهر التيمز اليوم ما يزيد عن 130 فدانًا: ومن المحتمل أن المزيد من الأراضي قد جرى استصلاحها منذ أيام هنري من خلال عملية هادئة من التعدي التدريجي.

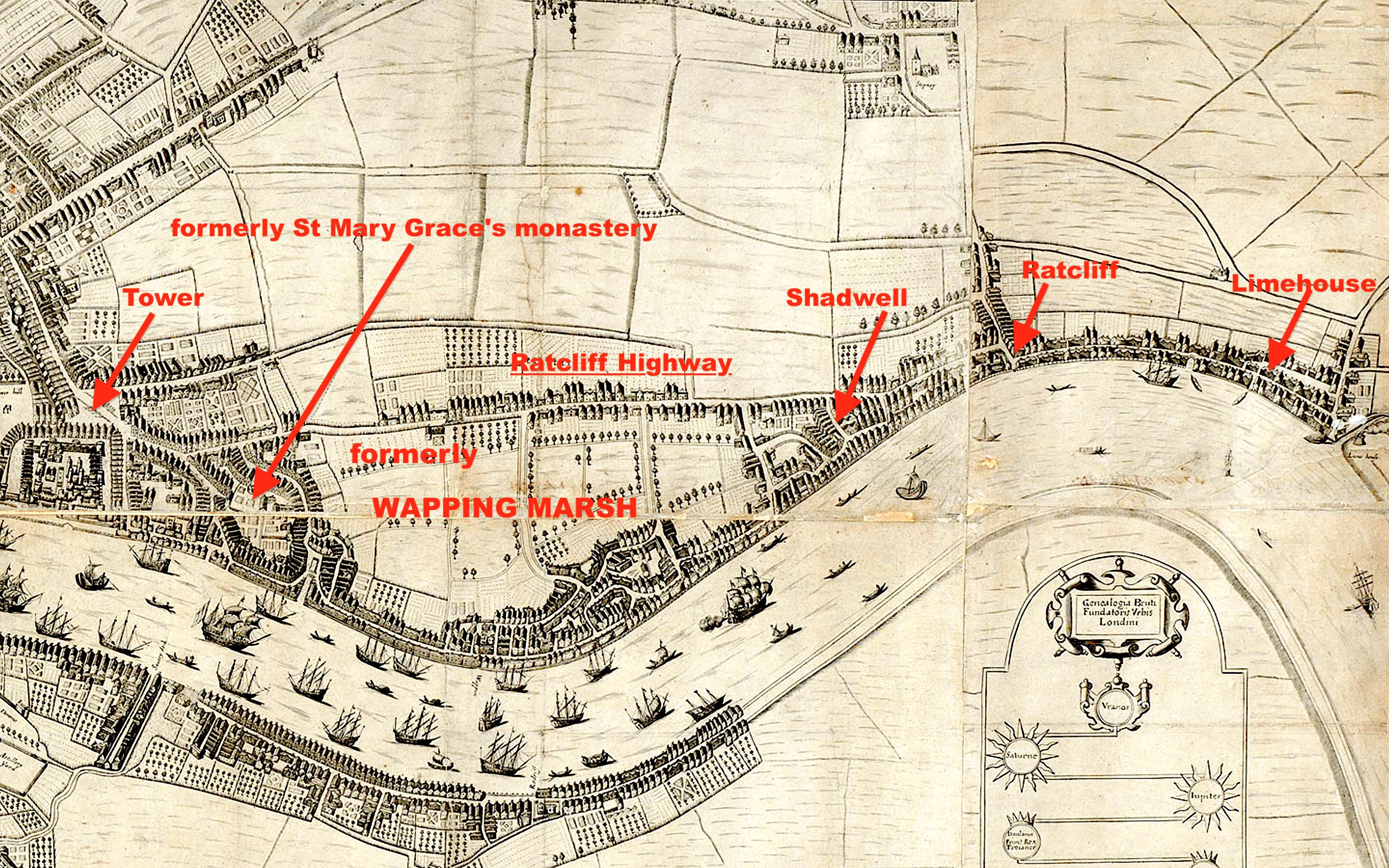
ميناء لندن بحلول عام 1660. تطور الشريط على طول الضفاف؛ وانتشر رعي الماشية في مستنقع وابينج، الذي أصبح الآن محاطًا. (خريطة أساسية من إعداد فيرثورن ونيوكورت، وهي خريطة شبه واقعية مبكرة للمنطقة)

ظلت هناك خروقات لمياه المد لتلك الضفاف، حتى توصل مفوضو الصرف الصحي في عام 1575 أخيرًا إلى حل لتشجيع الرجال على بناء منازل أعلى الضفاف نفسها، وبعد ذلك كانت صيانة الضفاف جيدة لدرجة أنه لم يُسمع عن المزيد من الخروقات.
لا تزال أسماء الأماكن التي تذكرنا بعمليات الاستصلاح لـ Wapping Marsh -مثل جدار وابينج Wapping Wall والضفة الخضراء Green Bank وجزيرة بروسموس Prusoms Island - موجودة حتى يومنا هذا. كانت هناك حاجة إلى إنشاء ضفاف عرضية لتصريف مياه المستنقعات، وشملت هذه الضفاف شارع جرافيل القديم [شارع وابينج الآن] وشارع جرافيل الجديد [شارع جارنيت]، "حيث كانت العربات المحملة بالحصى من الحقول المجاورة تمر إلى نهر التيمز، حيث كانت تستخدم في موازنة صابورة السفن".

#### الميناء
مع تطور الصناعة البحرية في إنجلترا، سرعان ما زاد تحصين الضفاف. "ومع انتشار المنازل شرقًا على طول خط جدران النهر، امتدت الأرصفة على طول الواجهة البحرية، واستقطعت مزيد من الأرض من النهر، وكان يُكب الطوب المسحوق، والجير المسحوق من أفران الجير، والطين والحصى والطمي، حيث وُضعت مباشرة على طمي النهر خلف سواتر خشبية لبناء الضفاف الاصطناعية". وفي عام 1598، كتب المؤرخ الإليزابيثي جون ستو :
بحلول عام 1600، امتدت التنمية في الشريط حول النهر ribbon development دون انقطاع تقريبًا على طول الشاطئ من المدينة إلى لايمهاوس.

#### سبب الحرب الاهلية
في عهد ستيوارت، فكرت حكومة تشارلز الأول، التي كانت تعاني من نقص المال، في خطة لتدبير بعض المال. وبدأ النائب العام إجراءات قانونية ضد أصحاب المنازل المبنية أعلى الضفاف، ووصفهم بأنهم متعدون. وطالب بإصدار أمر قضائي بهدم تلك المباني ما لم يلتزم أصحابها بدفع الإيجار للحكومة. وادعى أن نهر التيمز كان ذراعًا من البحر وميناءً ملكيًا صالحًا للملاحة، وأن الملك يمتلك تربة النهر بين علامتي المياه العالية والمنخفضة، و..
وحيث أن هذه المنازل ظلت قائمة هناك لسنوات عديدة ــ بل وقد كان هناك تشجيعًا رسميًا لبنائها ــ فلم يكن من المرجح أن يلقى هذا الادعاء استحسان هيئة المحلفين، ولكن محامي الحكومة وجدوا طرقا لتجنب المحاكمة أمام هيئة محلفين. وتعرض القضاة الذين لم تعجبهم القضية القانونية التي قدمتها الحكومة للضغوط أو جرى فصلهم. تسبب هذا النوع من المطالبة الملكية، الذي تكرر في أجزاء أخرى من البلاد، في إثارة استياء شديد لدرجة أنه قد ورد ذِكره في الاحتجاج الكبير Grand Remonstrance، الذي أدى إلى اندلاع الحرب الأهلية الإنجليزية.

#### خطر الحريق
بعد الحريق الكبير، فرضت لوائح البناء في لندن أن تكون المنازل مصنوعة من الطوب. ولكن جرى استثناء هذه المنطقة لتكون معفاة من ذلك الحظر، لأنه "كان يُعتقد أنه لا يمكن بناؤها على أعمدة خشبية مزروعة في طين نهر التيمز". وقد وصف روبن بيرسون النتيجة في كتابه تأمين الثورة الصناعية :
بحلول ستينيات القرن الثامن عشر، رفضت بعض مكاتب الإطفاء تأمين أي مبنى يقع ضمن مسافة 100 ياردة من ضفاف النهر، أو طلبت أقساطًا زائدة. أدى غليان القطران ومخزن الملح الصخري إلى إشعال حريق راتكليف الكبير (1794) الذي أتى على أكثر من 600 منزل. شهدت مدينة ووبينغ 13 حريقًا كبيرًا، وهو عدد أكبر من أي مكان آخر في إنجلترا. ومع ذلك، فقد عالجت الحرائق المشكلة من خلال إخلاء المباني الخطرة تدريجيًا.

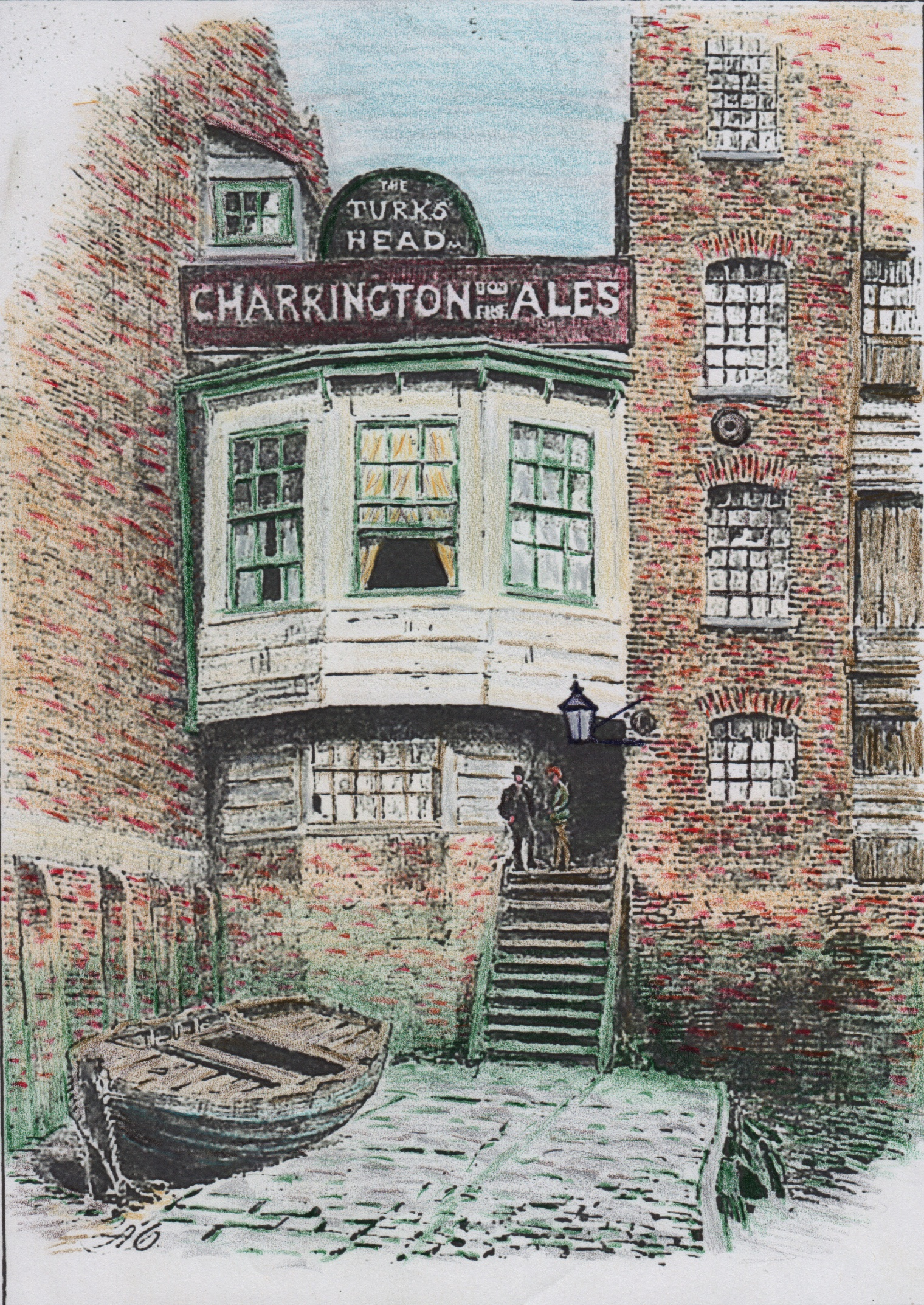
"رأس التركي".. Wapping
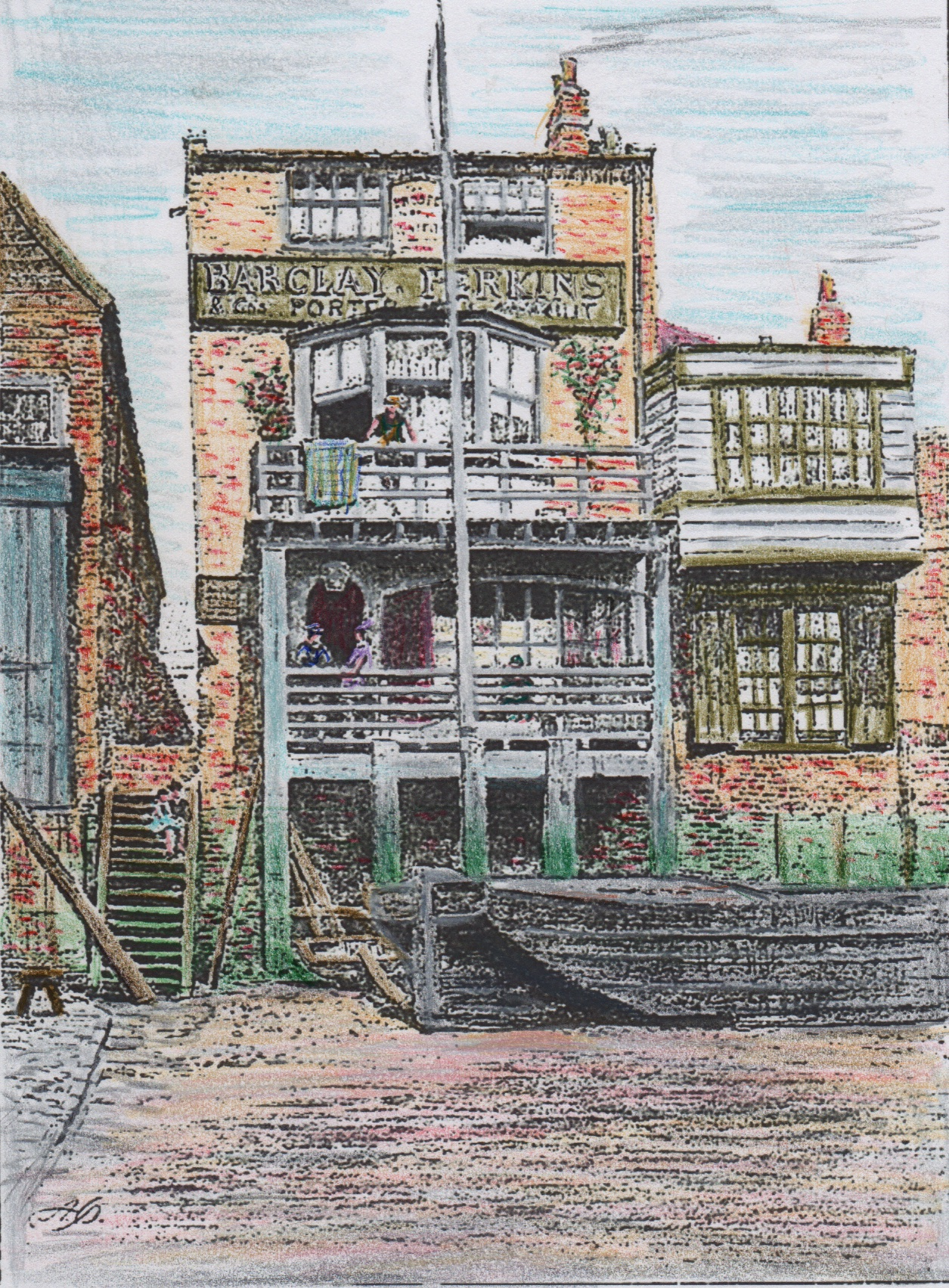
"ويتبي"، Shadwell
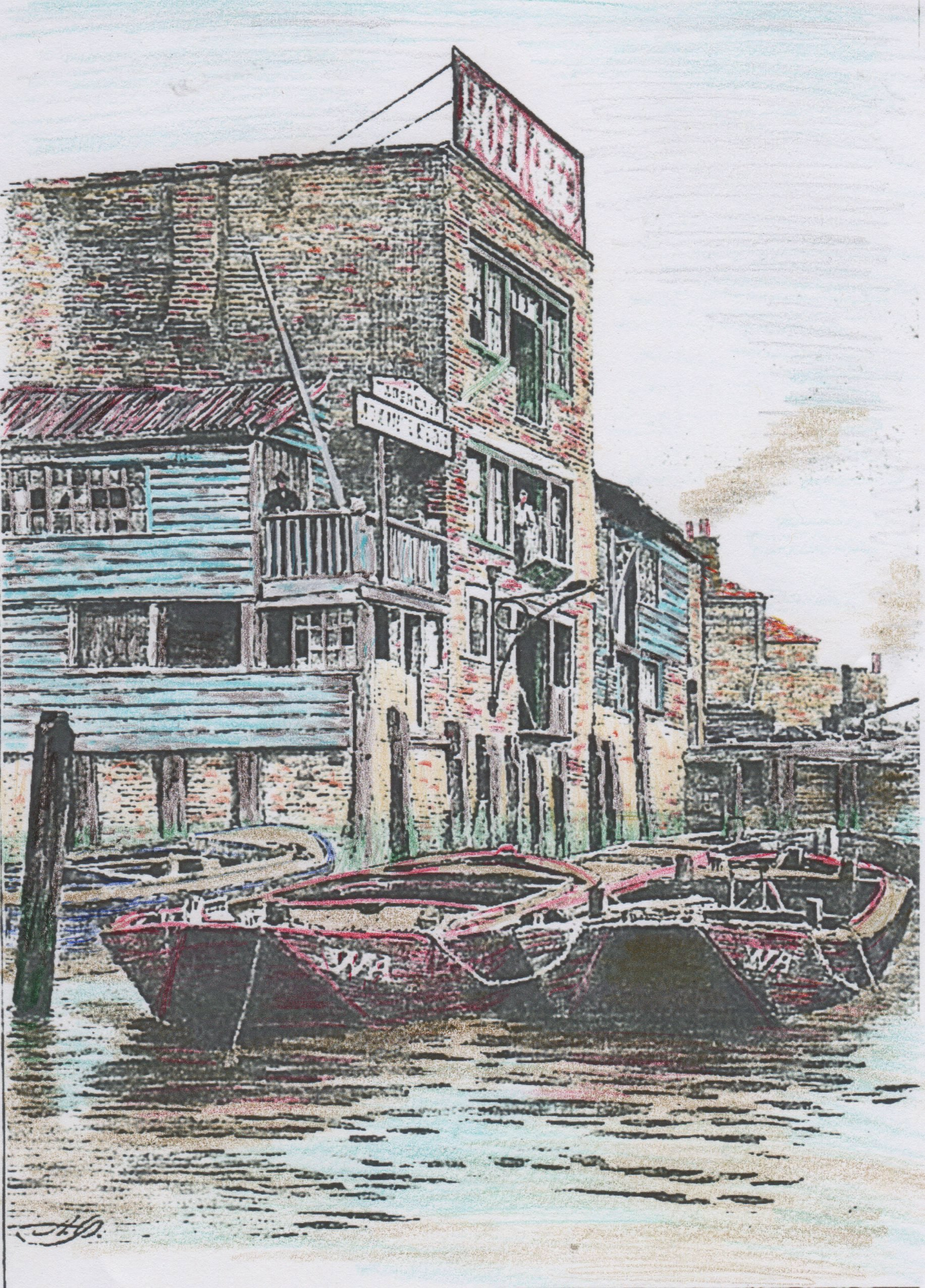
"الصانعان"، Limehouse

#### فيضانات متقطعة
تقع المنطقة المستصلحة أسفل علامة المياه المرتفعة، لذلك لم يكن هناك شيء سوى الجدار يمنعها من الغرق في الفيضان مرتين في اليوم. ولكن المد والجزر غير الطبيعي كان بإمكانه التغلب على هذه المشكلة، وخلال القرن التاسع عشر كان ذلك يحدث بتواتر متزايد.
في عام 1834، أدى المد والجزر الذي كان أعلى مما كان معروفًا منذ 40 عامًا إلى أضرار جسيمة ليس فقط في ووبينغ ولكن أيضًا في شادويل، وبلاكوال، وروثرهيث، وبلاك فرايرز. وفي العام التالي، تسببت عاصفة مدية في ارتفاع مستوى المد حيث أغرق شارع Wapping High Street، والذي كان يبحر فيه زورق صغير. في أكتوبر 1841، حدث شيء غير عادي عندما انخفض تيار الجزر إلى مستوى منخفض للغاية لدرجة أنه جعل السفن البخارية ترسو إلى القاع في نهر التيمز بل وجعل النهر قابلاً للعبور. ولكن عند ارتفاع مياه المد، تدفقت المياه إلى مائة شارع من شوارع ووبينغ، فغمرت الأقبية والمحلات التجارية ودفعت السكان إلى الطوابق العليا.
وفقًا لما ذكره رئيس دير ووبينغ، في عامي 1874 و1875، كانت القوارب تتحرك صعودًا وهبوطًا على طول شارع هاي ستريت بينما كان عُمق الماء تحتها خمسة أقدام.

#### الاكتشافات الأثرية
في عام 2005، أبلغ فريق من علماء الآثار عن حفريات في موقع خلف الجدار في شارع نارو، لايمهاوس. وأظهرت الاكتشافات ــ مقتنيات تضم مجموعة من الفخاريات المستوردة الفاخرة "غير المسبوقة في المملكة المتحدة" ــ مما يدل على أن سكان هذا المكان ربما كانوا أثرياء بشكل غير عادي. "ومن المرجح أنهم كانوا يتناولون الوجبات في أواني مائدة فاخرة تعود للقرون لمنطقة البحر المتوسط، ويُقدمون النبيذ في أكواب مصنوعة في أفضل مراكز الإنتاج في ذلك العصر". لقد أدرك الأثريون أن سكان القرن السابع عشر كانوا من القراصنة المتقاعدين من منطقة البحر الكاريبي، وتمكنوا من التعرف عليهم بالاسم

### جزيرة الكلاب

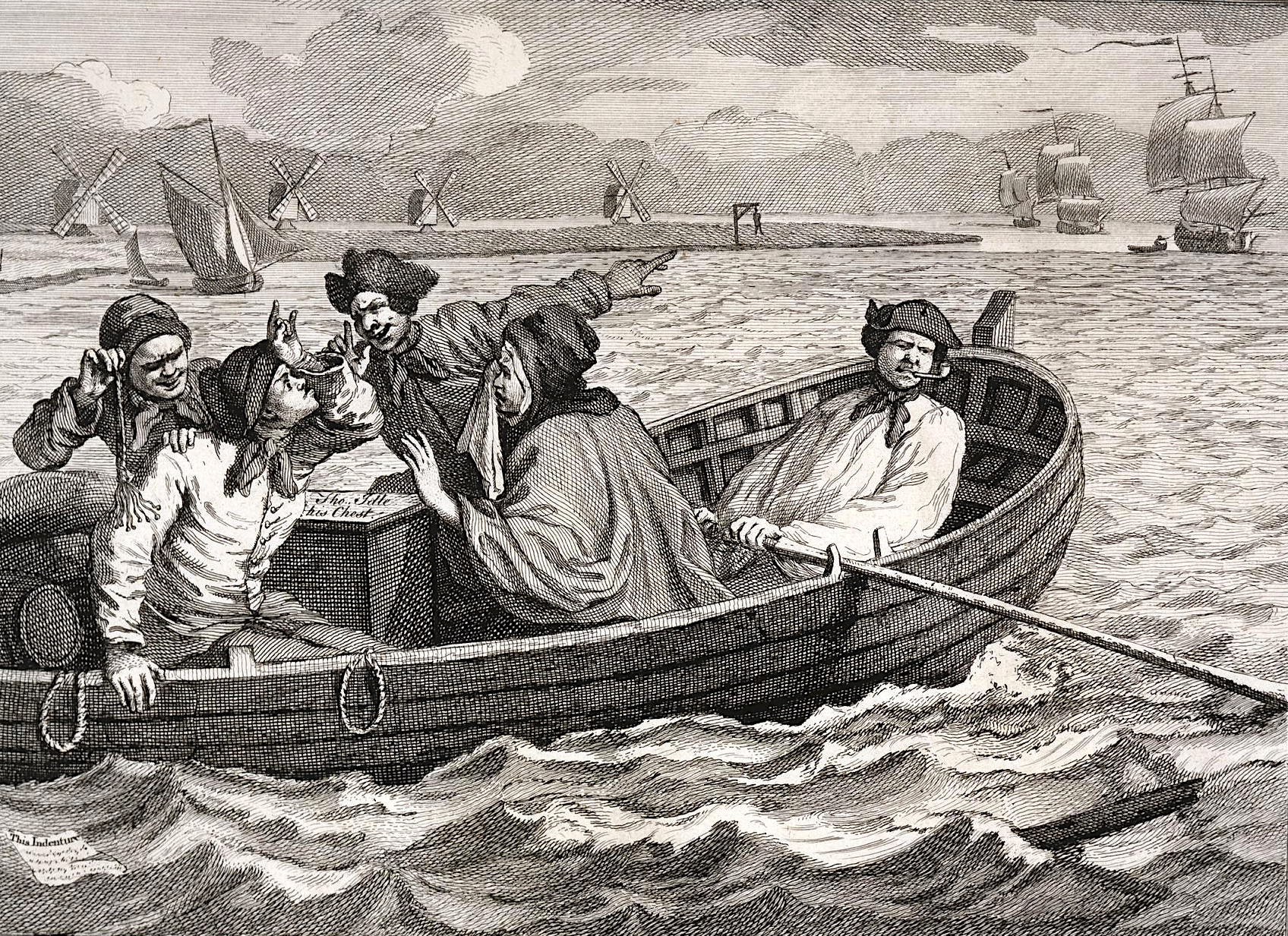
أربع طواحين هواء وقراصنة معلقون بالسلاسل على الضفة الغربية أو ضفة الطاحونة في جزيرة الكلاب، كما شوهد من Limehouse Reach (وليام هوغارث : المتحف البريطاني. للتفاصيل، انقر فوق "مزيد من التفاصيل")

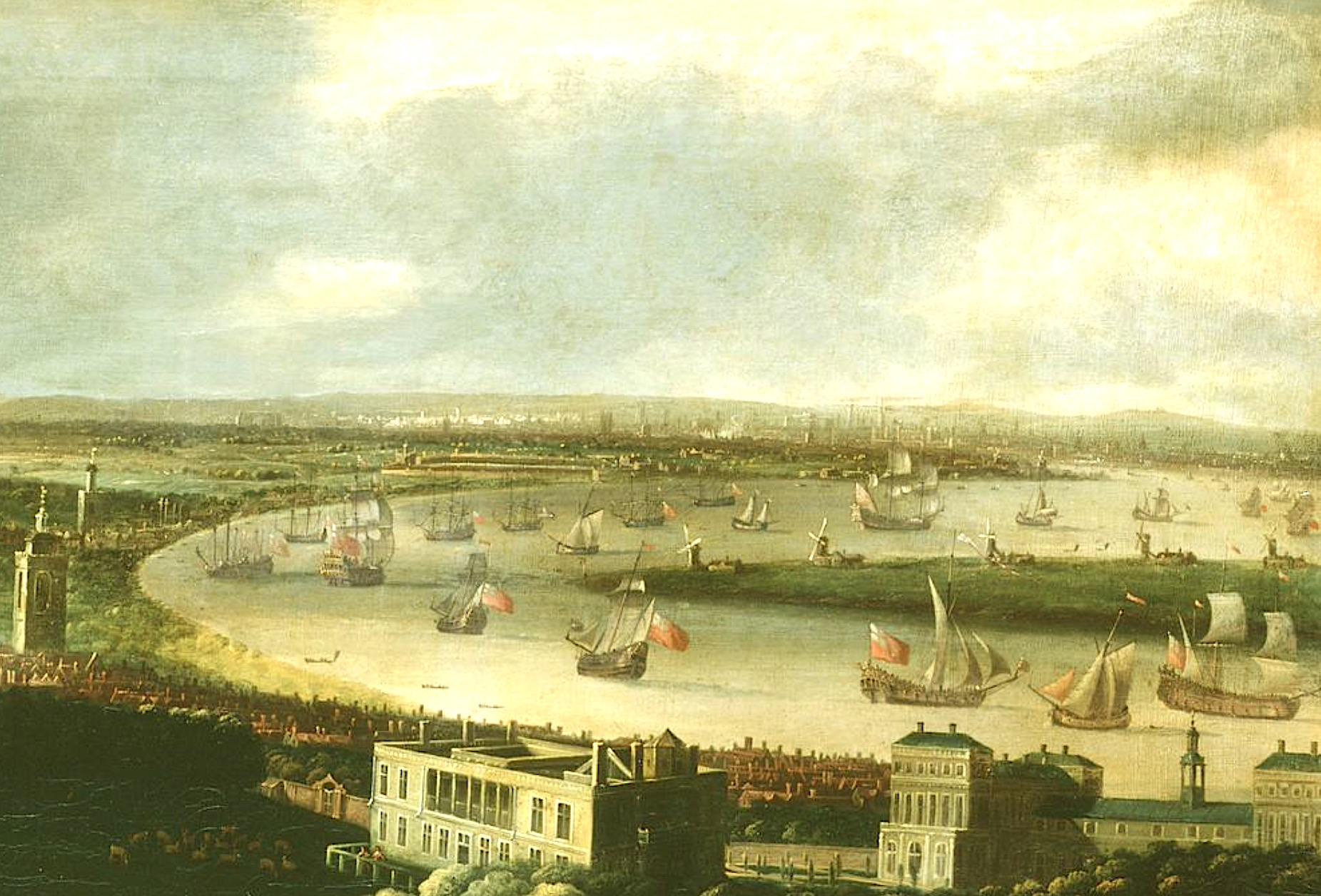
جدار الطاحونة كما يُرى من غرينتش، حوالي عام 1915. 1685 (المدرسة البريطانية، التفاصيل: Royal Collections Trust)

جزيرة الكلاب Isle of Dogs- في الواقع، شبه جزيرة تشكلت من خلال منعطف في نهر التيمز - كانت في الأصل مستنقعًا، يقع على عمق عدة أقدام تحت الماء عند المد العالي. في فترة ما، ربما في العصور الوسطى، جرى تجفيفها واستصلاحها. كانت مخصصة لتربية الماشية والأغنام، ووصفت بأنها أغنى مرعى في إنجلترا. ترعى الحيوانات أسفل مستوى المياه المرتفع، وكان المكان محميًا بضفاف اصطناعية للنهر (انظر الصورة). نظرًا لأنها كانت جزءًا من أبرشية ستيبني في العصور الوسطى، كانت المنطقة تُعرف باسم مستنقع ستيبني. كانت الكنيسة المنعزلة، والتي تحولت لاحقًا إلى مزرعة، هي المبنى الوحيد الموجود هناك. احتفظت المنطقة بطابعها الرعوي حتى منتصف العصر الفيكتوري.
في 25 مارس 1448، وبسبب خطأ أحد "الرجال المحترمين" "جون هاربور"، الذي لم يقم بإصلاح الضفة المقابلة لـ "ديبتفورد ستروند "، تسببت قوة المد والجزر في حدوث ثغرة بطول 100 ياردة، مما أدى إلى غرق 1000 فدان من الأراضي المجاورة للنهر. وهذا ما قررته هيئة المحلفين. ظلت الأرض تحت مياه المد والجزر لمدة 40 عامًا. وقد وقعت خروقات للضفاف بسبب المد والجزر في أماكن أخرى وفي أوقات أخرى.

#### ميلوول Millwall
وكانت الضفة الغربية معرضةً للرياح العاصفة. وقد بُنيت حوالي سبع طواحين هوائية لطحن الذرة فوقها للاستفادة من هذه طاقة الرياح. وقد أصبح يُعرف باسم ميلوول Millwall أو ضفة الطواحين: في وقت من الأوقات كانت جزيرة الكلاب نفسها معروفة بهذا الاسم. كان القراصنة في بعض الأحيان يُشنقون أو يُعلقون بالسلاسل على الضفاف، كتحذير للسفن العابرة.

#### سراب جزيرة الكلاب
كان بإمكان الأشخاص الواقفين على ضفة نهر غرينتش، وهم ينظرون إلى جزيرة الكلاب، رؤية ظاهرة غريبة. في العادة، لم تكن الماشية في جزيرة الكلاب مرئية، لأنها كانت ترعى في أراضي منخفضة خلف الضفاف المرتفعة. لكن في بعض الأحيان، عندما يرتفع المد، تبدو الحيوانات وكأنها تطفو إلى الأعلى بشكل واضح. اعتقد البعض أن جزيرة الكلاب نفسها كانت ترتفع مع المد. وقد فسر العلماء، مثل إدموند هالي وتشارلز هوتون، هذه الظاهرة بأنها سراب - ناجم عن الرطوبة التي تغير معامل الانكسار في الغلاف الجوي. وكانت صورة الماشية تختفي عن الأنظار عندما تنخفض تيارات المد مرة أخرى.

#### الثغرة الكبرى
كانت Poplar Gut جزءًا مقطوعًا من عنق جزيرة الكلاب (عنق شبه الجزيرة هو منطقة ضيقة تربطها باليابسة). ولكن لربما كان من الممكن إتمام صيانة ضفاف النهر فيها.
المصير التقليدي للتكوينات الجيولوجية مثل جزيرة الكلاب هو الانقطاع المتعرج meander cutoff، ويحدث ذلك عندما يأخذ النهر طريقًا مختصرًا عبر عنق شبه الجزيرة، وبالتالي تتحول شبه الجزيرة إلى جزيرة؛ ويُترك المنحنى القديم على شكل بحيرة على شكل قوس ثور بحيرة أوكسبو. والسؤال هو لماذا لم يحدث هذا في جزيرة الكلاب، مما أدى إلى تحول غرينتش ودبتفورد إلى مجرد قرى صغيرة على ضفاف البحيرة.
سجل صامويل بيبس في مذكراته بتاريخ 23 مارس 1660 ما يلي:
كان الخرق العظيم الذي رآه بيبس في الجدار الغربي. وقد حدث ذلك من خلال حفر الصابورة على الشاطئ. وعند الانتباه لهذه المشكلة، كانت المد والجزر القادمان قد جرفا بحيرة دائمة تمتد لمسافة كبيرة عبر عنق شبه الجزيرة. (ربما كان هناك خط ضعف هناك طوال الوقت. تُظهر خريطة تعود إلى عام 1593 مجرى مائيًا صغيرًا يقطع المسار المتعرج بالكامل، وهو المكان الذي تطور فيه الخرق الكبير لاحقًا تقريبًا. )
في خريطة جاسكوين لعام 1703، كانت البحيرة تسمى "The Breach" (في الخرائط اللاحقة، "Poplar Gut"). تبلغ مساحتها حوالي 5 أفدنة، وكان الناس يصطادون فيها من القوارب. كان مئات من سكان شرق لندن يذهبون للسباحة هناك في أيام الصيف. المنطقة الواقعة بين نهر التايمز والبحيرة تحمل علامة "Old Breach"، وهو اسم مكان يشير إلى أن هذا حدث هناك من قبل. وقد بُني جدار على شكل "حدوة حصان" حوله؛ وكان هذا أمرًا معتادًا عندما كان من الصعب للغاية إصلاح ثغرة في الجدار الأصلي. وقد جرى استخدام المساحة الناتجة على ضفة النهر (أو "فورلاند") لتخزين الأخشاب الرطبة. وكان ارتفاع جدار النهر 15 قدمًا وعرضه 18 قدمًا عند قمته، وكان أعرض عند قاعدته.
كانت Poplar Gut سمة بارزة حتى عام 1800، عندما جرى استيعابها بواسطة أرصفة غرب الهند ‏ الجديدة. اليوم أصبح الموقع جزءًا من الميزة الزخرفية لـ Middle Dock في الحي المالي كناري وارف Canary Wharf.

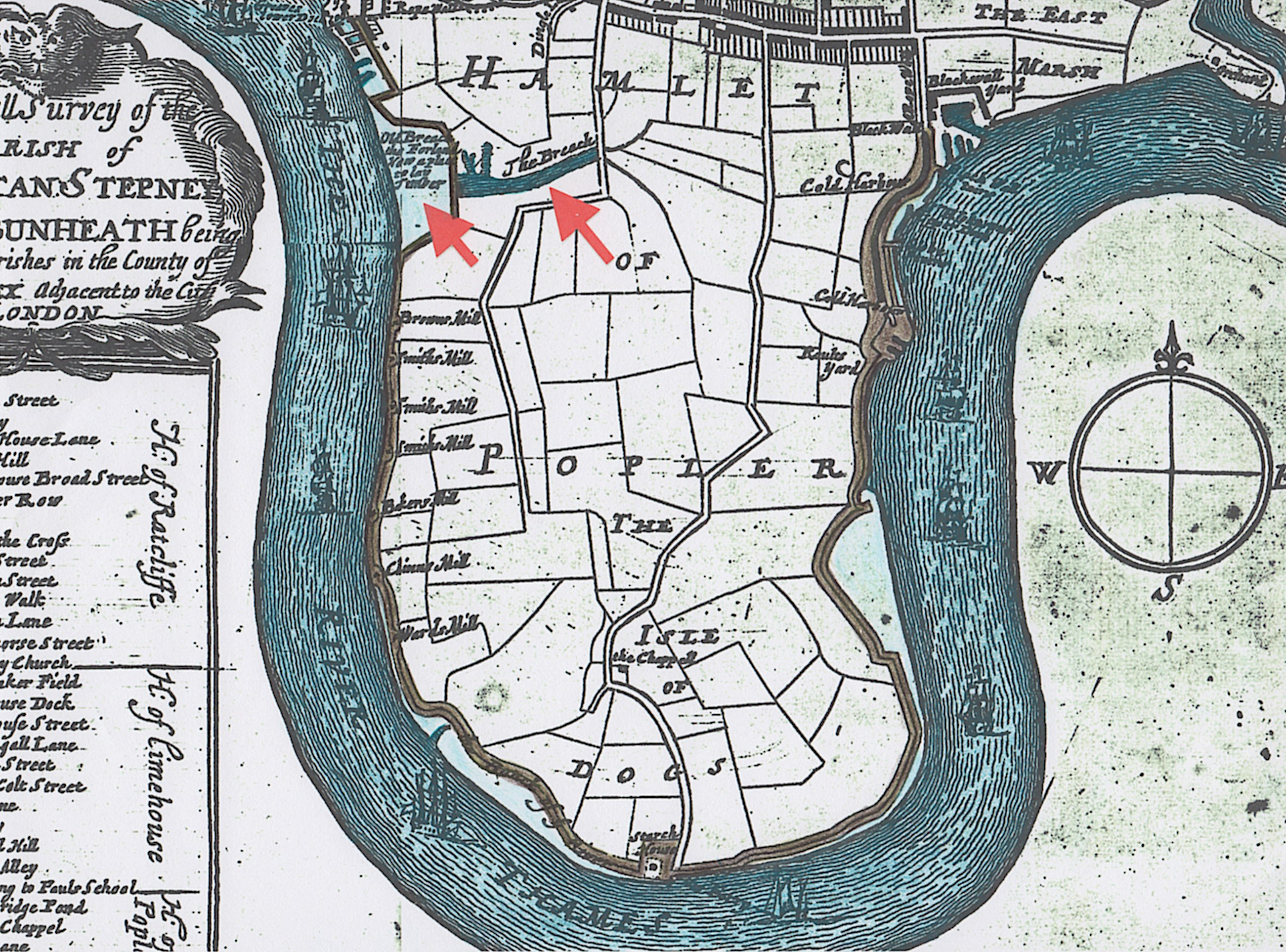
1
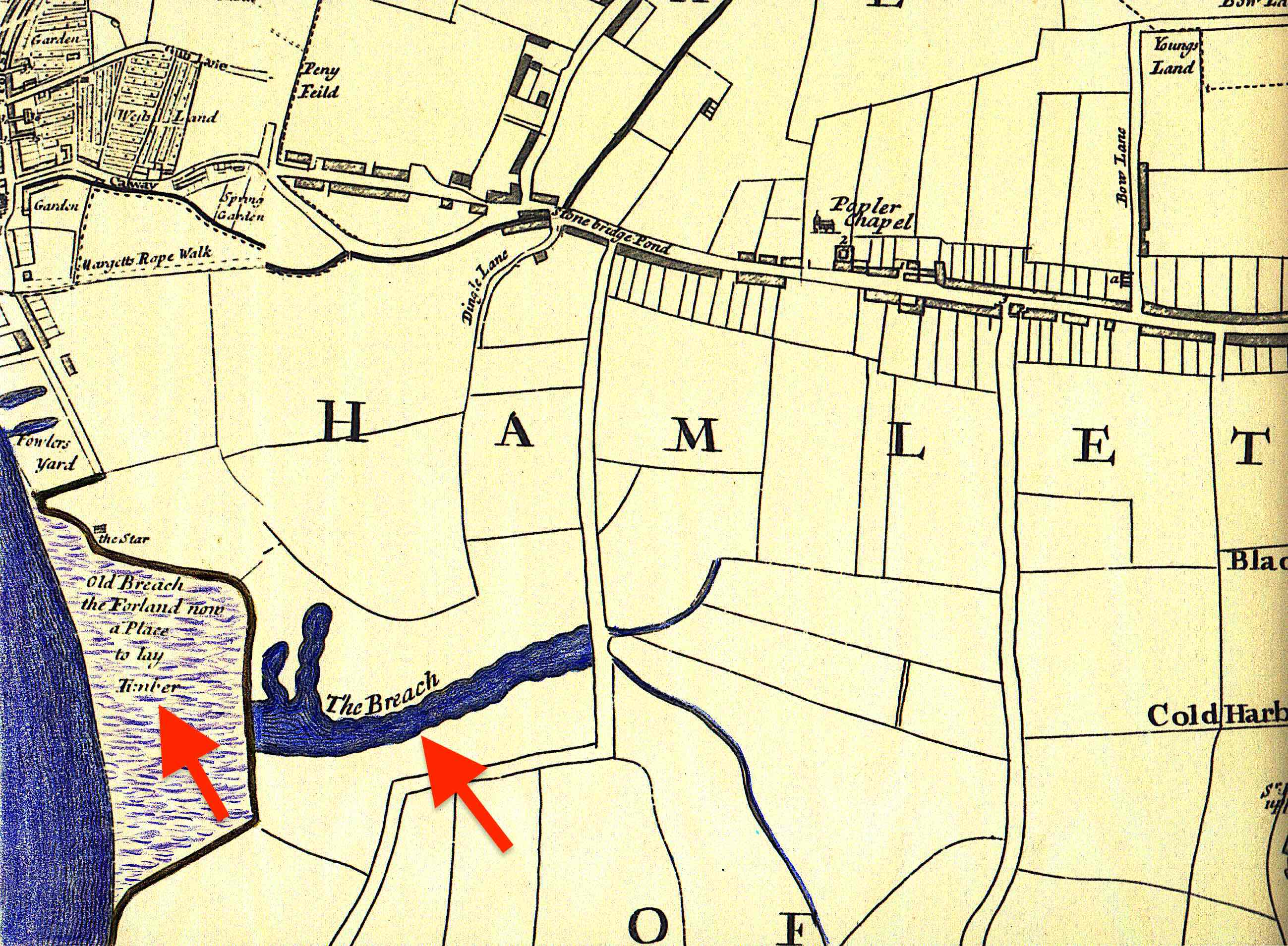
2
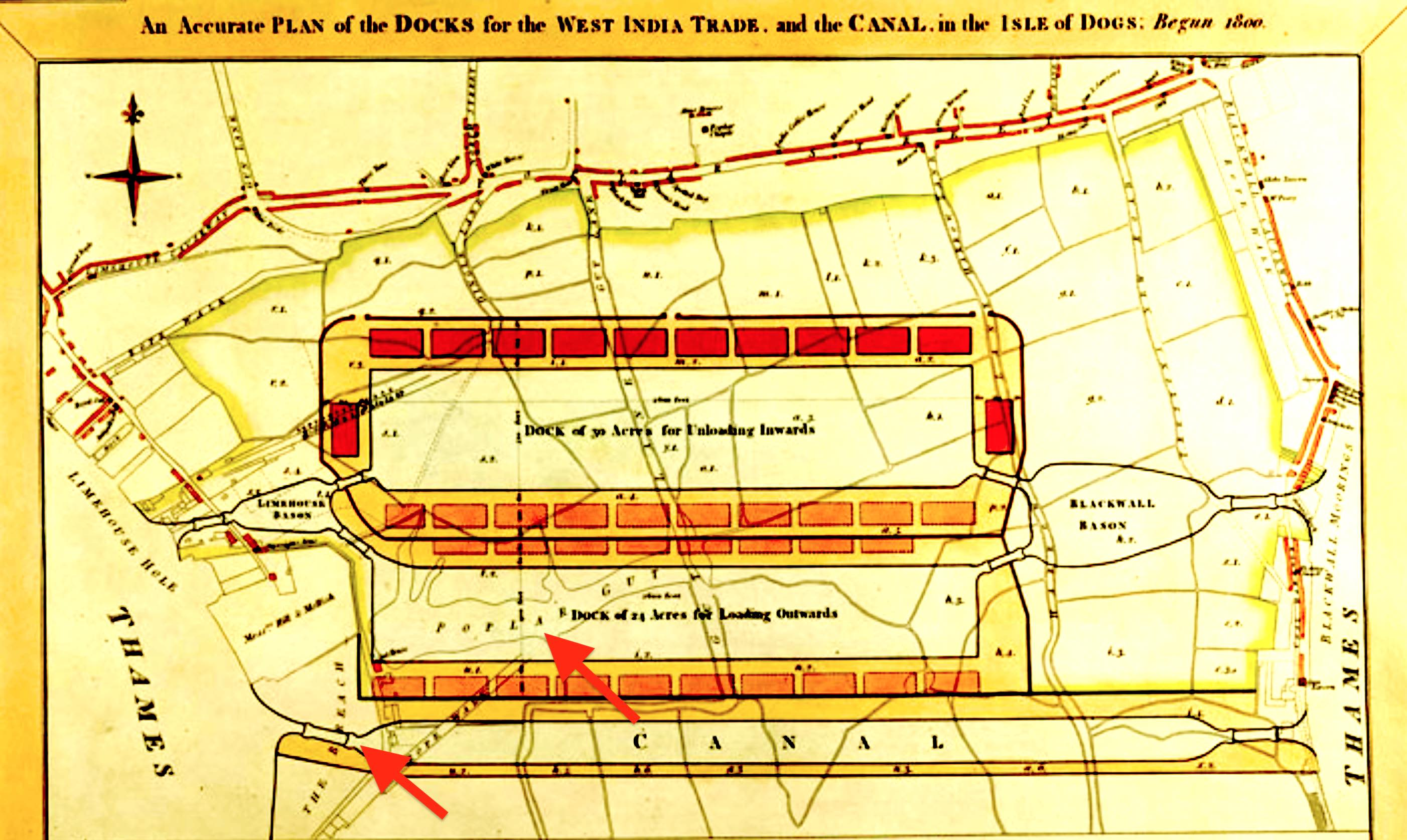
3
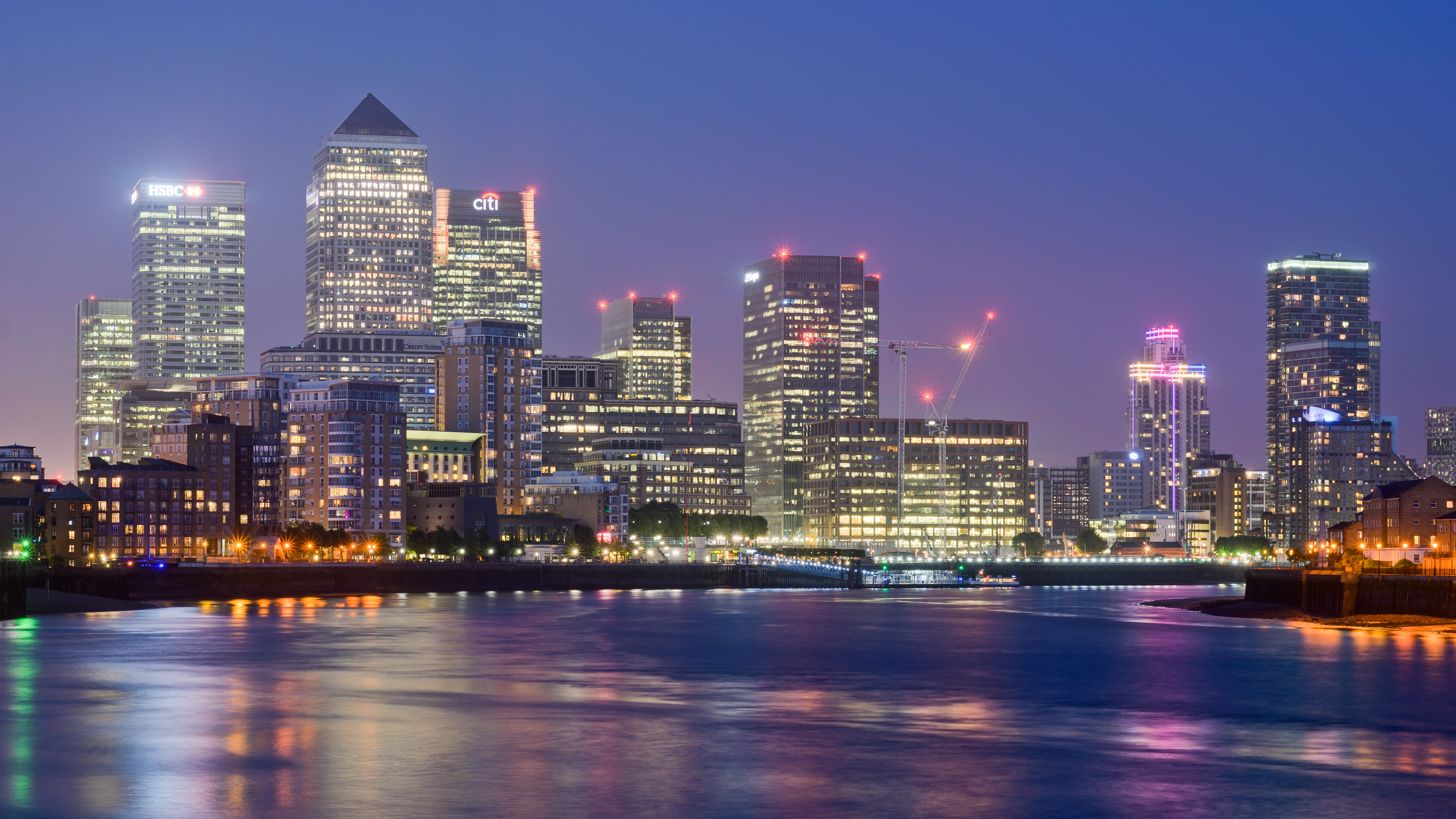
4

1. جزيرة الكلاب، 1703 تظهر الجدران و(الأسهم الحمراء) المنطقة الأمامية وغابات بوبلار. يعد Foreland واحدًا من "حدوتي الحصان" البارزتين اللتين جرى صنعهما في مكان لم يكن من الممكن فيه إصلاح الضفاف الأصلية. (جويل جاسكوين، اختزال سترايب عام 1735: جمعية تاريخ شرق لندن)
2. تفاصيل مقربة (من مسح جاسكوين الفعلي لأبرشية القديس دونستان ستيبني المعروفة باسم ستيبونهيث، 1703)
3. مصير بوبلار جوت، 1800، بعد أن استوعبته أرصفة الهند الغربية الجديدة (الأسهم الحمراء). (جون فيربورن: المكتبة البريطانية)
4. اليوم. كاناري وارف، الحي المالي الثاني في لندن، جزيرة الكلاب.

اعتقد صامويل سمايلز أن التدخل البشري - على وجه التحديد، صيانة جدار النهر - حافظ على التعرج في جزيرة الكلاب، لأن السلطات كان لديها حافز للحفاظ على حوض بناء السفن الملكي في ديبفورد.

### وقف خرق داجنهام

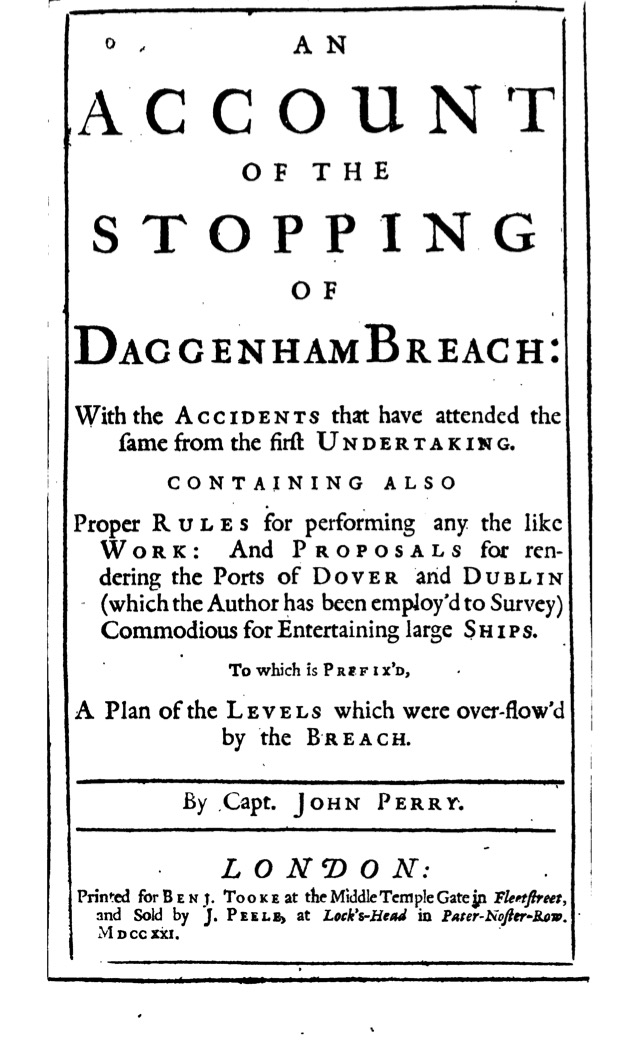
كتاب الكابتن بيري (1721)، أول عمل إنجليزي عن الهندسة المدنية

كانت ثغرة داجنهام ثغرة في جدار النهر حيث جرفت مياه المد والجزر بحيرة كبيرة دائمة وأغرقت أراضٍ واسعة. هددت الرمال المكشوفة بعرقلة الملاحة في نهر التيمز نفسه. واستغرق الأمر 12 أو 14 عامًا لإصلاحه - بتكلفة باهظة. وقد قام الكابتن البحري المتقاعد جون بيري بإصلاحه أخيرًا. ترك بيري تقريرًا مكتوبًا، وُصف بأنه على الأرجح أقدم عمل في مجال الهندسة المدنية في إنجلترا.
كان إلى الجنوب من قرية داجنهام وقصر هافرينج هناك مستنقعات نهر التايمز المعتادة. في فترة ما في العصور الوسطى، جرى استصلاحها، ربما قام دير باركينج بذلك. وكان مفوضو الصرف الصحي مسؤولين عن مستويات داجنهام وهافيرينج. في عام 1594 أمر المفوضون باحتجاز نهر بيم لاستصلاح أرضه، ولم تكن تلك المرة الأولى. فقد جرى اختراق الضفاف مرة أخرى في عام 1621 وقام السير كورنيليوس فيرمودين بإصلاحها. وقد أدى هذا إلى ترك جدولين مترابطين يشكلان حرف U خشنًا.
في 29 أكتوبر 1707، أدى المد العظيم إلى إحداث فجوة يبلغ اتساعها 14 قدمًا في الجدار. وفقًا للكابتن بيري، كان السبب في ذلك هو أن فتحة التصريف sluice- جذع شجرة مجوف - كان تمعيبًة فقد "انفجر"ت. استخدم الإنجليز المحافظون م تحاتاتصريف لمياه الخشبية، والتي تعفنت في النهاية؛ وكتب بيري أنها كانت سيئة الصنع أيضًا، على عكس الهولنديين الذين صنعوها من الحجر المبطن بـ "التاراس" (القطران).
كان من الممكن إيقاف الخرق بسهولة وبسرعة: من خلال إعادة وضع "حدوة حصان" صغيرة من الطين. ولكن "لم يتصرف أحد أولاً". استمرت مياه المد والجزر المتتالي في التدفق ذهابًا وإيابًا، مما أدى إلى توسيع الفجوة، وزادت القوة، وقطع قناة عبر الطين والوصول إلى طبقات الرمل والحصى، حيث أصبح التآكل سريعًا جدًا لدرجة أن الاندفاع كان ساحقًا. أحدثت المياه فجوة طولها 100 قدم وأنتجت بحيرة داخلية - في الواقع، نهر مد وجزر - طولها 11⁄2 ميل وعمقها 20-40 قدمًا. في غضون أسبوعين غمرت المياه مساحة 1000 فدان.
لقد بُذلت ثلاثة جهود منفصلة لإصلاح الخلل. كان على كل منهما أن يواجه نفس الصعوبة الهندسية: أربع مرات في اليوم، كان من المفترض أن تتدفق آلاف الأطنان من المياه عبر تلك الفجوة، إذا استطاعوا ذلك.

وكانت محاولة أصحاب الأراضي هي الأولى. كانت طريقتهم هي تضييق القناة من خلال بناء عمل خشبي على كل جانب. ثم ينتظرون الجزر الضعيف التالي ويسدون الفجوة بإغراق السفن المهجورة وسلال الجير والطين وما إلى ذلك. وكان المبدأ العام سليما، وقد جرى استخدامه منذ ذلك الحين. لكنهم فشلوا في إدراك أن الماء تحت الضغط سوف يجد دائمًا أي شق، مهما كان صغيرًا، ويتسرب من خلاله، ويحفره ليخرج من خلاله. ومع موجة المد التالية دُمرت السفن -بما في ذلك سفينة حربية قديمة- تدميرا كاملا. كان الخرق أسوأ من ذي قبل. لقد أنفق أصحاب الأراضي أكثر من قيمة أراضيهم.

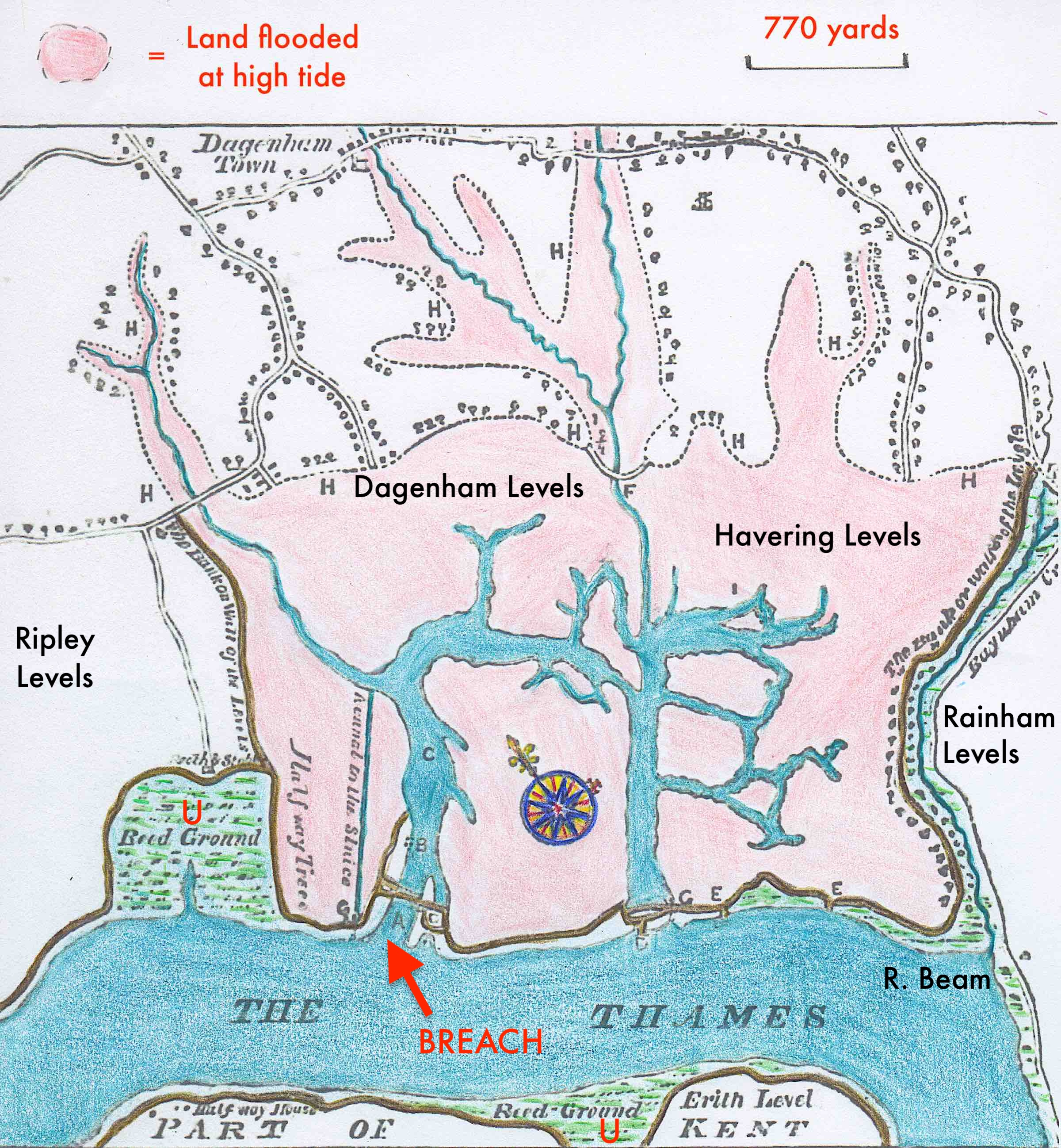
1
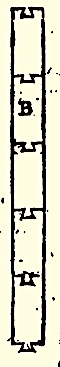
2
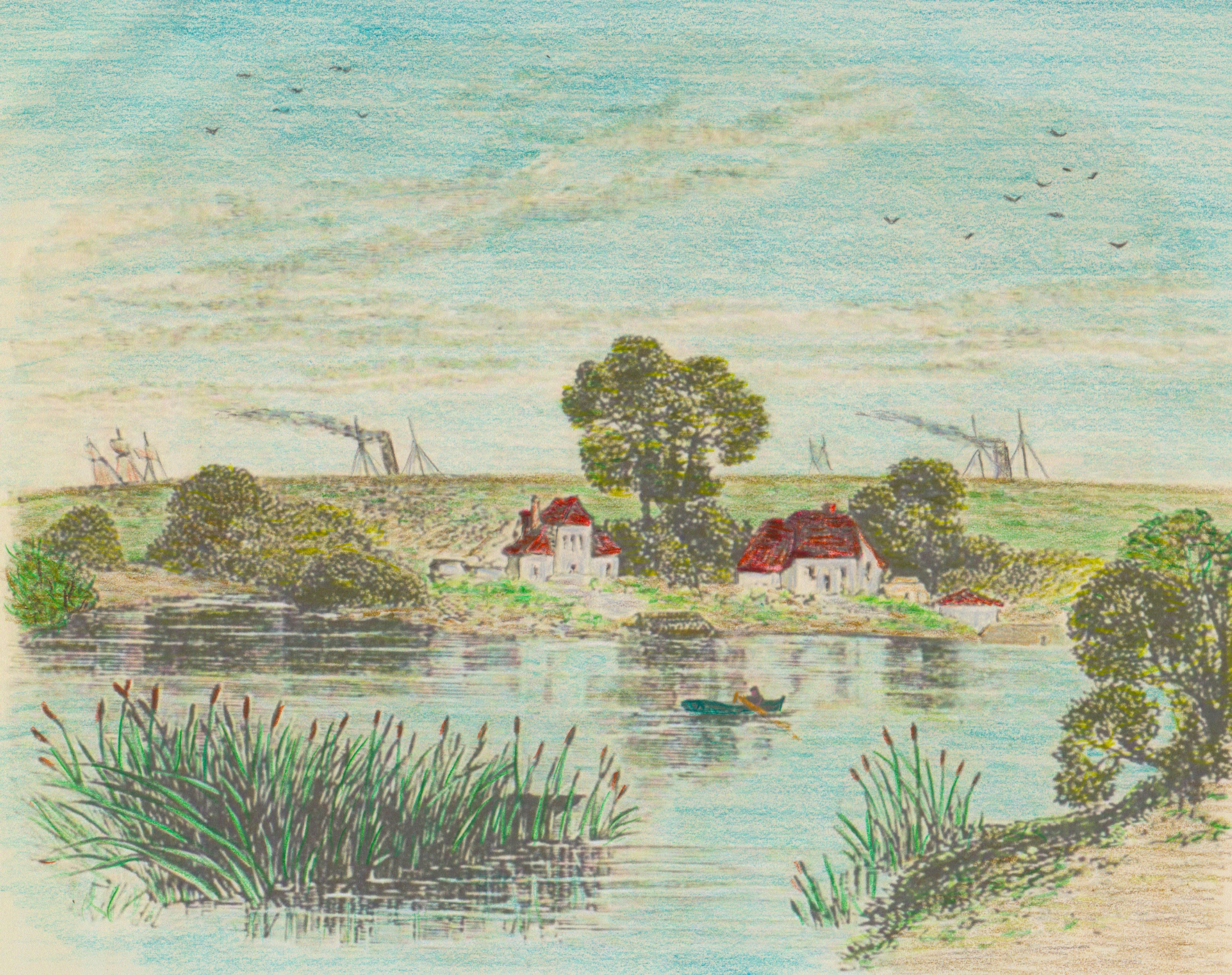
3

1. خريطة Dagenham Breach. أنتجت مياه المد بحيرة دائمة. غمرت المياه المنطقة الوردية بسبب ارتفاع منسوب المياه. كانت القناة على اليمين هي ثغرة قديمة، قام فيرمودين بإصلاحها في عام 1621. (ملاحظة، لا علاقة لها بخرق داجنهام، يوجد حدوتان نموذجيتان للإصلاح وُضع علامة عليهما U.[214])
2. أكوام الكابتن بيري المتشابكة (منظر علوي)، والتي استخدمها لإغلاق الفجوة من خلال بناء سد عبر النقطة (أ) على الخريطة.
3. بحيرة داجنهام، من نقش فيكتوري. تمر سفن الشحن عبر نهر التايمز على الجانب الآخر من الجدار الذي جرى ترميمه.

وفقًا لتاريخ مقاطعة فيكتوريا،
وقد أقر البرلمان قانونًا خاصًا، Repair of Breach in Thames Bank at Dagenham Coal Duties Act 1713 (الفصل 20 من المادة 13). جرى جمع الأموال من خلال فرض ضريبة على الشحن والفحم المستورد. وأقيمت المناقصات للحصول على عقد لإصلاح خرق داجنهام من النفقة العامة. وكان الفائز هو ويليام بوسويل، الذي وافق في عام 1714 على القيام بالمهمة مقابل رسوم بلغت 16300 جنيه إسترليني (حوالي 3 ملايين جنيه إسترليني اليوم). استخدم بوسويل نسخة محسنة من طريقة أصحاب الأراضي. بدلاً من إغراق السفن المتنوعة، استخدم صناديق منتظمة رياضياً محملة بالحجارة. علاوة على ذلك، كانت الصناديق تحتوي على أبواب داخلية للسماح للمد والجزر بالانحسار والتدفق بحرية أثناء سد المساحات بينها. لا تغلق الأبواب إلا عندما تكون مغلقة. على الرغم من كل الجهود التي بذلها بوسويل، فإنه لم يتمكن أبدًا من جعل الصناديق تُطابق قاع القناة.
وقد طُرح عطاء آخر، فاز به الكابتن بيري. كان ذئبًا منفردًا، وقد حوكم عسكريًا وسُجن لتسليم سفينته للفرنسيين بسهولة، ولكن جرى العفو عنه بعد ذلك. وافق بيري على إصلاح الخلل مقابل 25000 جنيه إسترليني. لقد اعتمد مبدأين في نفس الوقت:
- كان من المقرر أن يغلق القناة من خلال دق صف من الأكوام في قاعها لإنشاء سد. يجري تشكيلها باستخدام ذيول السنونو (كما في الصورة 2 )، حيث تتداخل الأكوام، وبالتالي تكون مقاومة للماء. ولتقليل ضغط المياه عليها، لن تكون الأكوام أطول مما هو مطلوب لإغلاق القناة عند المد والجزر. ومن ثم سيكون هناك وقت لإعادة بناء جدار النهر الطيني قبل المد الربيعي التالي.

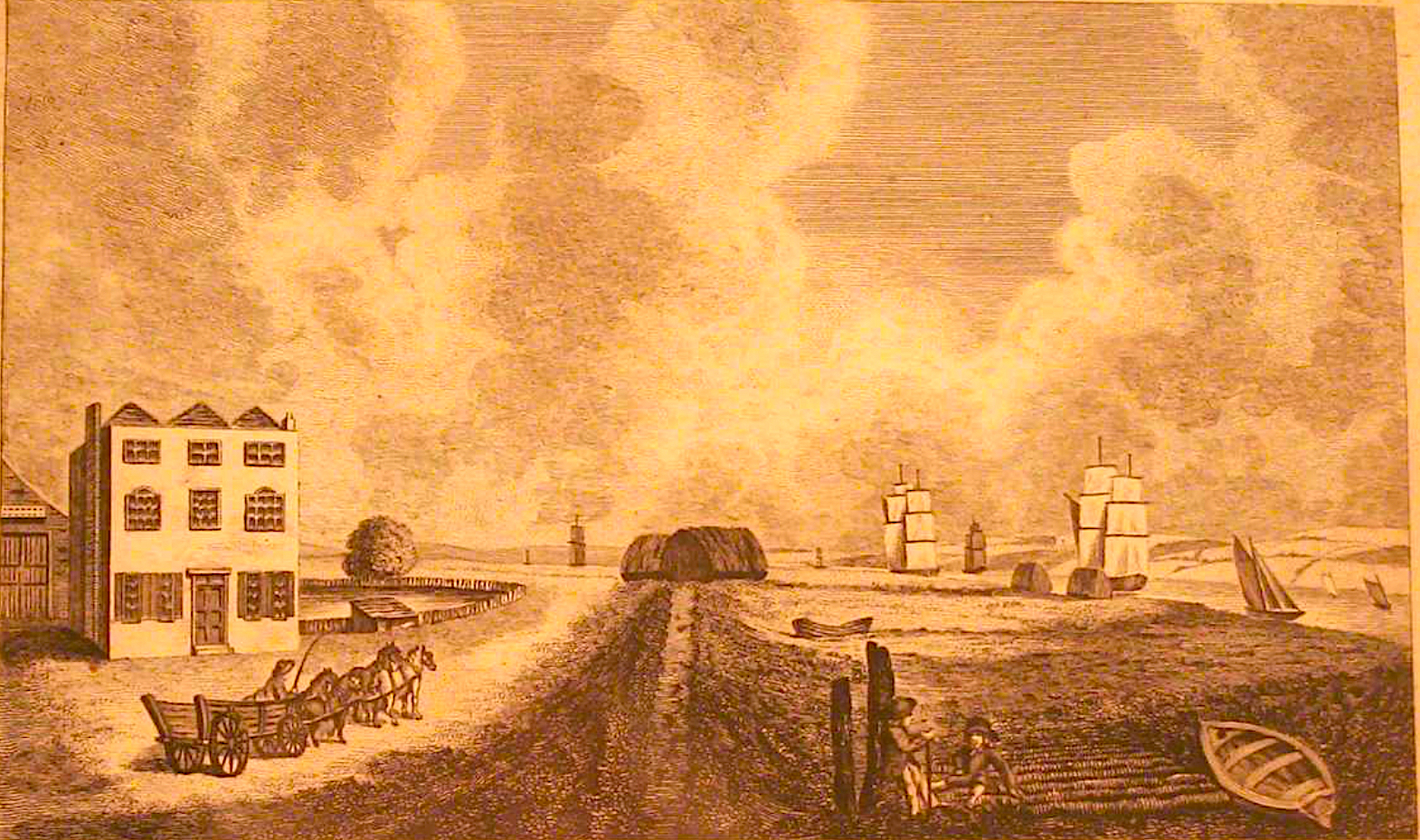
Dagenham Beach House في عام 1790، وهو نزل مرموق لصيادي الأسماك، وبه آثار أعمال بيري العلاجية (متحف Valence House)

- ولكن لتقليل ضغط المياه الذي كان السد يتحمله، كان بيري ينشئ فتحات إضافية عبر جدار النهر. وكانت هذه الفتحات مزودة بقنوات تسمح للمد والجزر بالاستمرار في الانحسار والتدفق، ثم تُغلق في النهاية فقط بعد سد ثغرة داجنهام.[216]

ورغم الصعوبات التي واجهها، بما في ذلك الموردين الذين باعوه طينًا معيبًا، وحارس ليلي فشل في تحذيره من المد المرتفع للغاية، والإضرابات، ومشاكل التدفق النقدي، نجح بيري في النهاية، وتمكن أخيرًا من سد الفجوة في 18 يونيو 1719. لقد حصل على مكافأة نجاحه، ولكنه كان رجلاً مدمرًا. وقد صوت البرلمان لصالحه بمكافأة إضافية.
ظلت البحيرة كما هي، وكذلك منزل الكابتن بيري، المسمى "داجنهام بيتش هاوس". لقد كانت تحظى بشعبية بين الصيادين. وكان الوزراء يذهبون إلى هناك سنويا لتناول عشاء السمك. وفي وقت لاحق، جرى تحويل البحيرة إلى رصيف داجنهام. وقد قامت شركة فورد للسيارات ببناء مصنعها في داجنهام للاستفادة من هذه الميزة. ولا تزال أجزاء منه باقية إلى يومنا هذا.

### انفجار إيريث
في وقت مبكر من صباح الأول من أكتوبر 1864، سُمع صوت الانفجار في جميع أنحاء لندن وعلى مسافة تصل إلى 100 ميل. اشتعلت النيران في مركب بارود بالقرب من إيريث، مما أدى إلى اشتعال مخزنين للبارود على الأرض: أدى الانفجار المتسلسل الناتج عن ذلك إلى تفجير 461⁄2 طنًا من البارود. وفُجر جدار نهر التيمز.
لحسن الحظ كان المد منخفضًا، لكن لويس مور، المهندس الذي صادف أنه يعيش بالقرب من المكان، أدرك أنه يجب سد الفجوة قبل ارتفاع المد - كان من المتوقع أن يصل المد إلى ذروته في الساعة 1:30. كانت الكارثة وشيكة الحدوث، أسوأ من كارثة بوبلار جوت أو ثغرة داجنهام، إذ بلغ طول الفجوة 110 أقدام، مما يعرض البلاد بأكملها للمد العالي.

وقد طلب المساعدة من البحارة الذين يقومون ببناء محطة ضخ كروسنيس والحامية في ترسانة وولويتش. وفي سباق ضد التيار، ارتجلوا بركًا من الطين غير القابل للنفاذ لملء الفجوة وأكياس الرمل المملوءة بالحصى لدعمها. وقد ساعدهم وقت الجزر لإنجاز المهة فلو حدث ذلك الانفجار بعد ساعة واحدة لكان من المستحيل وقف التدفق.

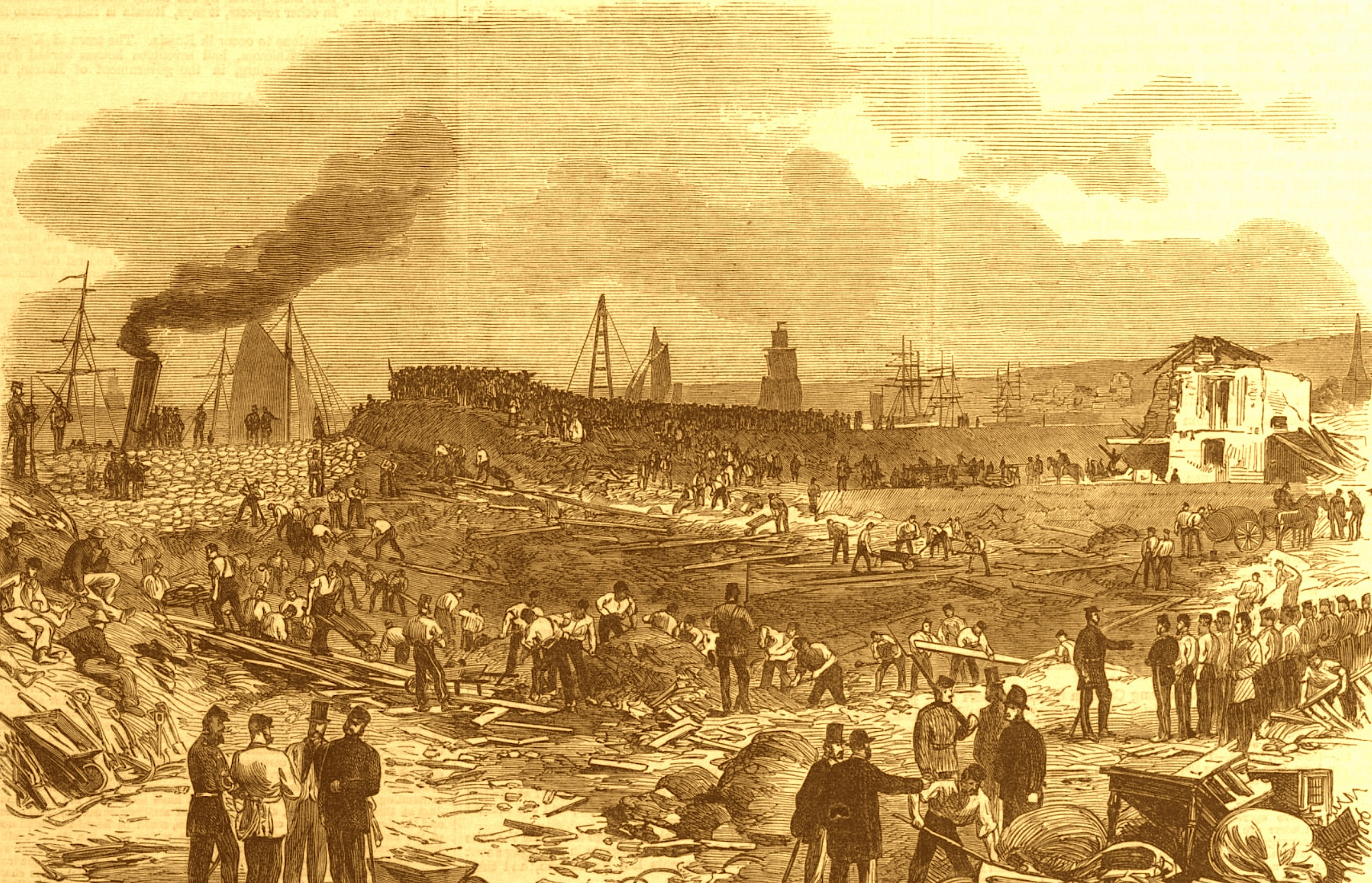
1. السباق ضد التيار ( أخبار لندن المصورة، 8 أكتوبر 1864)
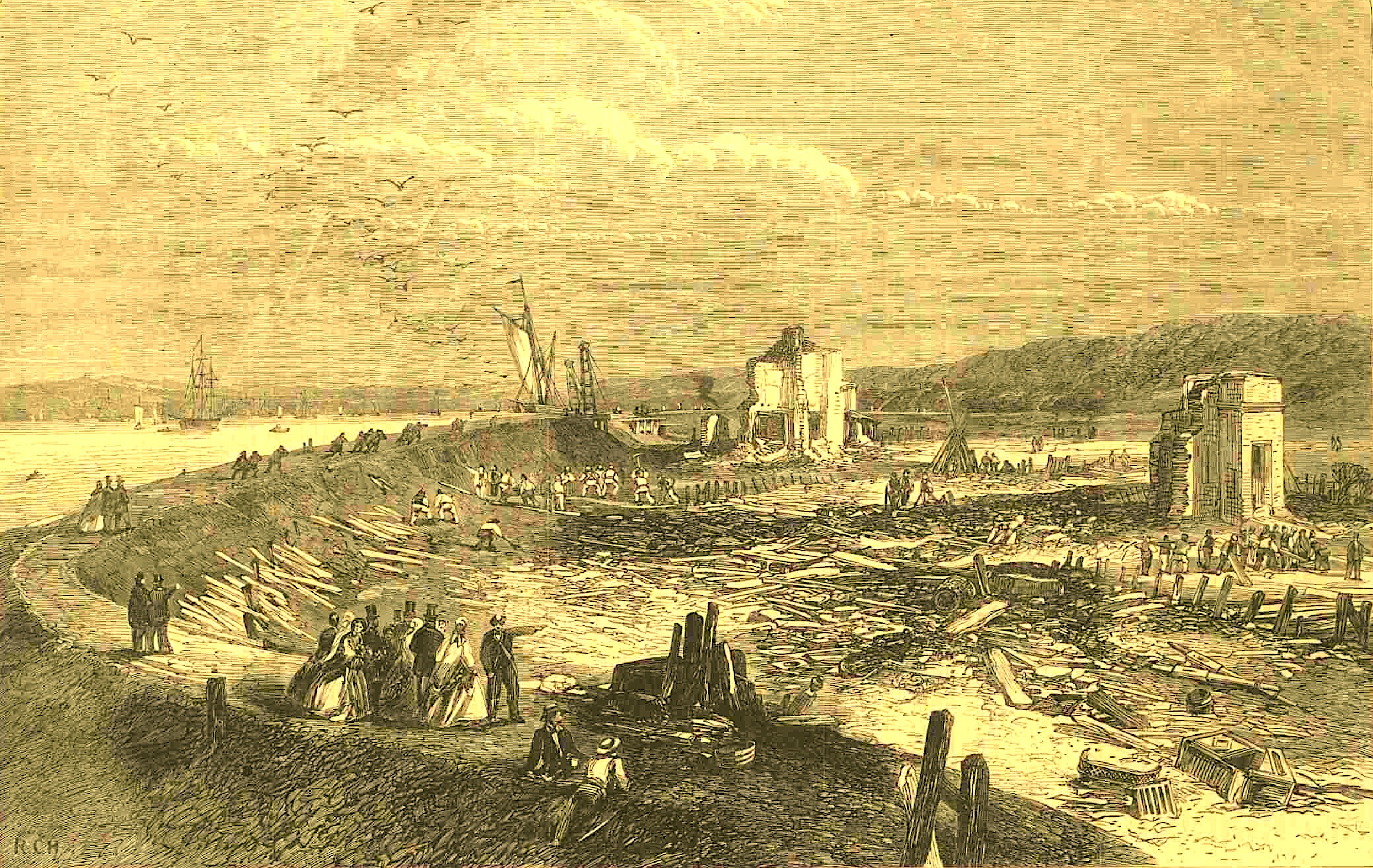
2. تعزيز الجدار ( أخبار لندن المصورة، 15 أكتوبر 1864)

1. مع ارتفاع المد، سارع العمال إلى سد الثغرة باستخدام الطين المتجمع في البرك وأكياس الرمال.
2. بعد النجاح في مواجهة المهمة الصعبة، أصبح لدى فرق الإغاثة الوقت الكافي لاستعادة جدار النهر

ولم تكن هذه المرة الأولى التي ينهار فيها الجدار. ففي عام 1527، على بُعد نصف ميل من ذلك المكان، ثار النهر وأغرق الأرض لمدة 63 عامًا؛ وكان لا بد من استصلاحها قطعة قطعة.

## الجسور في البرلمان في لندن
وقد وافق البرلمان صراحة على بناء بعض السدود. ولم تكن هذه الإنشاءات مخصصة في المقام الأول للدفاع ضد الفيضانات.

### القرن السابع عشر
كان أول هذه المشاريع هو توفير طريق بجانب النهر. يُطلق عليه اسم طريق الأربعين قدمًا، وقد اقترحه السير كريستوفر رين ضمن خطة لإعادة بناء لندن بعد الحريق الكبير. كان من المفترض أن تبقى الضفة الواقعة بين البرج والمعبد خالية من المباني لمسافة 40 قدمًا. وقد جرى إقرار المادة 33 من قانون إعادة بناء لندن لعام 1666 ( 18 و19 الفصل 2 ج 8) لهذا الغرض. ظل هذا الرصيف المفتوح قائمًا لمدة مائة عام، ولكن بعد ذلك أصبح الحظر غير فعال. كان هناك الكثير من التعديات على المباني لدرجة أن القانون أصبح حبراً على ورق، وقد أٌلغي في النهاية.

### القرن الثامن عشر
بُنيت أول ضفاف ضمن الأعمال العامة بواسطة روبرت ميلين في عام 1767 ضمن الأعمال المتعلقة ببناء جسر بلاك فرايرز Blackfriars Bridge. يبلغ طوله نصف ميل، ويبدأ عند رصيف بول ويسير في خط سلس إلى المعبد، ويطل على حدائقه الواقعة على ضفة النهر. لم يكن طريقًا، بل كان تقويمًا لضفة النهر. وكان الغرض منه منع تراكم الطمي ذي الرائحة الكريهة.
في عام 1777، خُصصت الأموال لإنشاء مسار لسحب الخيول فوق فولهام.

#### تعدي أديلفي
في عام 1770، في موقع يقع اليوم بين ستراند وحدائق فيكتوريا إمبانكمنت، ولكن كان تحت مياه نهر التيمز آنذاك، وضع الأخوان آدم أساسًا يبرز لمسافة 100 قدم في النهر. وفقًا للناشط الاجتماعي جرانفيل شارب، فقد فعلوا ذلك عن طريق إلقاء القمامة في النهر بطريقة غير قانونية وسرًا حتى حصلوا على سطح ثابت. وعلى هذا الأساس، بنوا رصيفًا به أقواس، وتراس أديلفي المرموق أعلاه وخلفه. على الرغم من المعارضة الشديدة من قبل شركة لندن، تمكن الأخوان من الحصول على قانون من البرلمان، London (Thames Embankment) Act 1771 ( 11 جورج. 3. ج. 34) لتوفيق أمرهم الواقعي المتهور.

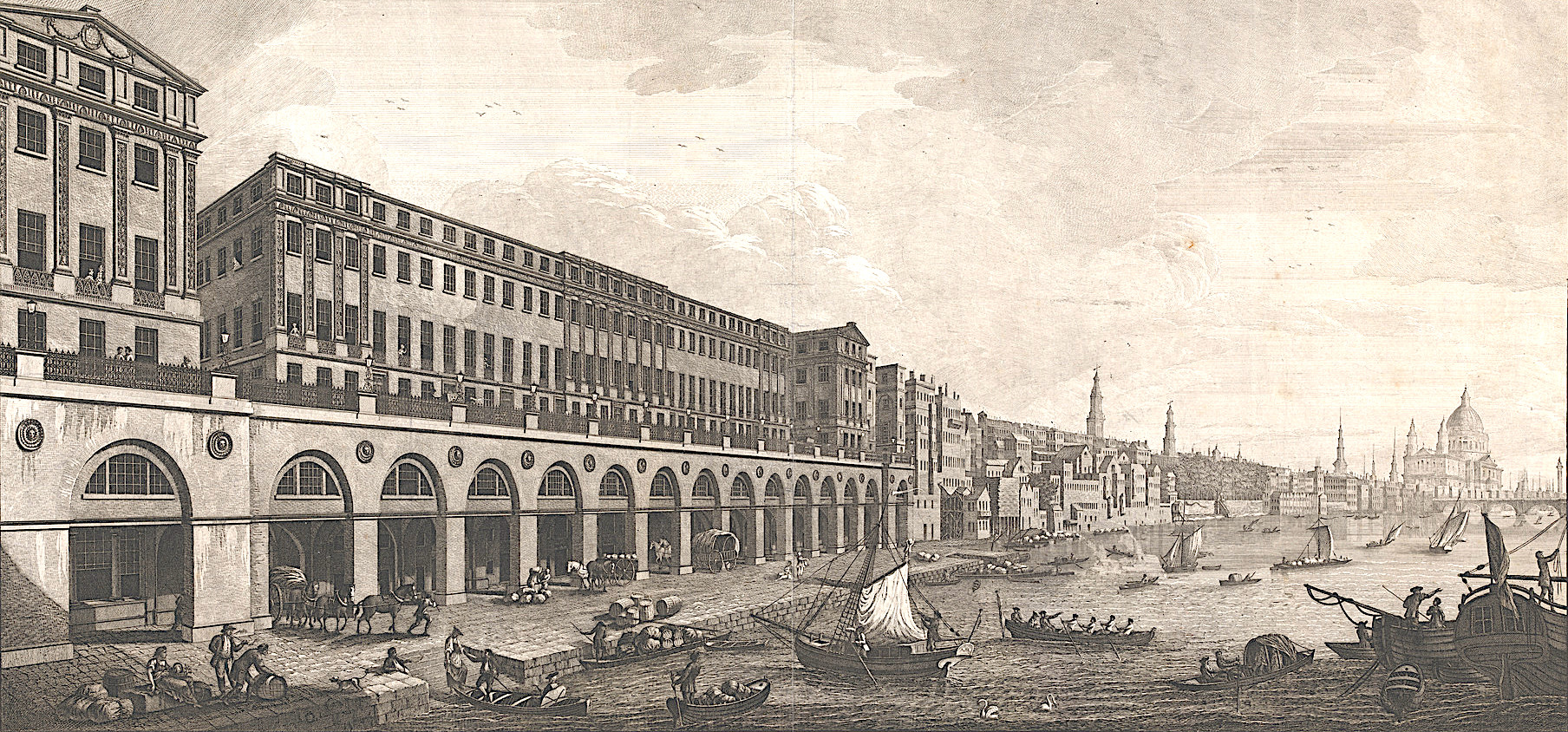
1. الرصيف
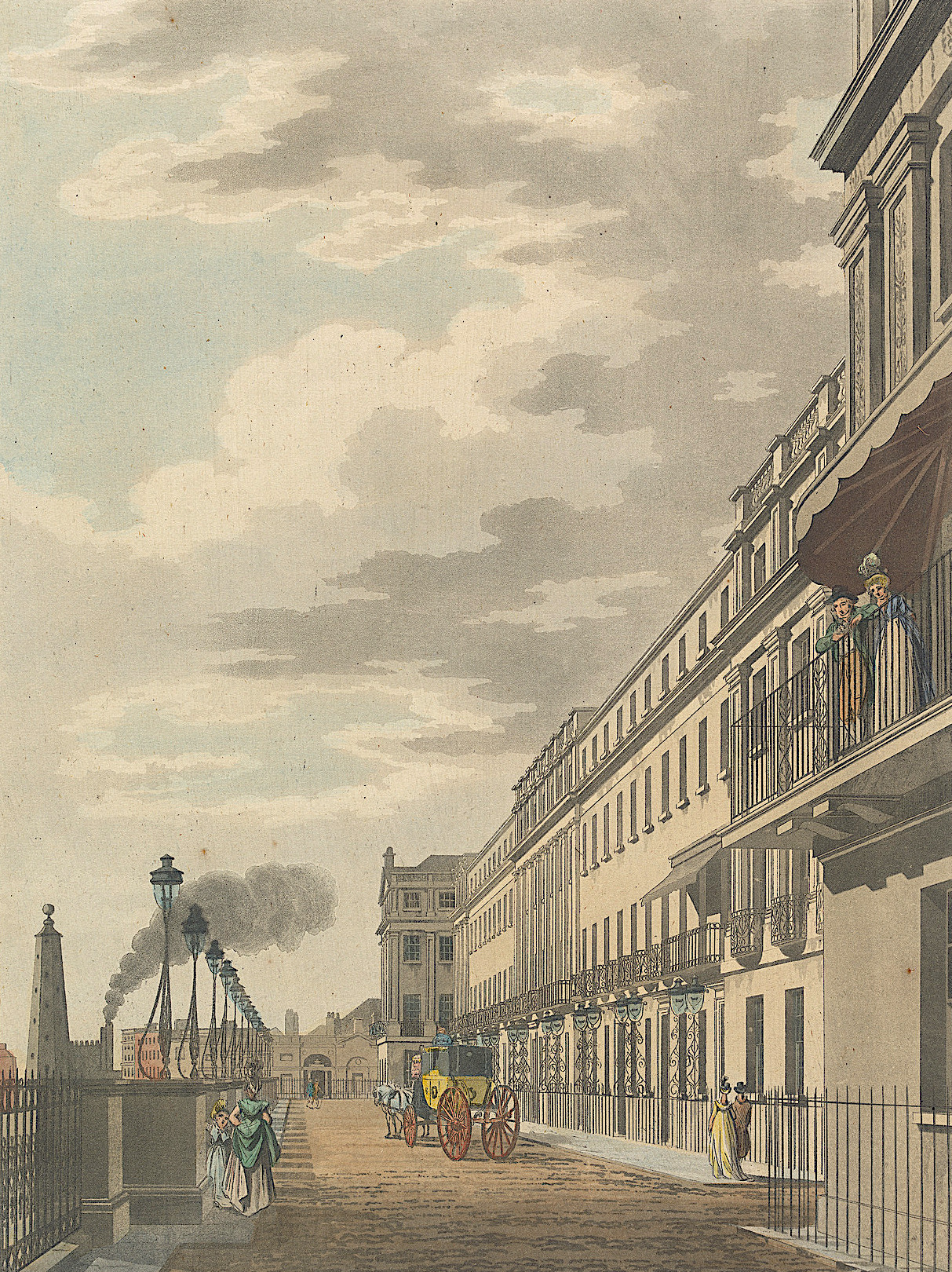
2. الشرفة في الطابق العلوي

1. "منظر للواجهة الجنوبية للمباني الجديدة المسماة أديلفي، والتي كانت تُعرف سابقًا باسم دورهام يارد والجزء الخاص بمدينتي لندن ووستمنستر"، 1770 (بينيديتو باستوريني: مركز ييل للفن البريطاني). اليوم، تحركت ضفاف نهر التيمز مسافة 150 ياردة إلى اليمين.
2. "تراس أديلفي"، 1795 (فنان غير معروف: YCBA). أشخاص يرتدون ملابس عصرية، وشرفة على الطراز الكلاسيكي الجديد، وفي الطابق السفلي يوجد رصيف مزدحم يتعامل مع حركة المرور التجارية.

### القرن التاسع عشر

#### ميلبانك

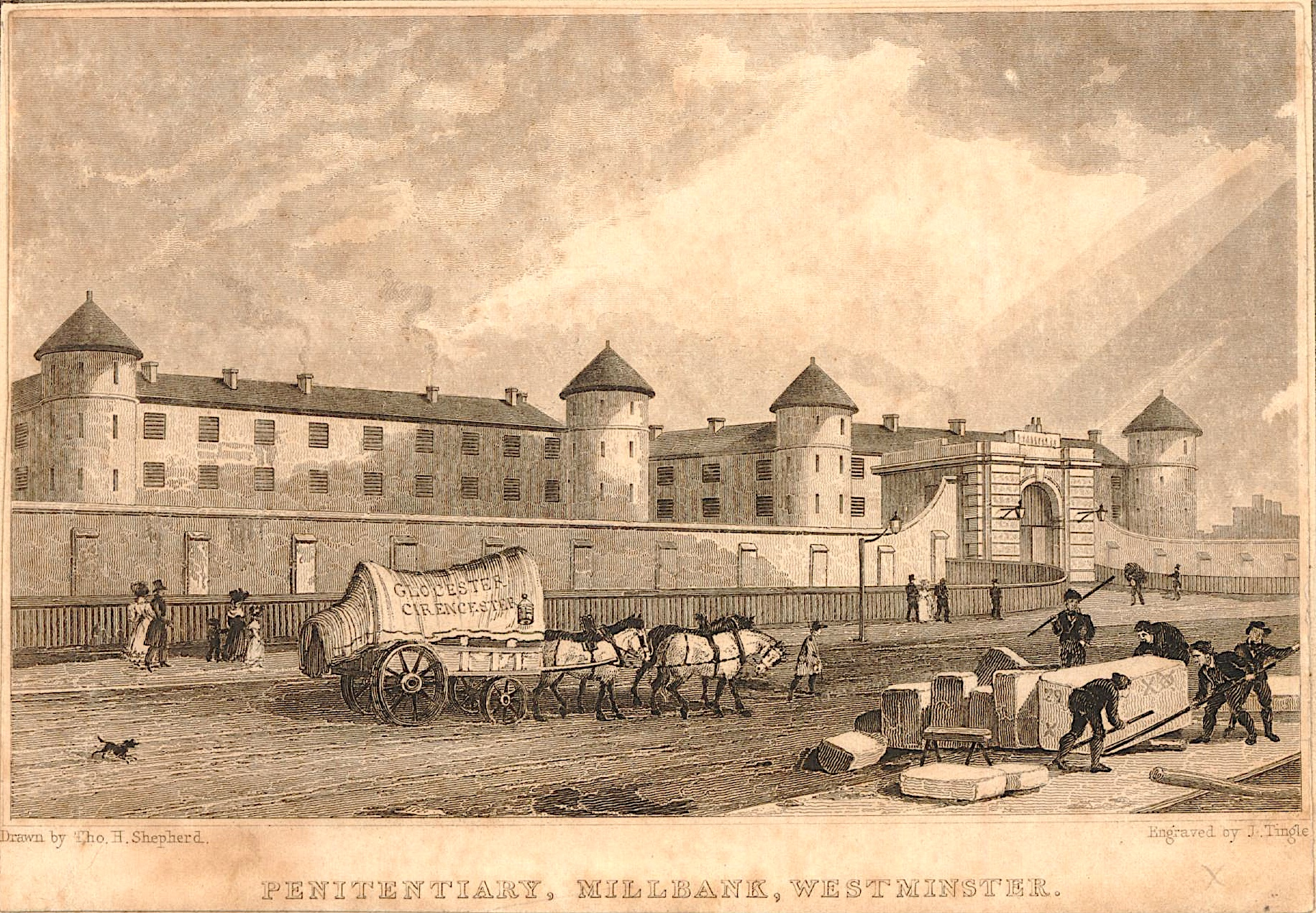
جسر ميلبانك. تمر حركة نقل البضائع الثقيلة عبر السجن (موقع معرض تيت البريطاني اليوم. يقع نهر التيمز خلف الناظر. لاحظ الرجال الذين يحملون العتلات. (شيبرد وتينجل، نُشر عام 1829: المتحف البريطاني)

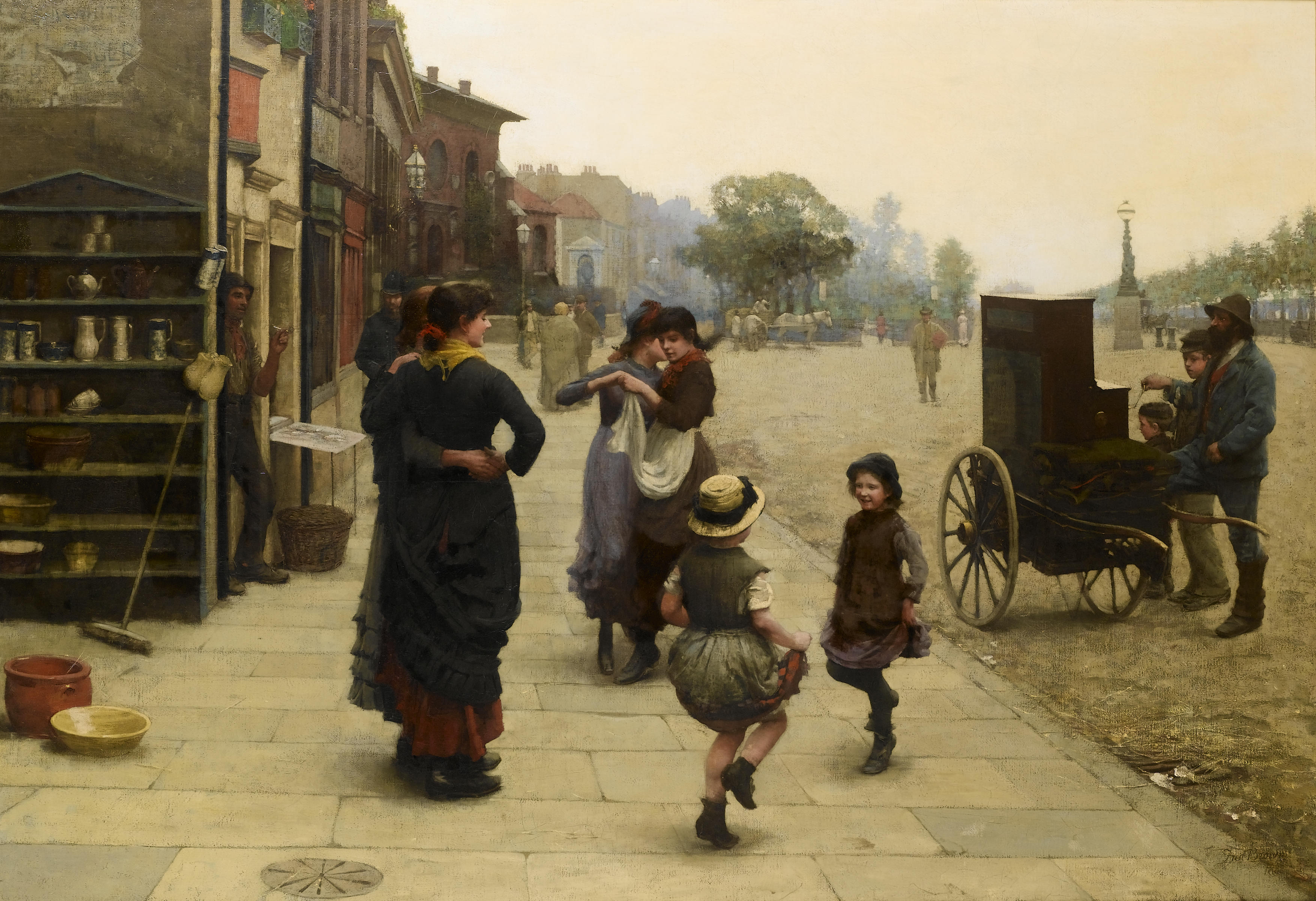
مشهد على جسر تشيلسي، 1883 (فريدريك براون : بونهامز)

في عام 1817، صدر قانون برلماني، Road to Millbank Prison Act 1817 ( 57 Geo. 3. c. 54) سمح بإنشاء طريق على طول الضفة من وستمنستر إلى سجن ميلبانك الذي جرى تشييده حديثًا، ويمر عبر أرض إيرل جروسفينور. كان من المقرر أن يتحمل حركة مرور كثيفة، وقد شييده السير روبرت سميرك على ارتفاع يزيد عن 1500 قدم.

#### جسر قصر وستمنستر
بعد أن احترق مبنى البرلمان القديم في عام 1834، أعيد بناؤه تحت قيادة السير تشارلز باري. كخطوة أولى، بُني جسر جديد لقصر وستمنستر من خلال بناء سد احتياطي وملء جدار النهر الحالي. يبلغ طوله 1200 قدم، وقد صممه روبرت ووكر (1840).

#### سدود منتصف العصر الفيكتوري
لم يوافق البرلمان على أي سدود كبيرة حتى ستينيات القرن التاسع عشر باستثناء الأعمال المتنوعة في أرصفة لندن ومستشفى غرينتش (ولكنها بلغت في مجموعها أكثر من 9 أميال). وكان هناك الكثير من التمويه والمعارضة من أصحاب المصالح الخاصة. كانت الأزمة الصحية والحاجة الملحة لبناء مجاري صرف صحي استراتيجية منخفضة المستوى في مكان ما على طول الضفة الشمالية لنهر التيمز ــ وكان البديل الوحيد هو ستراند المزدحم ــ سبباً في اتخاذ القرار بالسماح بإنشاء أول هذه السدود، وهو جسر فيكتوريا.
جرى تنفيذه لصالح مجلس أعمال العاصمة (المهندس الرئيسي السير جوزيف بازالجيت)، وكان الطول الإجمالي لهذه السدود التي تعود إلى منتصف العصر الفيكتوري حوالي 31⁄2 ميل. لم يُبنى سدود بازالجييت بغرض الدفاع ضد الفيضانات، على الرغم من أنها ربما كانت تؤدي هذه الوظيفة بشكل عرضي. (كان لنهر التيمز في وسط لندن جدران دفاعية بالفعل.) وكان الغرض منها توفير الطرق العامة والمساحات المفتوحة التي تشتد الحاجة إليها، وتحقيق عرض أكثر تناسقًا. ونتيجة للتعديات على مدى سنوات عديدة، أصبح النهر في أحد الأماكن أضيق بثلاث مرات من مكان آخر. وفي الأماكن الواسعة، أدى انخفاض التدفق إلى تراكم الطين - "في حالة من التخمير المستمر".

### القرن العشرين
بُني آخر جسر كبير جديد في لندن في عام 1951 بالتزامن مع مهرجان بريطانيا (انظر الضفة الجنوبية، أعلاه).

## روابط خارجية
- رواية عن وقف خرق داجنهام على لسان الكابتن جون بيري
- المواقع والسدود المبكرة لسبوريل على هوامش مصب نهر التيمز